# Шахматная задача
Ша́хматная зада́ча (англ. problem) — составленная шахматным композитором позиция, в которой одной из сторон предлагается выполнить задание (обычно объявить мат сопернику) в указанное число ходов. Отличается от шахматного этюда, где требуется выполнить задание (выигрыш, ничья) без указания количества ходов, необходимых для достижения этой цели.
Композитор, составляющий шахматные задачи, называется проблемистом.

## Виды и принципы составления
|   | a | b | c | d | e | f | g | h |   |
| - | --- | --- | --- | --- | --- | --- | --- | --- | - |
| 8 | e6 белый король · c5 белый ферзь · a4 чёрная пешка · e4 белый слон · b3 чёрный король · c3 чёрная ладья · h3 белая ладья · a2 чёрная пешка · b2 чёрный слон · a1 чёрный конь | e6 белый король · c5 белый ферзь · a4 чёрная пешка · e4 белый слон · b3 чёрный король · c3 чёрная ладья · h3 белая ладья · a2 чёрная пешка · b2 чёрный слон · a1 чёрный конь | e6 белый король · c5 белый ферзь · a4 чёрная пешка · e4 белый слон · b3 чёрный король · c3 чёрная ладья · h3 белая ладья · a2 чёрная пешка · b2 чёрный слон · a1 чёрный конь | e6 белый король · c5 белый ферзь · a4 чёрная пешка · e4 белый слон · b3 чёрный король · c3 чёрная ладья · h3 белая ладья · a2 чёрная пешка · b2 чёрный слон · a1 чёрный конь | e6 белый король · c5 белый ферзь · a4 чёрная пешка · e4 белый слон · b3 чёрный король · c3 чёрная ладья · h3 белая ладья · a2 чёрная пешка · b2 чёрный слон · a1 чёрный конь | e6 белый король · c5 белый ферзь · a4 чёрная пешка · e4 белый слон · b3 чёрный король · c3 чёрная ладья · h3 белая ладья · a2 чёрная пешка · b2 чёрный слон · a1 чёрный конь | e6 белый король · c5 белый ферзь · a4 чёрная пешка · e4 белый слон · b3 чёрный король · c3 чёрная ладья · h3 белая ладья · a2 чёрная пешка · b2 чёрный слон · a1 чёрный конь | e6 белый король · c5 белый ферзь · a4 чёрная пешка · e4 белый слон · b3 чёрный король · c3 чёрная ладья · h3 белая ладья · a2 чёрная пешка · b2 чёрный слон · a1 чёрный конь | 8 |
| 7 | e6 белый король · c5 белый ферзь · a4 чёрная пешка · e4 белый слон · b3 чёрный король · c3 чёрная ладья · h3 белая ладья · a2 чёрная пешка · b2 чёрный слон · a1 чёрный конь | e6 белый король · c5 белый ферзь · a4 чёрная пешка · e4 белый слон · b3 чёрный король · c3 чёрная ладья · h3 белая ладья · a2 чёрная пешка · b2 чёрный слон · a1 чёрный конь | e6 белый король · c5 белый ферзь · a4 чёрная пешка · e4 белый слон · b3 чёрный король · c3 чёрная ладья · h3 белая ладья · a2 чёрная пешка · b2 чёрный слон · a1 чёрный конь | e6 белый король · c5 белый ферзь · a4 чёрная пешка · e4 белый слон · b3 чёрный король · c3 чёрная ладья · h3 белая ладья · a2 чёрная пешка · b2 чёрный слон · a1 чёрный конь | e6 белый король · c5 белый ферзь · a4 чёрная пешка · e4 белый слон · b3 чёрный король · c3 чёрная ладья · h3 белая ладья · a2 чёрная пешка · b2 чёрный слон · a1 чёрный конь | e6 белый король · c5 белый ферзь · a4 чёрная пешка · e4 белый слон · b3 чёрный король · c3 чёрная ладья · h3 белая ладья · a2 чёрная пешка · b2 чёрный слон · a1 чёрный конь | e6 белый король · c5 белый ферзь · a4 чёрная пешка · e4 белый слон · b3 чёрный король · c3 чёрная ладья · h3 белая ладья · a2 чёрная пешка · b2 чёрный слон · a1 чёрный конь | e6 белый король · c5 белый ферзь · a4 чёрная пешка · e4 белый слон · b3 чёрный король · c3 чёрная ладья · h3 белая ладья · a2 чёрная пешка · b2 чёрный слон · a1 чёрный конь | 7 |
| 6 | e6 белый король · c5 белый ферзь · a4 чёрная пешка · e4 белый слон · b3 чёрный король · c3 чёрная ладья · h3 белая ладья · a2 чёрная пешка · b2 чёрный слон · a1 чёрный конь | e6 белый король · c5 белый ферзь · a4 чёрная пешка · e4 белый слон · b3 чёрный король · c3 чёрная ладья · h3 белая ладья · a2 чёрная пешка · b2 чёрный слон · a1 чёрный конь | e6 белый король · c5 белый ферзь · a4 чёрная пешка · e4 белый слон · b3 чёрный король · c3 чёрная ладья · h3 белая ладья · a2 чёрная пешка · b2 чёрный слон · a1 чёрный конь | e6 белый король · c5 белый ферзь · a4 чёрная пешка · e4 белый слон · b3 чёрный король · c3 чёрная ладья · h3 белая ладья · a2 чёрная пешка · b2 чёрный слон · a1 чёрный конь | e6 белый король · c5 белый ферзь · a4 чёрная пешка · e4 белый слон · b3 чёрный король · c3 чёрная ладья · h3 белая ладья · a2 чёрная пешка · b2 чёрный слон · a1 чёрный конь | e6 белый король · c5 белый ферзь · a4 чёрная пешка · e4 белый слон · b3 чёрный король · c3 чёрная ладья · h3 белая ладья · a2 чёрная пешка · b2 чёрный слон · a1 чёрный конь | e6 белый король · c5 белый ферзь · a4 чёрная пешка · e4 белый слон · b3 чёрный король · c3 чёрная ладья · h3 белая ладья · a2 чёрная пешка · b2 чёрный слон · a1 чёрный конь | e6 белый король · c5 белый ферзь · a4 чёрная пешка · e4 белый слон · b3 чёрный король · c3 чёрная ладья · h3 белая ладья · a2 чёрная пешка · b2 чёрный слон · a1 чёрный конь | 6 |
| 5 | e6 белый король · c5 белый ферзь · a4 чёрная пешка · e4 белый слон · b3 чёрный король · c3 чёрная ладья · h3 белая ладья · a2 чёрная пешка · b2 чёрный слон · a1 чёрный конь | e6 белый король · c5 белый ферзь · a4 чёрная пешка · e4 белый слон · b3 чёрный король · c3 чёрная ладья · h3 белая ладья · a2 чёрная пешка · b2 чёрный слон · a1 чёрный конь | e6 белый король · c5 белый ферзь · a4 чёрная пешка · e4 белый слон · b3 чёрный король · c3 чёрная ладья · h3 белая ладья · a2 чёрная пешка · b2 чёрный слон · a1 чёрный конь | e6 белый король · c5 белый ферзь · a4 чёрная пешка · e4 белый слон · b3 чёрный король · c3 чёрная ладья · h3 белая ладья · a2 чёрная пешка · b2 чёрный слон · a1 чёрный конь | e6 белый король · c5 белый ферзь · a4 чёрная пешка · e4 белый слон · b3 чёрный король · c3 чёрная ладья · h3 белая ладья · a2 чёрная пешка · b2 чёрный слон · a1 чёрный конь | e6 белый король · c5 белый ферзь · a4 чёрная пешка · e4 белый слон · b3 чёрный король · c3 чёрная ладья · h3 белая ладья · a2 чёрная пешка · b2 чёрный слон · a1 чёрный конь | e6 белый король · c5 белый ферзь · a4 чёрная пешка · e4 белый слон · b3 чёрный король · c3 чёрная ладья · h3 белая ладья · a2 чёрная пешка · b2 чёрный слон · a1 чёрный конь | e6 белый король · c5 белый ферзь · a4 чёрная пешка · e4 белый слон · b3 чёрный король · c3 чёрная ладья · h3 белая ладья · a2 чёрная пешка · b2 чёрный слон · a1 чёрный конь | 5 |
| 4 | e6 белый король · c5 белый ферзь · a4 чёрная пешка · e4 белый слон · b3 чёрный король · c3 чёрная ладья · h3 белая ладья · a2 чёрная пешка · b2 чёрный слон · a1 чёрный конь | e6 белый король · c5 белый ферзь · a4 чёрная пешка · e4 белый слон · b3 чёрный король · c3 чёрная ладья · h3 белая ладья · a2 чёрная пешка · b2 чёрный слон · a1 чёрный конь | e6 белый король · c5 белый ферзь · a4 чёрная пешка · e4 белый слон · b3 чёрный король · c3 чёрная ладья · h3 белая ладья · a2 чёрная пешка · b2 чёрный слон · a1 чёрный конь | e6 белый король · c5 белый ферзь · a4 чёрная пешка · e4 белый слон · b3 чёрный король · c3 чёрная ладья · h3 белая ладья · a2 чёрная пешка · b2 чёрный слон · a1 чёрный конь | e6 белый король · c5 белый ферзь · a4 чёрная пешка · e4 белый слон · b3 чёрный король · c3 чёрная ладья · h3 белая ладья · a2 чёрная пешка · b2 чёрный слон · a1 чёрный конь | e6 белый король · c5 белый ферзь · a4 чёрная пешка · e4 белый слон · b3 чёрный король · c3 чёрная ладья · h3 белая ладья · a2 чёрная пешка · b2 чёрный слон · a1 чёрный конь | e6 белый король · c5 белый ферзь · a4 чёрная пешка · e4 белый слон · b3 чёрный король · c3 чёрная ладья · h3 белая ладья · a2 чёрная пешка · b2 чёрный слон · a1 чёрный конь | e6 белый король · c5 белый ферзь · a4 чёрная пешка · e4 белый слон · b3 чёрный король · c3 чёрная ладья · h3 белая ладья · a2 чёрная пешка · b2 чёрный слон · a1 чёрный конь | 4 |
| 3 | e6 белый король · c5 белый ферзь · a4 чёрная пешка · e4 белый слон · b3 чёрный король · c3 чёрная ладья · h3 белая ладья · a2 чёрная пешка · b2 чёрный слон · a1 чёрный конь | e6 белый король · c5 белый ферзь · a4 чёрная пешка · e4 белый слон · b3 чёрный король · c3 чёрная ладья · h3 белая ладья · a2 чёрная пешка · b2 чёрный слон · a1 чёрный конь | e6 белый король · c5 белый ферзь · a4 чёрная пешка · e4 белый слон · b3 чёрный король · c3 чёрная ладья · h3 белая ладья · a2 чёрная пешка · b2 чёрный слон · a1 чёрный конь | e6 белый король · c5 белый ферзь · a4 чёрная пешка · e4 белый слон · b3 чёрный король · c3 чёрная ладья · h3 белая ладья · a2 чёрная пешка · b2 чёрный слон · a1 чёрный конь | e6 белый король · c5 белый ферзь · a4 чёрная пешка · e4 белый слон · b3 чёрный король · c3 чёрная ладья · h3 белая ладья · a2 чёрная пешка · b2 чёрный слон · a1 чёрный конь | e6 белый король · c5 белый ферзь · a4 чёрная пешка · e4 белый слон · b3 чёрный король · c3 чёрная ладья · h3 белая ладья · a2 чёрная пешка · b2 чёрный слон · a1 чёрный конь | e6 белый король · c5 белый ферзь · a4 чёрная пешка · e4 белый слон · b3 чёрный король · c3 чёрная ладья · h3 белая ладья · a2 чёрная пешка · b2 чёрный слон · a1 чёрный конь | e6 белый король · c5 белый ферзь · a4 чёрная пешка · e4 белый слон · b3 чёрный король · c3 чёрная ладья · h3 белая ладья · a2 чёрная пешка · b2 чёрный слон · a1 чёрный конь | 3 |
| 2 | e6 белый король · c5 белый ферзь · a4 чёрная пешка · e4 белый слон · b3 чёрный король · c3 чёрная ладья · h3 белая ладья · a2 чёрная пешка · b2 чёрный слон · a1 чёрный конь | e6 белый король · c5 белый ферзь · a4 чёрная пешка · e4 белый слон · b3 чёрный король · c3 чёрная ладья · h3 белая ладья · a2 чёрная пешка · b2 чёрный слон · a1 чёрный конь | e6 белый король · c5 белый ферзь · a4 чёрная пешка · e4 белый слон · b3 чёрный король · c3 чёрная ладья · h3 белая ладья · a2 чёрная пешка · b2 чёрный слон · a1 чёрный конь | e6 белый король · c5 белый ферзь · a4 чёрная пешка · e4 белый слон · b3 чёрный король · c3 чёрная ладья · h3 белая ладья · a2 чёрная пешка · b2 чёрный слон · a1 чёрный конь | e6 белый король · c5 белый ферзь · a4 чёрная пешка · e4 белый слон · b3 чёрный король · c3 чёрная ладья · h3 белая ладья · a2 чёрная пешка · b2 чёрный слон · a1 чёрный конь | e6 белый король · c5 белый ферзь · a4 чёрная пешка · e4 белый слон · b3 чёрный король · c3 чёрная ладья · h3 белая ладья · a2 чёрная пешка · b2 чёрный слон · a1 чёрный конь | e6 белый король · c5 белый ферзь · a4 чёрная пешка · e4 белый слон · b3 чёрный король · c3 чёрная ладья · h3 белая ладья · a2 чёрная пешка · b2 чёрный слон · a1 чёрный конь | e6 белый король · c5 белый ферзь · a4 чёрная пешка · e4 белый слон · b3 чёрный король · c3 чёрная ладья · h3 белая ладья · a2 чёрная пешка · b2 чёрный слон · a1 чёрный конь | 2 |
| 1 | e6 белый король · c5 белый ферзь · a4 чёрная пешка · e4 белый слон · b3 чёрный король · c3 чёрная ладья · h3 белая ладья · a2 чёрная пешка · b2 чёрный слон · a1 чёрный конь | e6 белый король · c5 белый ферзь · a4 чёрная пешка · e4 белый слон · b3 чёрный король · c3 чёрная ладья · h3 белая ладья · a2 чёрная пешка · b2 чёрный слон · a1 чёрный конь | e6 белый король · c5 белый ферзь · a4 чёрная пешка · e4 белый слон · b3 чёрный король · c3 чёрная ладья · h3 белая ладья · a2 чёрная пешка · b2 чёрный слон · a1 чёрный конь | e6 белый король · c5 белый ферзь · a4 чёрная пешка · e4 белый слон · b3 чёрный король · c3 чёрная ладья · h3 белая ладья · a2 чёрная пешка · b2 чёрный слон · a1 чёрный конь | e6 белый король · c5 белый ферзь · a4 чёрная пешка · e4 белый слон · b3 чёрный король · c3 чёрная ладья · h3 белая ладья · a2 чёрная пешка · b2 чёрный слон · a1 чёрный конь | e6 белый король · c5 белый ферзь · a4 чёрная пешка · e4 белый слон · b3 чёрный король · c3 чёрная ладья · h3 белая ладья · a2 чёрная пешка · b2 чёрный слон · a1 чёрный конь | e6 белый король · c5 белый ферзь · a4 чёрная пешка · e4 белый слон · b3 чёрный король · c3 чёрная ладья · h3 белая ладья · a2 чёрная пешка · b2 чёрный слон · a1 чёрный конь | e6 белый король · c5 белый ферзь · a4 чёрная пешка · e4 белый слон · b3 чёрный король · c3 чёрная ладья · h3 белая ладья · a2 чёрная пешка · b2 чёрный слон · a1 чёрный конь | 1 |
|   | a | b | c | d | e | f | g | h |   |

По жанру задачи делятся на двух-, трёх- и многоходовки, кооперативные маты, обратные маты, сказочные задачи. Решение задачи состоит в нахождении задуманного автором единственного пути, ведущего к выполнению задания. Эстетический эффект задачи достигается неожиданным (замаскированным) вступительным ходом и красивой комбинацией. Как правило, задача не должна начинаться с шаха, решение должно быть труднонаходимым, сопернику необходимо предоставить возможности активной контригры.
В задачах должны соблюдаться основные принципы шахматной композиции — легальность начальной позиции, решаемость во всех вариантах и единственность решения, а также художественные требования — выразительность замысла, экономичность формы, красота решения.
В процессе развития задачной композиции её принципы претерпевали значительные изменения: обогащалось содержание, расширялась тематика, менялись требования к форме, появлялись и исчезали различные стили и направления.
«Об игре в шахматы» (лат. De Ludo Schacorum) — книга итальянского монаха-математика Луки Бартоломео Пачоли из монастыря Гроба Господня на латинском языке. Трактат известен также под названием «Отгоняющий скуку» (итал. «Schifanoia»). Часть иллюстраций к трактату атрибутируются Леонардо да Винчи, ему же приписывается и часть представленных там шахматных задач (итал. Leonardo da Vinci, 1452—1519).
Достаточно часто шахматная задача представлена на картинах с изображением партии в шахматы. Примерами подобных изображений могут быть «Шахматистки» Джона Лавери (1929), где на доске представлен достаточно изящный мат в два хода, и «Портрет Эдварда Виндзора, 3-го барона Виндзора, его жены, Кэтрин де Вер, и их семьи» (1568) Мастера графики Уорик, где снова присутствует мат в два хода. «Детская задача» (1857) — акварель английского художника Ричарда Дадда. Она создана им в психиатрической лечебнице, где он находился уже тринадцать лет после совершённого убийства отца. На акварели изображён изящный мат в два хода.
Особую категорию задач составляют литературные мистификации. К числу наиболее известных относятся две шахматные задачи 1878 и 1936 годов, созданные Чарльзом Годфри Гумпелем (мат в семь ходов) и Виктором Бартом (мат в два хода) в качестве иллюстрации к легенде о шахматном поединке между Паоло Бои и Дьяволом.

## Примеры

### Мат в 2 хода
|   | a | b | c | d | e | f | g | h |   |
| - | --- | --- | --- | --- | --- | --- | --- | --- | - |
| 8 | a8 белый король · e8 чёрный конь · g8 белый слон · a7 белый конь · c7 чёрная пешка · d7 чёрный король · e7 белая пешка · f7 белый ферзь · c6 белый конь · d4 чёрный конь | a8 белый король · e8 чёрный конь · g8 белый слон · a7 белый конь · c7 чёрная пешка · d7 чёрный король · e7 белая пешка · f7 белый ферзь · c6 белый конь · d4 чёрный конь | a8 белый король · e8 чёрный конь · g8 белый слон · a7 белый конь · c7 чёрная пешка · d7 чёрный король · e7 белая пешка · f7 белый ферзь · c6 белый конь · d4 чёрный конь | a8 белый король · e8 чёрный конь · g8 белый слон · a7 белый конь · c7 чёрная пешка · d7 чёрный король · e7 белая пешка · f7 белый ферзь · c6 белый конь · d4 чёрный конь | a8 белый король · e8 чёрный конь · g8 белый слон · a7 белый конь · c7 чёрная пешка · d7 чёрный король · e7 белая пешка · f7 белый ферзь · c6 белый конь · d4 чёрный конь | a8 белый король · e8 чёрный конь · g8 белый слон · a7 белый конь · c7 чёрная пешка · d7 чёрный король · e7 белая пешка · f7 белый ферзь · c6 белый конь · d4 чёрный конь | a8 белый король · e8 чёрный конь · g8 белый слон · a7 белый конь · c7 чёрная пешка · d7 чёрный король · e7 белая пешка · f7 белый ферзь · c6 белый конь · d4 чёрный конь | a8 белый король · e8 чёрный конь · g8 белый слон · a7 белый конь · c7 чёрная пешка · d7 чёрный король · e7 белая пешка · f7 белый ферзь · c6 белый конь · d4 чёрный конь | 8 |
| 7 | a8 белый король · e8 чёрный конь · g8 белый слон · a7 белый конь · c7 чёрная пешка · d7 чёрный король · e7 белая пешка · f7 белый ферзь · c6 белый конь · d4 чёрный конь | a8 белый король · e8 чёрный конь · g8 белый слон · a7 белый конь · c7 чёрная пешка · d7 чёрный король · e7 белая пешка · f7 белый ферзь · c6 белый конь · d4 чёрный конь | a8 белый король · e8 чёрный конь · g8 белый слон · a7 белый конь · c7 чёрная пешка · d7 чёрный король · e7 белая пешка · f7 белый ферзь · c6 белый конь · d4 чёрный конь | a8 белый король · e8 чёрный конь · g8 белый слон · a7 белый конь · c7 чёрная пешка · d7 чёрный король · e7 белая пешка · f7 белый ферзь · c6 белый конь · d4 чёрный конь | a8 белый король · e8 чёрный конь · g8 белый слон · a7 белый конь · c7 чёрная пешка · d7 чёрный король · e7 белая пешка · f7 белый ферзь · c6 белый конь · d4 чёрный конь | a8 белый король · e8 чёрный конь · g8 белый слон · a7 белый конь · c7 чёрная пешка · d7 чёрный король · e7 белая пешка · f7 белый ферзь · c6 белый конь · d4 чёрный конь | a8 белый король · e8 чёрный конь · g8 белый слон · a7 белый конь · c7 чёрная пешка · d7 чёрный король · e7 белая пешка · f7 белый ферзь · c6 белый конь · d4 чёрный конь | a8 белый король · e8 чёрный конь · g8 белый слон · a7 белый конь · c7 чёрная пешка · d7 чёрный король · e7 белая пешка · f7 белый ферзь · c6 белый конь · d4 чёрный конь | 7 |
| 6 | a8 белый король · e8 чёрный конь · g8 белый слон · a7 белый конь · c7 чёрная пешка · d7 чёрный король · e7 белая пешка · f7 белый ферзь · c6 белый конь · d4 чёрный конь | a8 белый король · e8 чёрный конь · g8 белый слон · a7 белый конь · c7 чёрная пешка · d7 чёрный король · e7 белая пешка · f7 белый ферзь · c6 белый конь · d4 чёрный конь | a8 белый король · e8 чёрный конь · g8 белый слон · a7 белый конь · c7 чёрная пешка · d7 чёрный король · e7 белая пешка · f7 белый ферзь · c6 белый конь · d4 чёрный конь | a8 белый король · e8 чёрный конь · g8 белый слон · a7 белый конь · c7 чёрная пешка · d7 чёрный король · e7 белая пешка · f7 белый ферзь · c6 белый конь · d4 чёрный конь | a8 белый король · e8 чёрный конь · g8 белый слон · a7 белый конь · c7 чёрная пешка · d7 чёрный король · e7 белая пешка · f7 белый ферзь · c6 белый конь · d4 чёрный конь | a8 белый король · e8 чёрный конь · g8 белый слон · a7 белый конь · c7 чёрная пешка · d7 чёрный король · e7 белая пешка · f7 белый ферзь · c6 белый конь · d4 чёрный конь | a8 белый король · e8 чёрный конь · g8 белый слон · a7 белый конь · c7 чёрная пешка · d7 чёрный король · e7 белая пешка · f7 белый ферзь · c6 белый конь · d4 чёрный конь | a8 белый король · e8 чёрный конь · g8 белый слон · a7 белый конь · c7 чёрная пешка · d7 чёрный король · e7 белая пешка · f7 белый ферзь · c6 белый конь · d4 чёрный конь | 6 |
| 5 | a8 белый король · e8 чёрный конь · g8 белый слон · a7 белый конь · c7 чёрная пешка · d7 чёрный король · e7 белая пешка · f7 белый ферзь · c6 белый конь · d4 чёрный конь | a8 белый король · e8 чёрный конь · g8 белый слон · a7 белый конь · c7 чёрная пешка · d7 чёрный король · e7 белая пешка · f7 белый ферзь · c6 белый конь · d4 чёрный конь | a8 белый король · e8 чёрный конь · g8 белый слон · a7 белый конь · c7 чёрная пешка · d7 чёрный король · e7 белая пешка · f7 белый ферзь · c6 белый конь · d4 чёрный конь | a8 белый король · e8 чёрный конь · g8 белый слон · a7 белый конь · c7 чёрная пешка · d7 чёрный король · e7 белая пешка · f7 белый ферзь · c6 белый конь · d4 чёрный конь | a8 белый король · e8 чёрный конь · g8 белый слон · a7 белый конь · c7 чёрная пешка · d7 чёрный король · e7 белая пешка · f7 белый ферзь · c6 белый конь · d4 чёрный конь | a8 белый король · e8 чёрный конь · g8 белый слон · a7 белый конь · c7 чёрная пешка · d7 чёрный король · e7 белая пешка · f7 белый ферзь · c6 белый конь · d4 чёрный конь | a8 белый король · e8 чёрный конь · g8 белый слон · a7 белый конь · c7 чёрная пешка · d7 чёрный король · e7 белая пешка · f7 белый ферзь · c6 белый конь · d4 чёрный конь | a8 белый король · e8 чёрный конь · g8 белый слон · a7 белый конь · c7 чёрная пешка · d7 чёрный король · e7 белая пешка · f7 белый ферзь · c6 белый конь · d4 чёрный конь | 5 |
| 4 | a8 белый король · e8 чёрный конь · g8 белый слон · a7 белый конь · c7 чёрная пешка · d7 чёрный король · e7 белая пешка · f7 белый ферзь · c6 белый конь · d4 чёрный конь | a8 белый король · e8 чёрный конь · g8 белый слон · a7 белый конь · c7 чёрная пешка · d7 чёрный король · e7 белая пешка · f7 белый ферзь · c6 белый конь · d4 чёрный конь | a8 белый король · e8 чёрный конь · g8 белый слон · a7 белый конь · c7 чёрная пешка · d7 чёрный король · e7 белая пешка · f7 белый ферзь · c6 белый конь · d4 чёрный конь | a8 белый король · e8 чёрный конь · g8 белый слон · a7 белый конь · c7 чёрная пешка · d7 чёрный король · e7 белая пешка · f7 белый ферзь · c6 белый конь · d4 чёрный конь | a8 белый король · e8 чёрный конь · g8 белый слон · a7 белый конь · c7 чёрная пешка · d7 чёрный король · e7 белая пешка · f7 белый ферзь · c6 белый конь · d4 чёрный конь | a8 белый король · e8 чёрный конь · g8 белый слон · a7 белый конь · c7 чёрная пешка · d7 чёрный король · e7 белая пешка · f7 белый ферзь · c6 белый конь · d4 чёрный конь | a8 белый король · e8 чёрный конь · g8 белый слон · a7 белый конь · c7 чёрная пешка · d7 чёрный король · e7 белая пешка · f7 белый ферзь · c6 белый конь · d4 чёрный конь | a8 белый король · e8 чёрный конь · g8 белый слон · a7 белый конь · c7 чёрная пешка · d7 чёрный король · e7 белая пешка · f7 белый ферзь · c6 белый конь · d4 чёрный конь | 4 |
| 3 | a8 белый король · e8 чёрный конь · g8 белый слон · a7 белый конь · c7 чёрная пешка · d7 чёрный король · e7 белая пешка · f7 белый ферзь · c6 белый конь · d4 чёрный конь | a8 белый король · e8 чёрный конь · g8 белый слон · a7 белый конь · c7 чёрная пешка · d7 чёрный король · e7 белая пешка · f7 белый ферзь · c6 белый конь · d4 чёрный конь | a8 белый король · e8 чёрный конь · g8 белый слон · a7 белый конь · c7 чёрная пешка · d7 чёрный король · e7 белая пешка · f7 белый ферзь · c6 белый конь · d4 чёрный конь | a8 белый король · e8 чёрный конь · g8 белый слон · a7 белый конь · c7 чёрная пешка · d7 чёрный король · e7 белая пешка · f7 белый ферзь · c6 белый конь · d4 чёрный конь | a8 белый король · e8 чёрный конь · g8 белый слон · a7 белый конь · c7 чёрная пешка · d7 чёрный король · e7 белая пешка · f7 белый ферзь · c6 белый конь · d4 чёрный конь | a8 белый король · e8 чёрный конь · g8 белый слон · a7 белый конь · c7 чёрная пешка · d7 чёрный король · e7 белая пешка · f7 белый ферзь · c6 белый конь · d4 чёрный конь | a8 белый король · e8 чёрный конь · g8 белый слон · a7 белый конь · c7 чёрная пешка · d7 чёрный король · e7 белая пешка · f7 белый ферзь · c6 белый конь · d4 чёрный конь | a8 белый король · e8 чёрный конь · g8 белый слон · a7 белый конь · c7 чёрная пешка · d7 чёрный король · e7 белая пешка · f7 белый ферзь · c6 белый конь · d4 чёрный конь | 3 |
| 2 | a8 белый король · e8 чёрный конь · g8 белый слон · a7 белый конь · c7 чёрная пешка · d7 чёрный король · e7 белая пешка · f7 белый ферзь · c6 белый конь · d4 чёрный конь | a8 белый король · e8 чёрный конь · g8 белый слон · a7 белый конь · c7 чёрная пешка · d7 чёрный король · e7 белая пешка · f7 белый ферзь · c6 белый конь · d4 чёрный конь | a8 белый король · e8 чёрный конь · g8 белый слон · a7 белый конь · c7 чёрная пешка · d7 чёрный король · e7 белая пешка · f7 белый ферзь · c6 белый конь · d4 чёрный конь | a8 белый король · e8 чёрный конь · g8 белый слон · a7 белый конь · c7 чёрная пешка · d7 чёрный король · e7 белая пешка · f7 белый ферзь · c6 белый конь · d4 чёрный конь | a8 белый король · e8 чёрный конь · g8 белый слон · a7 белый конь · c7 чёрная пешка · d7 чёрный король · e7 белая пешка · f7 белый ферзь · c6 белый конь · d4 чёрный конь | a8 белый король · e8 чёрный конь · g8 белый слон · a7 белый конь · c7 чёрная пешка · d7 чёрный король · e7 белая пешка · f7 белый ферзь · c6 белый конь · d4 чёрный конь | a8 белый король · e8 чёрный конь · g8 белый слон · a7 белый конь · c7 чёрная пешка · d7 чёрный король · e7 белая пешка · f7 белый ферзь · c6 белый конь · d4 чёрный конь | a8 белый король · e8 чёрный конь · g8 белый слон · a7 белый конь · c7 чёрная пешка · d7 чёрный король · e7 белая пешка · f7 белый ферзь · c6 белый конь · d4 чёрный конь | 2 |
| 1 | a8 белый король · e8 чёрный конь · g8 белый слон · a7 белый конь · c7 чёрная пешка · d7 чёрный король · e7 белая пешка · f7 белый ферзь · c6 белый конь · d4 чёрный конь | a8 белый король · e8 чёрный конь · g8 белый слон · a7 белый конь · c7 чёрная пешка · d7 чёрный король · e7 белая пешка · f7 белый ферзь · c6 белый конь · d4 чёрный конь | a8 белый король · e8 чёрный конь · g8 белый слон · a7 белый конь · c7 чёрная пешка · d7 чёрный король · e7 белая пешка · f7 белый ферзь · c6 белый конь · d4 чёрный конь | a8 белый король · e8 чёрный конь · g8 белый слон · a7 белый конь · c7 чёрная пешка · d7 чёрный король · e7 белая пешка · f7 белый ферзь · c6 белый конь · d4 чёрный конь | a8 белый король · e8 чёрный конь · g8 белый слон · a7 белый конь · c7 чёрная пешка · d7 чёрный король · e7 белая пешка · f7 белый ферзь · c6 белый конь · d4 чёрный конь | a8 белый король · e8 чёрный конь · g8 белый слон · a7 белый конь · c7 чёрная пешка · d7 чёрный король · e7 белая пешка · f7 белый ферзь · c6 белый конь · d4 чёрный конь | a8 белый король · e8 чёрный конь · g8 белый слон · a7 белый конь · c7 чёрная пешка · d7 чёрный король · e7 белая пешка · f7 белый ферзь · c6 белый конь · d4 чёрный конь | a8 белый король · e8 чёрный конь · g8 белый слон · a7 белый конь · c7 чёрная пешка · d7 чёрный король · e7 белая пешка · f7 белый ферзь · c6 белый конь · d4 чёрный конь | 1 |
|   | a | b | c | d | e | f | g | h |   |

|   | a | b | c | d | e | f | g | h |   |
| - | --- | --- | --- | --- | --- | --- | --- | --- | - |
| 8 | f8 белый слон · a7 чёрная ладья · c7 чёрный слон · f7 чёрная пешка · h7 белый слон · c6 чёрная пешка · e6 чёрный король · f6 чёрный конь · h6 белая ладья · e5 белый конь · h5 чёрная ладья · d4 белый ферзь · g4 белая пешка · b1 чёрный конь · c1 белый король · d1 белая ладья | f8 белый слон · a7 чёрная ладья · c7 чёрный слон · f7 чёрная пешка · h7 белый слон · c6 чёрная пешка · e6 чёрный король · f6 чёрный конь · h6 белая ладья · e5 белый конь · h5 чёрная ладья · d4 белый ферзь · g4 белая пешка · b1 чёрный конь · c1 белый король · d1 белая ладья | f8 белый слон · a7 чёрная ладья · c7 чёрный слон · f7 чёрная пешка · h7 белый слон · c6 чёрная пешка · e6 чёрный король · f6 чёрный конь · h6 белая ладья · e5 белый конь · h5 чёрная ладья · d4 белый ферзь · g4 белая пешка · b1 чёрный конь · c1 белый король · d1 белая ладья | f8 белый слон · a7 чёрная ладья · c7 чёрный слон · f7 чёрная пешка · h7 белый слон · c6 чёрная пешка · e6 чёрный король · f6 чёрный конь · h6 белая ладья · e5 белый конь · h5 чёрная ладья · d4 белый ферзь · g4 белая пешка · b1 чёрный конь · c1 белый король · d1 белая ладья | f8 белый слон · a7 чёрная ладья · c7 чёрный слон · f7 чёрная пешка · h7 белый слон · c6 чёрная пешка · e6 чёрный король · f6 чёрный конь · h6 белая ладья · e5 белый конь · h5 чёрная ладья · d4 белый ферзь · g4 белая пешка · b1 чёрный конь · c1 белый король · d1 белая ладья | f8 белый слон · a7 чёрная ладья · c7 чёрный слон · f7 чёрная пешка · h7 белый слон · c6 чёрная пешка · e6 чёрный король · f6 чёрный конь · h6 белая ладья · e5 белый конь · h5 чёрная ладья · d4 белый ферзь · g4 белая пешка · b1 чёрный конь · c1 белый король · d1 белая ладья | f8 белый слон · a7 чёрная ладья · c7 чёрный слон · f7 чёрная пешка · h7 белый слон · c6 чёрная пешка · e6 чёрный король · f6 чёрный конь · h6 белая ладья · e5 белый конь · h5 чёрная ладья · d4 белый ферзь · g4 белая пешка · b1 чёрный конь · c1 белый король · d1 белая ладья | f8 белый слон · a7 чёрная ладья · c7 чёрный слон · f7 чёрная пешка · h7 белый слон · c6 чёрная пешка · e6 чёрный король · f6 чёрный конь · h6 белая ладья · e5 белый конь · h5 чёрная ладья · d4 белый ферзь · g4 белая пешка · b1 чёрный конь · c1 белый король · d1 белая ладья | 8 |
| 7 | f8 белый слон · a7 чёрная ладья · c7 чёрный слон · f7 чёрная пешка · h7 белый слон · c6 чёрная пешка · e6 чёрный король · f6 чёрный конь · h6 белая ладья · e5 белый конь · h5 чёрная ладья · d4 белый ферзь · g4 белая пешка · b1 чёрный конь · c1 белый король · d1 белая ладья | f8 белый слон · a7 чёрная ладья · c7 чёрный слон · f7 чёрная пешка · h7 белый слон · c6 чёрная пешка · e6 чёрный король · f6 чёрный конь · h6 белая ладья · e5 белый конь · h5 чёрная ладья · d4 белый ферзь · g4 белая пешка · b1 чёрный конь · c1 белый король · d1 белая ладья | f8 белый слон · a7 чёрная ладья · c7 чёрный слон · f7 чёрная пешка · h7 белый слон · c6 чёрная пешка · e6 чёрный король · f6 чёрный конь · h6 белая ладья · e5 белый конь · h5 чёрная ладья · d4 белый ферзь · g4 белая пешка · b1 чёрный конь · c1 белый король · d1 белая ладья | f8 белый слон · a7 чёрная ладья · c7 чёрный слон · f7 чёрная пешка · h7 белый слон · c6 чёрная пешка · e6 чёрный король · f6 чёрный конь · h6 белая ладья · e5 белый конь · h5 чёрная ладья · d4 белый ферзь · g4 белая пешка · b1 чёрный конь · c1 белый король · d1 белая ладья | f8 белый слон · a7 чёрная ладья · c7 чёрный слон · f7 чёрная пешка · h7 белый слон · c6 чёрная пешка · e6 чёрный король · f6 чёрный конь · h6 белая ладья · e5 белый конь · h5 чёрная ладья · d4 белый ферзь · g4 белая пешка · b1 чёрный конь · c1 белый король · d1 белая ладья | f8 белый слон · a7 чёрная ладья · c7 чёрный слон · f7 чёрная пешка · h7 белый слон · c6 чёрная пешка · e6 чёрный король · f6 чёрный конь · h6 белая ладья · e5 белый конь · h5 чёрная ладья · d4 белый ферзь · g4 белая пешка · b1 чёрный конь · c1 белый король · d1 белая ладья | f8 белый слон · a7 чёрная ладья · c7 чёрный слон · f7 чёрная пешка · h7 белый слон · c6 чёрная пешка · e6 чёрный король · f6 чёрный конь · h6 белая ладья · e5 белый конь · h5 чёрная ладья · d4 белый ферзь · g4 белая пешка · b1 чёрный конь · c1 белый король · d1 белая ладья | f8 белый слон · a7 чёрная ладья · c7 чёрный слон · f7 чёрная пешка · h7 белый слон · c6 чёрная пешка · e6 чёрный король · f6 чёрный конь · h6 белая ладья · e5 белый конь · h5 чёрная ладья · d4 белый ферзь · g4 белая пешка · b1 чёрный конь · c1 белый король · d1 белая ладья | 7 |
| 6 | f8 белый слон · a7 чёрная ладья · c7 чёрный слон · f7 чёрная пешка · h7 белый слон · c6 чёрная пешка · e6 чёрный король · f6 чёрный конь · h6 белая ладья · e5 белый конь · h5 чёрная ладья · d4 белый ферзь · g4 белая пешка · b1 чёрный конь · c1 белый король · d1 белая ладья | f8 белый слон · a7 чёрная ладья · c7 чёрный слон · f7 чёрная пешка · h7 белый слон · c6 чёрная пешка · e6 чёрный король · f6 чёрный конь · h6 белая ладья · e5 белый конь · h5 чёрная ладья · d4 белый ферзь · g4 белая пешка · b1 чёрный конь · c1 белый король · d1 белая ладья | f8 белый слон · a7 чёрная ладья · c7 чёрный слон · f7 чёрная пешка · h7 белый слон · c6 чёрная пешка · e6 чёрный король · f6 чёрный конь · h6 белая ладья · e5 белый конь · h5 чёрная ладья · d4 белый ферзь · g4 белая пешка · b1 чёрный конь · c1 белый король · d1 белая ладья | f8 белый слон · a7 чёрная ладья · c7 чёрный слон · f7 чёрная пешка · h7 белый слон · c6 чёрная пешка · e6 чёрный король · f6 чёрный конь · h6 белая ладья · e5 белый конь · h5 чёрная ладья · d4 белый ферзь · g4 белая пешка · b1 чёрный конь · c1 белый король · d1 белая ладья | f8 белый слон · a7 чёрная ладья · c7 чёрный слон · f7 чёрная пешка · h7 белый слон · c6 чёрная пешка · e6 чёрный король · f6 чёрный конь · h6 белая ладья · e5 белый конь · h5 чёрная ладья · d4 белый ферзь · g4 белая пешка · b1 чёрный конь · c1 белый король · d1 белая ладья | f8 белый слон · a7 чёрная ладья · c7 чёрный слон · f7 чёрная пешка · h7 белый слон · c6 чёрная пешка · e6 чёрный король · f6 чёрный конь · h6 белая ладья · e5 белый конь · h5 чёрная ладья · d4 белый ферзь · g4 белая пешка · b1 чёрный конь · c1 белый король · d1 белая ладья | f8 белый слон · a7 чёрная ладья · c7 чёрный слон · f7 чёрная пешка · h7 белый слон · c6 чёрная пешка · e6 чёрный король · f6 чёрный конь · h6 белая ладья · e5 белый конь · h5 чёрная ладья · d4 белый ферзь · g4 белая пешка · b1 чёрный конь · c1 белый король · d1 белая ладья | f8 белый слон · a7 чёрная ладья · c7 чёрный слон · f7 чёрная пешка · h7 белый слон · c6 чёрная пешка · e6 чёрный король · f6 чёрный конь · h6 белая ладья · e5 белый конь · h5 чёрная ладья · d4 белый ферзь · g4 белая пешка · b1 чёрный конь · c1 белый король · d1 белая ладья | 6 |
| 5 | f8 белый слон · a7 чёрная ладья · c7 чёрный слон · f7 чёрная пешка · h7 белый слон · c6 чёрная пешка · e6 чёрный король · f6 чёрный конь · h6 белая ладья · e5 белый конь · h5 чёрная ладья · d4 белый ферзь · g4 белая пешка · b1 чёрный конь · c1 белый король · d1 белая ладья | f8 белый слон · a7 чёрная ладья · c7 чёрный слон · f7 чёрная пешка · h7 белый слон · c6 чёрная пешка · e6 чёрный король · f6 чёрный конь · h6 белая ладья · e5 белый конь · h5 чёрная ладья · d4 белый ферзь · g4 белая пешка · b1 чёрный конь · c1 белый король · d1 белая ладья | f8 белый слон · a7 чёрная ладья · c7 чёрный слон · f7 чёрная пешка · h7 белый слон · c6 чёрная пешка · e6 чёрный король · f6 чёрный конь · h6 белая ладья · e5 белый конь · h5 чёрная ладья · d4 белый ферзь · g4 белая пешка · b1 чёрный конь · c1 белый король · d1 белая ладья | f8 белый слон · a7 чёрная ладья · c7 чёрный слон · f7 чёрная пешка · h7 белый слон · c6 чёрная пешка · e6 чёрный король · f6 чёрный конь · h6 белая ладья · e5 белый конь · h5 чёрная ладья · d4 белый ферзь · g4 белая пешка · b1 чёрный конь · c1 белый король · d1 белая ладья | f8 белый слон · a7 чёрная ладья · c7 чёрный слон · f7 чёрная пешка · h7 белый слон · c6 чёрная пешка · e6 чёрный король · f6 чёрный конь · h6 белая ладья · e5 белый конь · h5 чёрная ладья · d4 белый ферзь · g4 белая пешка · b1 чёрный конь · c1 белый король · d1 белая ладья | f8 белый слон · a7 чёрная ладья · c7 чёрный слон · f7 чёрная пешка · h7 белый слон · c6 чёрная пешка · e6 чёрный король · f6 чёрный конь · h6 белая ладья · e5 белый конь · h5 чёрная ладья · d4 белый ферзь · g4 белая пешка · b1 чёрный конь · c1 белый король · d1 белая ладья | f8 белый слон · a7 чёрная ладья · c7 чёрный слон · f7 чёрная пешка · h7 белый слон · c6 чёрная пешка · e6 чёрный король · f6 чёрный конь · h6 белая ладья · e5 белый конь · h5 чёрная ладья · d4 белый ферзь · g4 белая пешка · b1 чёрный конь · c1 белый король · d1 белая ладья | f8 белый слон · a7 чёрная ладья · c7 чёрный слон · f7 чёрная пешка · h7 белый слон · c6 чёрная пешка · e6 чёрный король · f6 чёрный конь · h6 белая ладья · e5 белый конь · h5 чёрная ладья · d4 белый ферзь · g4 белая пешка · b1 чёрный конь · c1 белый король · d1 белая ладья | 5 |
| 4 | f8 белый слон · a7 чёрная ладья · c7 чёрный слон · f7 чёрная пешка · h7 белый слон · c6 чёрная пешка · e6 чёрный король · f6 чёрный конь · h6 белая ладья · e5 белый конь · h5 чёрная ладья · d4 белый ферзь · g4 белая пешка · b1 чёрный конь · c1 белый король · d1 белая ладья | f8 белый слон · a7 чёрная ладья · c7 чёрный слон · f7 чёрная пешка · h7 белый слон · c6 чёрная пешка · e6 чёрный король · f6 чёрный конь · h6 белая ладья · e5 белый конь · h5 чёрная ладья · d4 белый ферзь · g4 белая пешка · b1 чёрный конь · c1 белый король · d1 белая ладья | f8 белый слон · a7 чёрная ладья · c7 чёрный слон · f7 чёрная пешка · h7 белый слон · c6 чёрная пешка · e6 чёрный король · f6 чёрный конь · h6 белая ладья · e5 белый конь · h5 чёрная ладья · d4 белый ферзь · g4 белая пешка · b1 чёрный конь · c1 белый король · d1 белая ладья | f8 белый слон · a7 чёрная ладья · c7 чёрный слон · f7 чёрная пешка · h7 белый слон · c6 чёрная пешка · e6 чёрный король · f6 чёрный конь · h6 белая ладья · e5 белый конь · h5 чёрная ладья · d4 белый ферзь · g4 белая пешка · b1 чёрный конь · c1 белый король · d1 белая ладья | f8 белый слон · a7 чёрная ладья · c7 чёрный слон · f7 чёрная пешка · h7 белый слон · c6 чёрная пешка · e6 чёрный король · f6 чёрный конь · h6 белая ладья · e5 белый конь · h5 чёрная ладья · d4 белый ферзь · g4 белая пешка · b1 чёрный конь · c1 белый король · d1 белая ладья | f8 белый слон · a7 чёрная ладья · c7 чёрный слон · f7 чёрная пешка · h7 белый слон · c6 чёрная пешка · e6 чёрный король · f6 чёрный конь · h6 белая ладья · e5 белый конь · h5 чёрная ладья · d4 белый ферзь · g4 белая пешка · b1 чёрный конь · c1 белый король · d1 белая ладья | f8 белый слон · a7 чёрная ладья · c7 чёрный слон · f7 чёрная пешка · h7 белый слон · c6 чёрная пешка · e6 чёрный король · f6 чёрный конь · h6 белая ладья · e5 белый конь · h5 чёрная ладья · d4 белый ферзь · g4 белая пешка · b1 чёрный конь · c1 белый король · d1 белая ладья | f8 белый слон · a7 чёрная ладья · c7 чёрный слон · f7 чёрная пешка · h7 белый слон · c6 чёрная пешка · e6 чёрный король · f6 чёрный конь · h6 белая ладья · e5 белый конь · h5 чёрная ладья · d4 белый ферзь · g4 белая пешка · b1 чёрный конь · c1 белый король · d1 белая ладья | 4 |
| 3 | f8 белый слон · a7 чёрная ладья · c7 чёрный слон · f7 чёрная пешка · h7 белый слон · c6 чёрная пешка · e6 чёрный король · f6 чёрный конь · h6 белая ладья · e5 белый конь · h5 чёрная ладья · d4 белый ферзь · g4 белая пешка · b1 чёрный конь · c1 белый король · d1 белая ладья | f8 белый слон · a7 чёрная ладья · c7 чёрный слон · f7 чёрная пешка · h7 белый слон · c6 чёрная пешка · e6 чёрный король · f6 чёрный конь · h6 белая ладья · e5 белый конь · h5 чёрная ладья · d4 белый ферзь · g4 белая пешка · b1 чёрный конь · c1 белый король · d1 белая ладья | f8 белый слон · a7 чёрная ладья · c7 чёрный слон · f7 чёрная пешка · h7 белый слон · c6 чёрная пешка · e6 чёрный король · f6 чёрный конь · h6 белая ладья · e5 белый конь · h5 чёрная ладья · d4 белый ферзь · g4 белая пешка · b1 чёрный конь · c1 белый король · d1 белая ладья | f8 белый слон · a7 чёрная ладья · c7 чёрный слон · f7 чёрная пешка · h7 белый слон · c6 чёрная пешка · e6 чёрный король · f6 чёрный конь · h6 белая ладья · e5 белый конь · h5 чёрная ладья · d4 белый ферзь · g4 белая пешка · b1 чёрный конь · c1 белый король · d1 белая ладья | f8 белый слон · a7 чёрная ладья · c7 чёрный слон · f7 чёрная пешка · h7 белый слон · c6 чёрная пешка · e6 чёрный король · f6 чёрный конь · h6 белая ладья · e5 белый конь · h5 чёрная ладья · d4 белый ферзь · g4 белая пешка · b1 чёрный конь · c1 белый король · d1 белая ладья | f8 белый слон · a7 чёрная ладья · c7 чёрный слон · f7 чёрная пешка · h7 белый слон · c6 чёрная пешка · e6 чёрный король · f6 чёрный конь · h6 белая ладья · e5 белый конь · h5 чёрная ладья · d4 белый ферзь · g4 белая пешка · b1 чёрный конь · c1 белый король · d1 белая ладья | f8 белый слон · a7 чёрная ладья · c7 чёрный слон · f7 чёрная пешка · h7 белый слон · c6 чёрная пешка · e6 чёрный король · f6 чёрный конь · h6 белая ладья · e5 белый конь · h5 чёрная ладья · d4 белый ферзь · g4 белая пешка · b1 чёрный конь · c1 белый король · d1 белая ладья | f8 белый слон · a7 чёрная ладья · c7 чёрный слон · f7 чёрная пешка · h7 белый слон · c6 чёрная пешка · e6 чёрный король · f6 чёрный конь · h6 белая ладья · e5 белый конь · h5 чёрная ладья · d4 белый ферзь · g4 белая пешка · b1 чёрный конь · c1 белый король · d1 белая ладья | 3 |
| 2 | f8 белый слон · a7 чёрная ладья · c7 чёрный слон · f7 чёрная пешка · h7 белый слон · c6 чёрная пешка · e6 чёрный король · f6 чёрный конь · h6 белая ладья · e5 белый конь · h5 чёрная ладья · d4 белый ферзь · g4 белая пешка · b1 чёрный конь · c1 белый король · d1 белая ладья | f8 белый слон · a7 чёрная ладья · c7 чёрный слон · f7 чёрная пешка · h7 белый слон · c6 чёрная пешка · e6 чёрный король · f6 чёрный конь · h6 белая ладья · e5 белый конь · h5 чёрная ладья · d4 белый ферзь · g4 белая пешка · b1 чёрный конь · c1 белый король · d1 белая ладья | f8 белый слон · a7 чёрная ладья · c7 чёрный слон · f7 чёрная пешка · h7 белый слон · c6 чёрная пешка · e6 чёрный король · f6 чёрный конь · h6 белая ладья · e5 белый конь · h5 чёрная ладья · d4 белый ферзь · g4 белая пешка · b1 чёрный конь · c1 белый король · d1 белая ладья | f8 белый слон · a7 чёрная ладья · c7 чёрный слон · f7 чёрная пешка · h7 белый слон · c6 чёрная пешка · e6 чёрный король · f6 чёрный конь · h6 белая ладья · e5 белый конь · h5 чёрная ладья · d4 белый ферзь · g4 белая пешка · b1 чёрный конь · c1 белый король · d1 белая ладья | f8 белый слон · a7 чёрная ладья · c7 чёрный слон · f7 чёрная пешка · h7 белый слон · c6 чёрная пешка · e6 чёрный король · f6 чёрный конь · h6 белая ладья · e5 белый конь · h5 чёрная ладья · d4 белый ферзь · g4 белая пешка · b1 чёрный конь · c1 белый король · d1 белая ладья | f8 белый слон · a7 чёрная ладья · c7 чёрный слон · f7 чёрная пешка · h7 белый слон · c6 чёрная пешка · e6 чёрный король · f6 чёрный конь · h6 белая ладья · e5 белый конь · h5 чёрная ладья · d4 белый ферзь · g4 белая пешка · b1 чёрный конь · c1 белый король · d1 белая ладья | f8 белый слон · a7 чёрная ладья · c7 чёрный слон · f7 чёрная пешка · h7 белый слон · c6 чёрная пешка · e6 чёрный король · f6 чёрный конь · h6 белая ладья · e5 белый конь · h5 чёрная ладья · d4 белый ферзь · g4 белая пешка · b1 чёрный конь · c1 белый король · d1 белая ладья | f8 белый слон · a7 чёрная ладья · c7 чёрный слон · f7 чёрная пешка · h7 белый слон · c6 чёрная пешка · e6 чёрный король · f6 чёрный конь · h6 белая ладья · e5 белый конь · h5 чёрная ладья · d4 белый ферзь · g4 белая пешка · b1 чёрный конь · c1 белый король · d1 белая ладья | 2 |
| 1 | f8 белый слон · a7 чёрная ладья · c7 чёрный слон · f7 чёрная пешка · h7 белый слон · c6 чёрная пешка · e6 чёрный король · f6 чёрный конь · h6 белая ладья · e5 белый конь · h5 чёрная ладья · d4 белый ферзь · g4 белая пешка · b1 чёрный конь · c1 белый король · d1 белая ладья | f8 белый слон · a7 чёрная ладья · c7 чёрный слон · f7 чёрная пешка · h7 белый слон · c6 чёрная пешка · e6 чёрный король · f6 чёрный конь · h6 белая ладья · e5 белый конь · h5 чёрная ладья · d4 белый ферзь · g4 белая пешка · b1 чёрный конь · c1 белый король · d1 белая ладья | f8 белый слон · a7 чёрная ладья · c7 чёрный слон · f7 чёрная пешка · h7 белый слон · c6 чёрная пешка · e6 чёрный король · f6 чёрный конь · h6 белая ладья · e5 белый конь · h5 чёрная ладья · d4 белый ферзь · g4 белая пешка · b1 чёрный конь · c1 белый король · d1 белая ладья | f8 белый слон · a7 чёрная ладья · c7 чёрный слон · f7 чёрная пешка · h7 белый слон · c6 чёрная пешка · e6 чёрный король · f6 чёрный конь · h6 белая ладья · e5 белый конь · h5 чёрная ладья · d4 белый ферзь · g4 белая пешка · b1 чёрный конь · c1 белый король · d1 белая ладья | f8 белый слон · a7 чёрная ладья · c7 чёрный слон · f7 чёрная пешка · h7 белый слон · c6 чёрная пешка · e6 чёрный король · f6 чёрный конь · h6 белая ладья · e5 белый конь · h5 чёрная ладья · d4 белый ферзь · g4 белая пешка · b1 чёрный конь · c1 белый король · d1 белая ладья | f8 белый слон · a7 чёрная ладья · c7 чёрный слон · f7 чёрная пешка · h7 белый слон · c6 чёрная пешка · e6 чёрный король · f6 чёрный конь · h6 белая ладья · e5 белый конь · h5 чёрная ладья · d4 белый ферзь · g4 белая пешка · b1 чёрный конь · c1 белый король · d1 белая ладья | f8 белый слон · a7 чёрная ладья · c7 чёрный слон · f7 чёрная пешка · h7 белый слон · c6 чёрная пешка · e6 чёрный король · f6 чёрный конь · h6 белая ладья · e5 белый конь · h5 чёрная ладья · d4 белый ферзь · g4 белая пешка · b1 чёрный конь · c1 белый король · d1 белая ладья | f8 белый слон · a7 чёрная ладья · c7 чёрный слон · f7 чёрная пешка · h7 белый слон · c6 чёрная пешка · e6 чёрный король · f6 чёрный конь · h6 белая ладья · e5 белый конь · h5 чёрная ладья · d4 белый ферзь · g4 белая пешка · b1 чёрный конь · c1 белый король · d1 белая ладья | 1 |
|   | a | b | c | d | e | f | g | h |   |

|   | a | b | c | d | e | f | g | h |   |
| - | --- | --- | --- | --- | --- | --- | --- | --- | - |
| 8 | a8 чёрный слон · f8 белый слон · a7 чёрный конь · e7 белая пешка · a6 чёрная ладья · c6 чёрный конь · d6 белый конь · h6 белый король · a5 чёрная пешка · e5 белая пешка · h5 белая ладья · a4 чёрная ладья · d4 чёрный король · g4 чёрная пешка · c3 белая ладья · b2 белая пешка · h1 белый слон | a8 чёрный слон · f8 белый слон · a7 чёрный конь · e7 белая пешка · a6 чёрная ладья · c6 чёрный конь · d6 белый конь · h6 белый король · a5 чёрная пешка · e5 белая пешка · h5 белая ладья · a4 чёрная ладья · d4 чёрный король · g4 чёрная пешка · c3 белая ладья · b2 белая пешка · h1 белый слон | a8 чёрный слон · f8 белый слон · a7 чёрный конь · e7 белая пешка · a6 чёрная ладья · c6 чёрный конь · d6 белый конь · h6 белый король · a5 чёрная пешка · e5 белая пешка · h5 белая ладья · a4 чёрная ладья · d4 чёрный король · g4 чёрная пешка · c3 белая ладья · b2 белая пешка · h1 белый слон | a8 чёрный слон · f8 белый слон · a7 чёрный конь · e7 белая пешка · a6 чёрная ладья · c6 чёрный конь · d6 белый конь · h6 белый король · a5 чёрная пешка · e5 белая пешка · h5 белая ладья · a4 чёрная ладья · d4 чёрный король · g4 чёрная пешка · c3 белая ладья · b2 белая пешка · h1 белый слон | a8 чёрный слон · f8 белый слон · a7 чёрный конь · e7 белая пешка · a6 чёрная ладья · c6 чёрный конь · d6 белый конь · h6 белый король · a5 чёрная пешка · e5 белая пешка · h5 белая ладья · a4 чёрная ладья · d4 чёрный король · g4 чёрная пешка · c3 белая ладья · b2 белая пешка · h1 белый слон | a8 чёрный слон · f8 белый слон · a7 чёрный конь · e7 белая пешка · a6 чёрная ладья · c6 чёрный конь · d6 белый конь · h6 белый король · a5 чёрная пешка · e5 белая пешка · h5 белая ладья · a4 чёрная ладья · d4 чёрный король · g4 чёрная пешка · c3 белая ладья · b2 белая пешка · h1 белый слон | a8 чёрный слон · f8 белый слон · a7 чёрный конь · e7 белая пешка · a6 чёрная ладья · c6 чёрный конь · d6 белый конь · h6 белый король · a5 чёрная пешка · e5 белая пешка · h5 белая ладья · a4 чёрная ладья · d4 чёрный король · g4 чёрная пешка · c3 белая ладья · b2 белая пешка · h1 белый слон | a8 чёрный слон · f8 белый слон · a7 чёрный конь · e7 белая пешка · a6 чёрная ладья · c6 чёрный конь · d6 белый конь · h6 белый король · a5 чёрная пешка · e5 белая пешка · h5 белая ладья · a4 чёрная ладья · d4 чёрный король · g4 чёрная пешка · c3 белая ладья · b2 белая пешка · h1 белый слон | 8 |
| 7 | a8 чёрный слон · f8 белый слон · a7 чёрный конь · e7 белая пешка · a6 чёрная ладья · c6 чёрный конь · d6 белый конь · h6 белый король · a5 чёрная пешка · e5 белая пешка · h5 белая ладья · a4 чёрная ладья · d4 чёрный король · g4 чёрная пешка · c3 белая ладья · b2 белая пешка · h1 белый слон | a8 чёрный слон · f8 белый слон · a7 чёрный конь · e7 белая пешка · a6 чёрная ладья · c6 чёрный конь · d6 белый конь · h6 белый король · a5 чёрная пешка · e5 белая пешка · h5 белая ладья · a4 чёрная ладья · d4 чёрный король · g4 чёрная пешка · c3 белая ладья · b2 белая пешка · h1 белый слон | a8 чёрный слон · f8 белый слон · a7 чёрный конь · e7 белая пешка · a6 чёрная ладья · c6 чёрный конь · d6 белый конь · h6 белый король · a5 чёрная пешка · e5 белая пешка · h5 белая ладья · a4 чёрная ладья · d4 чёрный король · g4 чёрная пешка · c3 белая ладья · b2 белая пешка · h1 белый слон | a8 чёрный слон · f8 белый слон · a7 чёрный конь · e7 белая пешка · a6 чёрная ладья · c6 чёрный конь · d6 белый конь · h6 белый король · a5 чёрная пешка · e5 белая пешка · h5 белая ладья · a4 чёрная ладья · d4 чёрный король · g4 чёрная пешка · c3 белая ладья · b2 белая пешка · h1 белый слон | a8 чёрный слон · f8 белый слон · a7 чёрный конь · e7 белая пешка · a6 чёрная ладья · c6 чёрный конь · d6 белый конь · h6 белый король · a5 чёрная пешка · e5 белая пешка · h5 белая ладья · a4 чёрная ладья · d4 чёрный король · g4 чёрная пешка · c3 белая ладья · b2 белая пешка · h1 белый слон | a8 чёрный слон · f8 белый слон · a7 чёрный конь · e7 белая пешка · a6 чёрная ладья · c6 чёрный конь · d6 белый конь · h6 белый король · a5 чёрная пешка · e5 белая пешка · h5 белая ладья · a4 чёрная ладья · d4 чёрный король · g4 чёрная пешка · c3 белая ладья · b2 белая пешка · h1 белый слон | a8 чёрный слон · f8 белый слон · a7 чёрный конь · e7 белая пешка · a6 чёрная ладья · c6 чёрный конь · d6 белый конь · h6 белый король · a5 чёрная пешка · e5 белая пешка · h5 белая ладья · a4 чёрная ладья · d4 чёрный король · g4 чёрная пешка · c3 белая ладья · b2 белая пешка · h1 белый слон | a8 чёрный слон · f8 белый слон · a7 чёрный конь · e7 белая пешка · a6 чёрная ладья · c6 чёрный конь · d6 белый конь · h6 белый король · a5 чёрная пешка · e5 белая пешка · h5 белая ладья · a4 чёрная ладья · d4 чёрный король · g4 чёрная пешка · c3 белая ладья · b2 белая пешка · h1 белый слон | 7 |
| 6 | a8 чёрный слон · f8 белый слон · a7 чёрный конь · e7 белая пешка · a6 чёрная ладья · c6 чёрный конь · d6 белый конь · h6 белый король · a5 чёрная пешка · e5 белая пешка · h5 белая ладья · a4 чёрная ладья · d4 чёрный король · g4 чёрная пешка · c3 белая ладья · b2 белая пешка · h1 белый слон | a8 чёрный слон · f8 белый слон · a7 чёрный конь · e7 белая пешка · a6 чёрная ладья · c6 чёрный конь · d6 белый конь · h6 белый король · a5 чёрная пешка · e5 белая пешка · h5 белая ладья · a4 чёрная ладья · d4 чёрный король · g4 чёрная пешка · c3 белая ладья · b2 белая пешка · h1 белый слон | a8 чёрный слон · f8 белый слон · a7 чёрный конь · e7 белая пешка · a6 чёрная ладья · c6 чёрный конь · d6 белый конь · h6 белый король · a5 чёрная пешка · e5 белая пешка · h5 белая ладья · a4 чёрная ладья · d4 чёрный король · g4 чёрная пешка · c3 белая ладья · b2 белая пешка · h1 белый слон | a8 чёрный слон · f8 белый слон · a7 чёрный конь · e7 белая пешка · a6 чёрная ладья · c6 чёрный конь · d6 белый конь · h6 белый король · a5 чёрная пешка · e5 белая пешка · h5 белая ладья · a4 чёрная ладья · d4 чёрный король · g4 чёрная пешка · c3 белая ладья · b2 белая пешка · h1 белый слон | a8 чёрный слон · f8 белый слон · a7 чёрный конь · e7 белая пешка · a6 чёрная ладья · c6 чёрный конь · d6 белый конь · h6 белый король · a5 чёрная пешка · e5 белая пешка · h5 белая ладья · a4 чёрная ладья · d4 чёрный король · g4 чёрная пешка · c3 белая ладья · b2 белая пешка · h1 белый слон | a8 чёрный слон · f8 белый слон · a7 чёрный конь · e7 белая пешка · a6 чёрная ладья · c6 чёрный конь · d6 белый конь · h6 белый король · a5 чёрная пешка · e5 белая пешка · h5 белая ладья · a4 чёрная ладья · d4 чёрный король · g4 чёрная пешка · c3 белая ладья · b2 белая пешка · h1 белый слон | a8 чёрный слон · f8 белый слон · a7 чёрный конь · e7 белая пешка · a6 чёрная ладья · c6 чёрный конь · d6 белый конь · h6 белый король · a5 чёрная пешка · e5 белая пешка · h5 белая ладья · a4 чёрная ладья · d4 чёрный король · g4 чёрная пешка · c3 белая ладья · b2 белая пешка · h1 белый слон | a8 чёрный слон · f8 белый слон · a7 чёрный конь · e7 белая пешка · a6 чёрная ладья · c6 чёрный конь · d6 белый конь · h6 белый король · a5 чёрная пешка · e5 белая пешка · h5 белая ладья · a4 чёрная ладья · d4 чёрный король · g4 чёрная пешка · c3 белая ладья · b2 белая пешка · h1 белый слон | 6 |
| 5 | a8 чёрный слон · f8 белый слон · a7 чёрный конь · e7 белая пешка · a6 чёрная ладья · c6 чёрный конь · d6 белый конь · h6 белый король · a5 чёрная пешка · e5 белая пешка · h5 белая ладья · a4 чёрная ладья · d4 чёрный король · g4 чёрная пешка · c3 белая ладья · b2 белая пешка · h1 белый слон | a8 чёрный слон · f8 белый слон · a7 чёрный конь · e7 белая пешка · a6 чёрная ладья · c6 чёрный конь · d6 белый конь · h6 белый король · a5 чёрная пешка · e5 белая пешка · h5 белая ладья · a4 чёрная ладья · d4 чёрный король · g4 чёрная пешка · c3 белая ладья · b2 белая пешка · h1 белый слон | a8 чёрный слон · f8 белый слон · a7 чёрный конь · e7 белая пешка · a6 чёрная ладья · c6 чёрный конь · d6 белый конь · h6 белый король · a5 чёрная пешка · e5 белая пешка · h5 белая ладья · a4 чёрная ладья · d4 чёрный король · g4 чёрная пешка · c3 белая ладья · b2 белая пешка · h1 белый слон | a8 чёрный слон · f8 белый слон · a7 чёрный конь · e7 белая пешка · a6 чёрная ладья · c6 чёрный конь · d6 белый конь · h6 белый король · a5 чёрная пешка · e5 белая пешка · h5 белая ладья · a4 чёрная ладья · d4 чёрный король · g4 чёрная пешка · c3 белая ладья · b2 белая пешка · h1 белый слон | a8 чёрный слон · f8 белый слон · a7 чёрный конь · e7 белая пешка · a6 чёрная ладья · c6 чёрный конь · d6 белый конь · h6 белый король · a5 чёрная пешка · e5 белая пешка · h5 белая ладья · a4 чёрная ладья · d4 чёрный король · g4 чёрная пешка · c3 белая ладья · b2 белая пешка · h1 белый слон | a8 чёрный слон · f8 белый слон · a7 чёрный конь · e7 белая пешка · a6 чёрная ладья · c6 чёрный конь · d6 белый конь · h6 белый король · a5 чёрная пешка · e5 белая пешка · h5 белая ладья · a4 чёрная ладья · d4 чёрный король · g4 чёрная пешка · c3 белая ладья · b2 белая пешка · h1 белый слон | a8 чёрный слон · f8 белый слон · a7 чёрный конь · e7 белая пешка · a6 чёрная ладья · c6 чёрный конь · d6 белый конь · h6 белый король · a5 чёрная пешка · e5 белая пешка · h5 белая ладья · a4 чёрная ладья · d4 чёрный король · g4 чёрная пешка · c3 белая ладья · b2 белая пешка · h1 белый слон | a8 чёрный слон · f8 белый слон · a7 чёрный конь · e7 белая пешка · a6 чёрная ладья · c6 чёрный конь · d6 белый конь · h6 белый король · a5 чёрная пешка · e5 белая пешка · h5 белая ладья · a4 чёрная ладья · d4 чёрный король · g4 чёрная пешка · c3 белая ладья · b2 белая пешка · h1 белый слон | 5 |
| 4 | a8 чёрный слон · f8 белый слон · a7 чёрный конь · e7 белая пешка · a6 чёрная ладья · c6 чёрный конь · d6 белый конь · h6 белый король · a5 чёрная пешка · e5 белая пешка · h5 белая ладья · a4 чёрная ладья · d4 чёрный король · g4 чёрная пешка · c3 белая ладья · b2 белая пешка · h1 белый слон | a8 чёрный слон · f8 белый слон · a7 чёрный конь · e7 белая пешка · a6 чёрная ладья · c6 чёрный конь · d6 белый конь · h6 белый король · a5 чёрная пешка · e5 белая пешка · h5 белая ладья · a4 чёрная ладья · d4 чёрный король · g4 чёрная пешка · c3 белая ладья · b2 белая пешка · h1 белый слон | a8 чёрный слон · f8 белый слон · a7 чёрный конь · e7 белая пешка · a6 чёрная ладья · c6 чёрный конь · d6 белый конь · h6 белый король · a5 чёрная пешка · e5 белая пешка · h5 белая ладья · a4 чёрная ладья · d4 чёрный король · g4 чёрная пешка · c3 белая ладья · b2 белая пешка · h1 белый слон | a8 чёрный слон · f8 белый слон · a7 чёрный конь · e7 белая пешка · a6 чёрная ладья · c6 чёрный конь · d6 белый конь · h6 белый король · a5 чёрная пешка · e5 белая пешка · h5 белая ладья · a4 чёрная ладья · d4 чёрный король · g4 чёрная пешка · c3 белая ладья · b2 белая пешка · h1 белый слон | a8 чёрный слон · f8 белый слон · a7 чёрный конь · e7 белая пешка · a6 чёрная ладья · c6 чёрный конь · d6 белый конь · h6 белый король · a5 чёрная пешка · e5 белая пешка · h5 белая ладья · a4 чёрная ладья · d4 чёрный король · g4 чёрная пешка · c3 белая ладья · b2 белая пешка · h1 белый слон | a8 чёрный слон · f8 белый слон · a7 чёрный конь · e7 белая пешка · a6 чёрная ладья · c6 чёрный конь · d6 белый конь · h6 белый король · a5 чёрная пешка · e5 белая пешка · h5 белая ладья · a4 чёрная ладья · d4 чёрный король · g4 чёрная пешка · c3 белая ладья · b2 белая пешка · h1 белый слон | a8 чёрный слон · f8 белый слон · a7 чёрный конь · e7 белая пешка · a6 чёрная ладья · c6 чёрный конь · d6 белый конь · h6 белый король · a5 чёрная пешка · e5 белая пешка · h5 белая ладья · a4 чёрная ладья · d4 чёрный король · g4 чёрная пешка · c3 белая ладья · b2 белая пешка · h1 белый слон | a8 чёрный слон · f8 белый слон · a7 чёрный конь · e7 белая пешка · a6 чёрная ладья · c6 чёрный конь · d6 белый конь · h6 белый король · a5 чёрная пешка · e5 белая пешка · h5 белая ладья · a4 чёрная ладья · d4 чёрный король · g4 чёрная пешка · c3 белая ладья · b2 белая пешка · h1 белый слон | 4 |
| 3 | a8 чёрный слон · f8 белый слон · a7 чёрный конь · e7 белая пешка · a6 чёрная ладья · c6 чёрный конь · d6 белый конь · h6 белый король · a5 чёрная пешка · e5 белая пешка · h5 белая ладья · a4 чёрная ладья · d4 чёрный король · g4 чёрная пешка · c3 белая ладья · b2 белая пешка · h1 белый слон | a8 чёрный слон · f8 белый слон · a7 чёрный конь · e7 белая пешка · a6 чёрная ладья · c6 чёрный конь · d6 белый конь · h6 белый король · a5 чёрная пешка · e5 белая пешка · h5 белая ладья · a4 чёрная ладья · d4 чёрный король · g4 чёрная пешка · c3 белая ладья · b2 белая пешка · h1 белый слон | a8 чёрный слон · f8 белый слон · a7 чёрный конь · e7 белая пешка · a6 чёрная ладья · c6 чёрный конь · d6 белый конь · h6 белый король · a5 чёрная пешка · e5 белая пешка · h5 белая ладья · a4 чёрная ладья · d4 чёрный король · g4 чёрная пешка · c3 белая ладья · b2 белая пешка · h1 белый слон | a8 чёрный слон · f8 белый слон · a7 чёрный конь · e7 белая пешка · a6 чёрная ладья · c6 чёрный конь · d6 белый конь · h6 белый король · a5 чёрная пешка · e5 белая пешка · h5 белая ладья · a4 чёрная ладья · d4 чёрный король · g4 чёрная пешка · c3 белая ладья · b2 белая пешка · h1 белый слон | a8 чёрный слон · f8 белый слон · a7 чёрный конь · e7 белая пешка · a6 чёрная ладья · c6 чёрный конь · d6 белый конь · h6 белый король · a5 чёрная пешка · e5 белая пешка · h5 белая ладья · a4 чёрная ладья · d4 чёрный король · g4 чёрная пешка · c3 белая ладья · b2 белая пешка · h1 белый слон | a8 чёрный слон · f8 белый слон · a7 чёрный конь · e7 белая пешка · a6 чёрная ладья · c6 чёрный конь · d6 белый конь · h6 белый король · a5 чёрная пешка · e5 белая пешка · h5 белая ладья · a4 чёрная ладья · d4 чёрный король · g4 чёрная пешка · c3 белая ладья · b2 белая пешка · h1 белый слон | a8 чёрный слон · f8 белый слон · a7 чёрный конь · e7 белая пешка · a6 чёрная ладья · c6 чёрный конь · d6 белый конь · h6 белый король · a5 чёрная пешка · e5 белая пешка · h5 белая ладья · a4 чёрная ладья · d4 чёрный король · g4 чёрная пешка · c3 белая ладья · b2 белая пешка · h1 белый слон | a8 чёрный слон · f8 белый слон · a7 чёрный конь · e7 белая пешка · a6 чёрная ладья · c6 чёрный конь · d6 белый конь · h6 белый король · a5 чёрная пешка · e5 белая пешка · h5 белая ладья · a4 чёрная ладья · d4 чёрный король · g4 чёрная пешка · c3 белая ладья · b2 белая пешка · h1 белый слон | 3 |
| 2 | a8 чёрный слон · f8 белый слон · a7 чёрный конь · e7 белая пешка · a6 чёрная ладья · c6 чёрный конь · d6 белый конь · h6 белый король · a5 чёрная пешка · e5 белая пешка · h5 белая ладья · a4 чёрная ладья · d4 чёрный король · g4 чёрная пешка · c3 белая ладья · b2 белая пешка · h1 белый слон | a8 чёрный слон · f8 белый слон · a7 чёрный конь · e7 белая пешка · a6 чёрная ладья · c6 чёрный конь · d6 белый конь · h6 белый король · a5 чёрная пешка · e5 белая пешка · h5 белая ладья · a4 чёрная ладья · d4 чёрный король · g4 чёрная пешка · c3 белая ладья · b2 белая пешка · h1 белый слон | a8 чёрный слон · f8 белый слон · a7 чёрный конь · e7 белая пешка · a6 чёрная ладья · c6 чёрный конь · d6 белый конь · h6 белый король · a5 чёрная пешка · e5 белая пешка · h5 белая ладья · a4 чёрная ладья · d4 чёрный король · g4 чёрная пешка · c3 белая ладья · b2 белая пешка · h1 белый слон | a8 чёрный слон · f8 белый слон · a7 чёрный конь · e7 белая пешка · a6 чёрная ладья · c6 чёрный конь · d6 белый конь · h6 белый король · a5 чёрная пешка · e5 белая пешка · h5 белая ладья · a4 чёрная ладья · d4 чёрный король · g4 чёрная пешка · c3 белая ладья · b2 белая пешка · h1 белый слон | a8 чёрный слон · f8 белый слон · a7 чёрный конь · e7 белая пешка · a6 чёрная ладья · c6 чёрный конь · d6 белый конь · h6 белый король · a5 чёрная пешка · e5 белая пешка · h5 белая ладья · a4 чёрная ладья · d4 чёрный король · g4 чёрная пешка · c3 белая ладья · b2 белая пешка · h1 белый слон | a8 чёрный слон · f8 белый слон · a7 чёрный конь · e7 белая пешка · a6 чёрная ладья · c6 чёрный конь · d6 белый конь · h6 белый король · a5 чёрная пешка · e5 белая пешка · h5 белая ладья · a4 чёрная ладья · d4 чёрный король · g4 чёрная пешка · c3 белая ладья · b2 белая пешка · h1 белый слон | a8 чёрный слон · f8 белый слон · a7 чёрный конь · e7 белая пешка · a6 чёрная ладья · c6 чёрный конь · d6 белый конь · h6 белый король · a5 чёрная пешка · e5 белая пешка · h5 белая ладья · a4 чёрная ладья · d4 чёрный король · g4 чёрная пешка · c3 белая ладья · b2 белая пешка · h1 белый слон | a8 чёрный слон · f8 белый слон · a7 чёрный конь · e7 белая пешка · a6 чёрная ладья · c6 чёрный конь · d6 белый конь · h6 белый король · a5 чёрная пешка · e5 белая пешка · h5 белая ладья · a4 чёрная ладья · d4 чёрный король · g4 чёрная пешка · c3 белая ладья · b2 белая пешка · h1 белый слон | 2 |
| 1 | a8 чёрный слон · f8 белый слон · a7 чёрный конь · e7 белая пешка · a6 чёрная ладья · c6 чёрный конь · d6 белый конь · h6 белый король · a5 чёрная пешка · e5 белая пешка · h5 белая ладья · a4 чёрная ладья · d4 чёрный король · g4 чёрная пешка · c3 белая ладья · b2 белая пешка · h1 белый слон | a8 чёрный слон · f8 белый слон · a7 чёрный конь · e7 белая пешка · a6 чёрная ладья · c6 чёрный конь · d6 белый конь · h6 белый король · a5 чёрная пешка · e5 белая пешка · h5 белая ладья · a4 чёрная ладья · d4 чёрный король · g4 чёрная пешка · c3 белая ладья · b2 белая пешка · h1 белый слон | a8 чёрный слон · f8 белый слон · a7 чёрный конь · e7 белая пешка · a6 чёрная ладья · c6 чёрный конь · d6 белый конь · h6 белый король · a5 чёрная пешка · e5 белая пешка · h5 белая ладья · a4 чёрная ладья · d4 чёрный король · g4 чёрная пешка · c3 белая ладья · b2 белая пешка · h1 белый слон | a8 чёрный слон · f8 белый слон · a7 чёрный конь · e7 белая пешка · a6 чёрная ладья · c6 чёрный конь · d6 белый конь · h6 белый король · a5 чёрная пешка · e5 белая пешка · h5 белая ладья · a4 чёрная ладья · d4 чёрный король · g4 чёрная пешка · c3 белая ладья · b2 белая пешка · h1 белый слон | a8 чёрный слон · f8 белый слон · a7 чёрный конь · e7 белая пешка · a6 чёрная ладья · c6 чёрный конь · d6 белый конь · h6 белый король · a5 чёрная пешка · e5 белая пешка · h5 белая ладья · a4 чёрная ладья · d4 чёрный король · g4 чёрная пешка · c3 белая ладья · b2 белая пешка · h1 белый слон | a8 чёрный слон · f8 белый слон · a7 чёрный конь · e7 белая пешка · a6 чёрная ладья · c6 чёрный конь · d6 белый конь · h6 белый король · a5 чёрная пешка · e5 белая пешка · h5 белая ладья · a4 чёрная ладья · d4 чёрный король · g4 чёрная пешка · c3 белая ладья · b2 белая пешка · h1 белый слон | a8 чёрный слон · f8 белый слон · a7 чёрный конь · e7 белая пешка · a6 чёрная ладья · c6 чёрный конь · d6 белый конь · h6 белый король · a5 чёрная пешка · e5 белая пешка · h5 белая ладья · a4 чёрная ладья · d4 чёрный король · g4 чёрная пешка · c3 белая ладья · b2 белая пешка · h1 белый слон | a8 чёрный слон · f8 белый слон · a7 чёрный конь · e7 белая пешка · a6 чёрная ладья · c6 чёрный конь · d6 белый конь · h6 белый король · a5 чёрная пешка · e5 белая пешка · h5 белая ладья · a4 чёрная ладья · d4 чёрный король · g4 чёрная пешка · c3 белая ладья · b2 белая пешка · h1 белый слон | 1 |
|   | a | b | c | d | e | f | g | h |   |

### Мат в три хода
|   | a | b | c | d | e | f | g | h |   |
| - | --- | --- | --- | --- | --- | --- | --- | --- | - |
| 8 | f7 белый король · f6 белый конь · h6 белый слон · f5 чёрный король · d4 белая пешка · e4 чёрная пешка · h3 белый конь · e2 белая пешка | f7 белый король · f6 белый конь · h6 белый слон · f5 чёрный король · d4 белая пешка · e4 чёрная пешка · h3 белый конь · e2 белая пешка | f7 белый король · f6 белый конь · h6 белый слон · f5 чёрный король · d4 белая пешка · e4 чёрная пешка · h3 белый конь · e2 белая пешка | f7 белый король · f6 белый конь · h6 белый слон · f5 чёрный король · d4 белая пешка · e4 чёрная пешка · h3 белый конь · e2 белая пешка | f7 белый король · f6 белый конь · h6 белый слон · f5 чёрный король · d4 белая пешка · e4 чёрная пешка · h3 белый конь · e2 белая пешка | f7 белый король · f6 белый конь · h6 белый слон · f5 чёрный король · d4 белая пешка · e4 чёрная пешка · h3 белый конь · e2 белая пешка | f7 белый король · f6 белый конь · h6 белый слон · f5 чёрный король · d4 белая пешка · e4 чёрная пешка · h3 белый конь · e2 белая пешка | f7 белый король · f6 белый конь · h6 белый слон · f5 чёрный король · d4 белая пешка · e4 чёрная пешка · h3 белый конь · e2 белая пешка | 8 |
| 7 | f7 белый король · f6 белый конь · h6 белый слон · f5 чёрный король · d4 белая пешка · e4 чёрная пешка · h3 белый конь · e2 белая пешка | f7 белый король · f6 белый конь · h6 белый слон · f5 чёрный король · d4 белая пешка · e4 чёрная пешка · h3 белый конь · e2 белая пешка | f7 белый король · f6 белый конь · h6 белый слон · f5 чёрный король · d4 белая пешка · e4 чёрная пешка · h3 белый конь · e2 белая пешка | f7 белый король · f6 белый конь · h6 белый слон · f5 чёрный король · d4 белая пешка · e4 чёрная пешка · h3 белый конь · e2 белая пешка | f7 белый король · f6 белый конь · h6 белый слон · f5 чёрный король · d4 белая пешка · e4 чёрная пешка · h3 белый конь · e2 белая пешка | f7 белый король · f6 белый конь · h6 белый слон · f5 чёрный король · d4 белая пешка · e4 чёрная пешка · h3 белый конь · e2 белая пешка | f7 белый король · f6 белый конь · h6 белый слон · f5 чёрный король · d4 белая пешка · e4 чёрная пешка · h3 белый конь · e2 белая пешка | f7 белый король · f6 белый конь · h6 белый слон · f5 чёрный король · d4 белая пешка · e4 чёрная пешка · h3 белый конь · e2 белая пешка | 7 |
| 6 | f7 белый король · f6 белый конь · h6 белый слон · f5 чёрный король · d4 белая пешка · e4 чёрная пешка · h3 белый конь · e2 белая пешка | f7 белый король · f6 белый конь · h6 белый слон · f5 чёрный король · d4 белая пешка · e4 чёрная пешка · h3 белый конь · e2 белая пешка | f7 белый король · f6 белый конь · h6 белый слон · f5 чёрный король · d4 белая пешка · e4 чёрная пешка · h3 белый конь · e2 белая пешка | f7 белый король · f6 белый конь · h6 белый слон · f5 чёрный король · d4 белая пешка · e4 чёрная пешка · h3 белый конь · e2 белая пешка | f7 белый король · f6 белый конь · h6 белый слон · f5 чёрный король · d4 белая пешка · e4 чёрная пешка · h3 белый конь · e2 белая пешка | f7 белый король · f6 белый конь · h6 белый слон · f5 чёрный король · d4 белая пешка · e4 чёрная пешка · h3 белый конь · e2 белая пешка | f7 белый король · f6 белый конь · h6 белый слон · f5 чёрный король · d4 белая пешка · e4 чёрная пешка · h3 белый конь · e2 белая пешка | f7 белый король · f6 белый конь · h6 белый слон · f5 чёрный король · d4 белая пешка · e4 чёрная пешка · h3 белый конь · e2 белая пешка | 6 |
| 5 | f7 белый король · f6 белый конь · h6 белый слон · f5 чёрный король · d4 белая пешка · e4 чёрная пешка · h3 белый конь · e2 белая пешка | f7 белый король · f6 белый конь · h6 белый слон · f5 чёрный король · d4 белая пешка · e4 чёрная пешка · h3 белый конь · e2 белая пешка | f7 белый король · f6 белый конь · h6 белый слон · f5 чёрный король · d4 белая пешка · e4 чёрная пешка · h3 белый конь · e2 белая пешка | f7 белый король · f6 белый конь · h6 белый слон · f5 чёрный король · d4 белая пешка · e4 чёрная пешка · h3 белый конь · e2 белая пешка | f7 белый король · f6 белый конь · h6 белый слон · f5 чёрный король · d4 белая пешка · e4 чёрная пешка · h3 белый конь · e2 белая пешка | f7 белый король · f6 белый конь · h6 белый слон · f5 чёрный король · d4 белая пешка · e4 чёрная пешка · h3 белый конь · e2 белая пешка | f7 белый король · f6 белый конь · h6 белый слон · f5 чёрный король · d4 белая пешка · e4 чёрная пешка · h3 белый конь · e2 белая пешка | f7 белый король · f6 белый конь · h6 белый слон · f5 чёрный король · d4 белая пешка · e4 чёрная пешка · h3 белый конь · e2 белая пешка | 5 |
| 4 | f7 белый король · f6 белый конь · h6 белый слон · f5 чёрный король · d4 белая пешка · e4 чёрная пешка · h3 белый конь · e2 белая пешка | f7 белый король · f6 белый конь · h6 белый слон · f5 чёрный король · d4 белая пешка · e4 чёрная пешка · h3 белый конь · e2 белая пешка | f7 белый король · f6 белый конь · h6 белый слон · f5 чёрный король · d4 белая пешка · e4 чёрная пешка · h3 белый конь · e2 белая пешка | f7 белый король · f6 белый конь · h6 белый слон · f5 чёрный король · d4 белая пешка · e4 чёрная пешка · h3 белый конь · e2 белая пешка | f7 белый король · f6 белый конь · h6 белый слон · f5 чёрный король · d4 белая пешка · e4 чёрная пешка · h3 белый конь · e2 белая пешка | f7 белый король · f6 белый конь · h6 белый слон · f5 чёрный король · d4 белая пешка · e4 чёрная пешка · h3 белый конь · e2 белая пешка | f7 белый король · f6 белый конь · h6 белый слон · f5 чёрный король · d4 белая пешка · e4 чёрная пешка · h3 белый конь · e2 белая пешка | f7 белый король · f6 белый конь · h6 белый слон · f5 чёрный король · d4 белая пешка · e4 чёрная пешка · h3 белый конь · e2 белая пешка | 4 |
| 3 | f7 белый король · f6 белый конь · h6 белый слон · f5 чёрный король · d4 белая пешка · e4 чёрная пешка · h3 белый конь · e2 белая пешка | f7 белый король · f6 белый конь · h6 белый слон · f5 чёрный король · d4 белая пешка · e4 чёрная пешка · h3 белый конь · e2 белая пешка | f7 белый король · f6 белый конь · h6 белый слон · f5 чёрный король · d4 белая пешка · e4 чёрная пешка · h3 белый конь · e2 белая пешка | f7 белый король · f6 белый конь · h6 белый слон · f5 чёрный король · d4 белая пешка · e4 чёрная пешка · h3 белый конь · e2 белая пешка | f7 белый король · f6 белый конь · h6 белый слон · f5 чёрный король · d4 белая пешка · e4 чёрная пешка · h3 белый конь · e2 белая пешка | f7 белый король · f6 белый конь · h6 белый слон · f5 чёрный король · d4 белая пешка · e4 чёрная пешка · h3 белый конь · e2 белая пешка | f7 белый король · f6 белый конь · h6 белый слон · f5 чёрный король · d4 белая пешка · e4 чёрная пешка · h3 белый конь · e2 белая пешка | f7 белый король · f6 белый конь · h6 белый слон · f5 чёрный король · d4 белая пешка · e4 чёрная пешка · h3 белый конь · e2 белая пешка | 3 |
| 2 | f7 белый король · f6 белый конь · h6 белый слон · f5 чёрный король · d4 белая пешка · e4 чёрная пешка · h3 белый конь · e2 белая пешка | f7 белый король · f6 белый конь · h6 белый слон · f5 чёрный король · d4 белая пешка · e4 чёрная пешка · h3 белый конь · e2 белая пешка | f7 белый король · f6 белый конь · h6 белый слон · f5 чёрный король · d4 белая пешка · e4 чёрная пешка · h3 белый конь · e2 белая пешка | f7 белый король · f6 белый конь · h6 белый слон · f5 чёрный король · d4 белая пешка · e4 чёрная пешка · h3 белый конь · e2 белая пешка | f7 белый король · f6 белый конь · h6 белый слон · f5 чёрный король · d4 белая пешка · e4 чёрная пешка · h3 белый конь · e2 белая пешка | f7 белый король · f6 белый конь · h6 белый слон · f5 чёрный король · d4 белая пешка · e4 чёрная пешка · h3 белый конь · e2 белая пешка | f7 белый король · f6 белый конь · h6 белый слон · f5 чёрный король · d4 белая пешка · e4 чёрная пешка · h3 белый конь · e2 белая пешка | f7 белый король · f6 белый конь · h6 белый слон · f5 чёрный король · d4 белая пешка · e4 чёрная пешка · h3 белый конь · e2 белая пешка | 2 |
| 1 | f7 белый король · f6 белый конь · h6 белый слон · f5 чёрный король · d4 белая пешка · e4 чёрная пешка · h3 белый конь · e2 белая пешка | f7 белый король · f6 белый конь · h6 белый слон · f5 чёрный король · d4 белая пешка · e4 чёрная пешка · h3 белый конь · e2 белая пешка | f7 белый король · f6 белый конь · h6 белый слон · f5 чёрный король · d4 белая пешка · e4 чёрная пешка · h3 белый конь · e2 белая пешка | f7 белый король · f6 белый конь · h6 белый слон · f5 чёрный король · d4 белая пешка · e4 чёрная пешка · h3 белый конь · e2 белая пешка | f7 белый король · f6 белый конь · h6 белый слон · f5 чёрный король · d4 белая пешка · e4 чёрная пешка · h3 белый конь · e2 белая пешка | f7 белый король · f6 белый конь · h6 белый слон · f5 чёрный король · d4 белая пешка · e4 чёрная пешка · h3 белый конь · e2 белая пешка | f7 белый король · f6 белый конь · h6 белый слон · f5 чёрный король · d4 белая пешка · e4 чёрная пешка · h3 белый конь · e2 белая пешка | f7 белый король · f6 белый конь · h6 белый слон · f5 чёрный король · d4 белая пешка · e4 чёрная пешка · h3 белый конь · e2 белая пешка | 1 |
|   | a | b | c | d | e | f | g | h |   |

|   | a | b | c | d | e | f | g | h |   |
| - | --- | --- | --- | --- | --- | --- | --- | --- | - |
| 8 | c8 чёрный слон · e8 белая ладья · h8 белый слон · b7 чёрная пешка · c7 белый король · d7 чёрный конь · e6 белый конь · h6 чёрная пешка · c5 чёрная пешка · f5 белая пешка · h5 белая ладья · b4 чёрная пешка · c4 белый слон · e4 чёрный король · f4 белая пешка · g4 белый конь · b3 белая пешка · d3 чёрная пешка · c2 чёрный конь · e2 чёрная пешка · g2 белая пешка · f1 чёрная ладья | c8 чёрный слон · e8 белая ладья · h8 белый слон · b7 чёрная пешка · c7 белый король · d7 чёрный конь · e6 белый конь · h6 чёрная пешка · c5 чёрная пешка · f5 белая пешка · h5 белая ладья · b4 чёрная пешка · c4 белый слон · e4 чёрный король · f4 белая пешка · g4 белый конь · b3 белая пешка · d3 чёрная пешка · c2 чёрный конь · e2 чёрная пешка · g2 белая пешка · f1 чёрная ладья | c8 чёрный слон · e8 белая ладья · h8 белый слон · b7 чёрная пешка · c7 белый король · d7 чёрный конь · e6 белый конь · h6 чёрная пешка · c5 чёрная пешка · f5 белая пешка · h5 белая ладья · b4 чёрная пешка · c4 белый слон · e4 чёрный король · f4 белая пешка · g4 белый конь · b3 белая пешка · d3 чёрная пешка · c2 чёрный конь · e2 чёрная пешка · g2 белая пешка · f1 чёрная ладья | c8 чёрный слон · e8 белая ладья · h8 белый слон · b7 чёрная пешка · c7 белый король · d7 чёрный конь · e6 белый конь · h6 чёрная пешка · c5 чёрная пешка · f5 белая пешка · h5 белая ладья · b4 чёрная пешка · c4 белый слон · e4 чёрный король · f4 белая пешка · g4 белый конь · b3 белая пешка · d3 чёрная пешка · c2 чёрный конь · e2 чёрная пешка · g2 белая пешка · f1 чёрная ладья | c8 чёрный слон · e8 белая ладья · h8 белый слон · b7 чёрная пешка · c7 белый король · d7 чёрный конь · e6 белый конь · h6 чёрная пешка · c5 чёрная пешка · f5 белая пешка · h5 белая ладья · b4 чёрная пешка · c4 белый слон · e4 чёрный король · f4 белая пешка · g4 белый конь · b3 белая пешка · d3 чёрная пешка · c2 чёрный конь · e2 чёрная пешка · g2 белая пешка · f1 чёрная ладья | c8 чёрный слон · e8 белая ладья · h8 белый слон · b7 чёрная пешка · c7 белый король · d7 чёрный конь · e6 белый конь · h6 чёрная пешка · c5 чёрная пешка · f5 белая пешка · h5 белая ладья · b4 чёрная пешка · c4 белый слон · e4 чёрный король · f4 белая пешка · g4 белый конь · b3 белая пешка · d3 чёрная пешка · c2 чёрный конь · e2 чёрная пешка · g2 белая пешка · f1 чёрная ладья | c8 чёрный слон · e8 белая ладья · h8 белый слон · b7 чёрная пешка · c7 белый король · d7 чёрный конь · e6 белый конь · h6 чёрная пешка · c5 чёрная пешка · f5 белая пешка · h5 белая ладья · b4 чёрная пешка · c4 белый слон · e4 чёрный король · f4 белая пешка · g4 белый конь · b3 белая пешка · d3 чёрная пешка · c2 чёрный конь · e2 чёрная пешка · g2 белая пешка · f1 чёрная ладья | c8 чёрный слон · e8 белая ладья · h8 белый слон · b7 чёрная пешка · c7 белый король · d7 чёрный конь · e6 белый конь · h6 чёрная пешка · c5 чёрная пешка · f5 белая пешка · h5 белая ладья · b4 чёрная пешка · c4 белый слон · e4 чёрный король · f4 белая пешка · g4 белый конь · b3 белая пешка · d3 чёрная пешка · c2 чёрный конь · e2 чёрная пешка · g2 белая пешка · f1 чёрная ладья | 8 |
| 7 | c8 чёрный слон · e8 белая ладья · h8 белый слон · b7 чёрная пешка · c7 белый король · d7 чёрный конь · e6 белый конь · h6 чёрная пешка · c5 чёрная пешка · f5 белая пешка · h5 белая ладья · b4 чёрная пешка · c4 белый слон · e4 чёрный король · f4 белая пешка · g4 белый конь · b3 белая пешка · d3 чёрная пешка · c2 чёрный конь · e2 чёрная пешка · g2 белая пешка · f1 чёрная ладья | c8 чёрный слон · e8 белая ладья · h8 белый слон · b7 чёрная пешка · c7 белый король · d7 чёрный конь · e6 белый конь · h6 чёрная пешка · c5 чёрная пешка · f5 белая пешка · h5 белая ладья · b4 чёрная пешка · c4 белый слон · e4 чёрный король · f4 белая пешка · g4 белый конь · b3 белая пешка · d3 чёрная пешка · c2 чёрный конь · e2 чёрная пешка · g2 белая пешка · f1 чёрная ладья | c8 чёрный слон · e8 белая ладья · h8 белый слон · b7 чёрная пешка · c7 белый король · d7 чёрный конь · e6 белый конь · h6 чёрная пешка · c5 чёрная пешка · f5 белая пешка · h5 белая ладья · b4 чёрная пешка · c4 белый слон · e4 чёрный король · f4 белая пешка · g4 белый конь · b3 белая пешка · d3 чёрная пешка · c2 чёрный конь · e2 чёрная пешка · g2 белая пешка · f1 чёрная ладья | c8 чёрный слон · e8 белая ладья · h8 белый слон · b7 чёрная пешка · c7 белый король · d7 чёрный конь · e6 белый конь · h6 чёрная пешка · c5 чёрная пешка · f5 белая пешка · h5 белая ладья · b4 чёрная пешка · c4 белый слон · e4 чёрный король · f4 белая пешка · g4 белый конь · b3 белая пешка · d3 чёрная пешка · c2 чёрный конь · e2 чёрная пешка · g2 белая пешка · f1 чёрная ладья | c8 чёрный слон · e8 белая ладья · h8 белый слон · b7 чёрная пешка · c7 белый король · d7 чёрный конь · e6 белый конь · h6 чёрная пешка · c5 чёрная пешка · f5 белая пешка · h5 белая ладья · b4 чёрная пешка · c4 белый слон · e4 чёрный король · f4 белая пешка · g4 белый конь · b3 белая пешка · d3 чёрная пешка · c2 чёрный конь · e2 чёрная пешка · g2 белая пешка · f1 чёрная ладья | c8 чёрный слон · e8 белая ладья · h8 белый слон · b7 чёрная пешка · c7 белый король · d7 чёрный конь · e6 белый конь · h6 чёрная пешка · c5 чёрная пешка · f5 белая пешка · h5 белая ладья · b4 чёрная пешка · c4 белый слон · e4 чёрный король · f4 белая пешка · g4 белый конь · b3 белая пешка · d3 чёрная пешка · c2 чёрный конь · e2 чёрная пешка · g2 белая пешка · f1 чёрная ладья | c8 чёрный слон · e8 белая ладья · h8 белый слон · b7 чёрная пешка · c7 белый король · d7 чёрный конь · e6 белый конь · h6 чёрная пешка · c5 чёрная пешка · f5 белая пешка · h5 белая ладья · b4 чёрная пешка · c4 белый слон · e4 чёрный король · f4 белая пешка · g4 белый конь · b3 белая пешка · d3 чёрная пешка · c2 чёрный конь · e2 чёрная пешка · g2 белая пешка · f1 чёрная ладья | c8 чёрный слон · e8 белая ладья · h8 белый слон · b7 чёрная пешка · c7 белый король · d7 чёрный конь · e6 белый конь · h6 чёрная пешка · c5 чёрная пешка · f5 белая пешка · h5 белая ладья · b4 чёрная пешка · c4 белый слон · e4 чёрный король · f4 белая пешка · g4 белый конь · b3 белая пешка · d3 чёрная пешка · c2 чёрный конь · e2 чёрная пешка · g2 белая пешка · f1 чёрная ладья | 7 |
| 6 | c8 чёрный слон · e8 белая ладья · h8 белый слон · b7 чёрная пешка · c7 белый король · d7 чёрный конь · e6 белый конь · h6 чёрная пешка · c5 чёрная пешка · f5 белая пешка · h5 белая ладья · b4 чёрная пешка · c4 белый слон · e4 чёрный король · f4 белая пешка · g4 белый конь · b3 белая пешка · d3 чёрная пешка · c2 чёрный конь · e2 чёрная пешка · g2 белая пешка · f1 чёрная ладья | c8 чёрный слон · e8 белая ладья · h8 белый слон · b7 чёрная пешка · c7 белый король · d7 чёрный конь · e6 белый конь · h6 чёрная пешка · c5 чёрная пешка · f5 белая пешка · h5 белая ладья · b4 чёрная пешка · c4 белый слон · e4 чёрный король · f4 белая пешка · g4 белый конь · b3 белая пешка · d3 чёрная пешка · c2 чёрный конь · e2 чёрная пешка · g2 белая пешка · f1 чёрная ладья | c8 чёрный слон · e8 белая ладья · h8 белый слон · b7 чёрная пешка · c7 белый король · d7 чёрный конь · e6 белый конь · h6 чёрная пешка · c5 чёрная пешка · f5 белая пешка · h5 белая ладья · b4 чёрная пешка · c4 белый слон · e4 чёрный король · f4 белая пешка · g4 белый конь · b3 белая пешка · d3 чёрная пешка · c2 чёрный конь · e2 чёрная пешка · g2 белая пешка · f1 чёрная ладья | c8 чёрный слон · e8 белая ладья · h8 белый слон · b7 чёрная пешка · c7 белый король · d7 чёрный конь · e6 белый конь · h6 чёрная пешка · c5 чёрная пешка · f5 белая пешка · h5 белая ладья · b4 чёрная пешка · c4 белый слон · e4 чёрный король · f4 белая пешка · g4 белый конь · b3 белая пешка · d3 чёрная пешка · c2 чёрный конь · e2 чёрная пешка · g2 белая пешка · f1 чёрная ладья | c8 чёрный слон · e8 белая ладья · h8 белый слон · b7 чёрная пешка · c7 белый король · d7 чёрный конь · e6 белый конь · h6 чёрная пешка · c5 чёрная пешка · f5 белая пешка · h5 белая ладья · b4 чёрная пешка · c4 белый слон · e4 чёрный король · f4 белая пешка · g4 белый конь · b3 белая пешка · d3 чёрная пешка · c2 чёрный конь · e2 чёрная пешка · g2 белая пешка · f1 чёрная ладья | c8 чёрный слон · e8 белая ладья · h8 белый слон · b7 чёрная пешка · c7 белый король · d7 чёрный конь · e6 белый конь · h6 чёрная пешка · c5 чёрная пешка · f5 белая пешка · h5 белая ладья · b4 чёрная пешка · c4 белый слон · e4 чёрный король · f4 белая пешка · g4 белый конь · b3 белая пешка · d3 чёрная пешка · c2 чёрный конь · e2 чёрная пешка · g2 белая пешка · f1 чёрная ладья | c8 чёрный слон · e8 белая ладья · h8 белый слон · b7 чёрная пешка · c7 белый король · d7 чёрный конь · e6 белый конь · h6 чёрная пешка · c5 чёрная пешка · f5 белая пешка · h5 белая ладья · b4 чёрная пешка · c4 белый слон · e4 чёрный король · f4 белая пешка · g4 белый конь · b3 белая пешка · d3 чёрная пешка · c2 чёрный конь · e2 чёрная пешка · g2 белая пешка · f1 чёрная ладья | c8 чёрный слон · e8 белая ладья · h8 белый слон · b7 чёрная пешка · c7 белый король · d7 чёрный конь · e6 белый конь · h6 чёрная пешка · c5 чёрная пешка · f5 белая пешка · h5 белая ладья · b4 чёрная пешка · c4 белый слон · e4 чёрный король · f4 белая пешка · g4 белый конь · b3 белая пешка · d3 чёрная пешка · c2 чёрный конь · e2 чёрная пешка · g2 белая пешка · f1 чёрная ладья | 6 |
| 5 | c8 чёрный слон · e8 белая ладья · h8 белый слон · b7 чёрная пешка · c7 белый король · d7 чёрный конь · e6 белый конь · h6 чёрная пешка · c5 чёрная пешка · f5 белая пешка · h5 белая ладья · b4 чёрная пешка · c4 белый слон · e4 чёрный король · f4 белая пешка · g4 белый конь · b3 белая пешка · d3 чёрная пешка · c2 чёрный конь · e2 чёрная пешка · g2 белая пешка · f1 чёрная ладья | c8 чёрный слон · e8 белая ладья · h8 белый слон · b7 чёрная пешка · c7 белый король · d7 чёрный конь · e6 белый конь · h6 чёрная пешка · c5 чёрная пешка · f5 белая пешка · h5 белая ладья · b4 чёрная пешка · c4 белый слон · e4 чёрный король · f4 белая пешка · g4 белый конь · b3 белая пешка · d3 чёрная пешка · c2 чёрный конь · e2 чёрная пешка · g2 белая пешка · f1 чёрная ладья | c8 чёрный слон · e8 белая ладья · h8 белый слон · b7 чёрная пешка · c7 белый король · d7 чёрный конь · e6 белый конь · h6 чёрная пешка · c5 чёрная пешка · f5 белая пешка · h5 белая ладья · b4 чёрная пешка · c4 белый слон · e4 чёрный король · f4 белая пешка · g4 белый конь · b3 белая пешка · d3 чёрная пешка · c2 чёрный конь · e2 чёрная пешка · g2 белая пешка · f1 чёрная ладья | c8 чёрный слон · e8 белая ладья · h8 белый слон · b7 чёрная пешка · c7 белый король · d7 чёрный конь · e6 белый конь · h6 чёрная пешка · c5 чёрная пешка · f5 белая пешка · h5 белая ладья · b4 чёрная пешка · c4 белый слон · e4 чёрный король · f4 белая пешка · g4 белый конь · b3 белая пешка · d3 чёрная пешка · c2 чёрный конь · e2 чёрная пешка · g2 белая пешка · f1 чёрная ладья | c8 чёрный слон · e8 белая ладья · h8 белый слон · b7 чёрная пешка · c7 белый король · d7 чёрный конь · e6 белый конь · h6 чёрная пешка · c5 чёрная пешка · f5 белая пешка · h5 белая ладья · b4 чёрная пешка · c4 белый слон · e4 чёрный король · f4 белая пешка · g4 белый конь · b3 белая пешка · d3 чёрная пешка · c2 чёрный конь · e2 чёрная пешка · g2 белая пешка · f1 чёрная ладья | c8 чёрный слон · e8 белая ладья · h8 белый слон · b7 чёрная пешка · c7 белый король · d7 чёрный конь · e6 белый конь · h6 чёрная пешка · c5 чёрная пешка · f5 белая пешка · h5 белая ладья · b4 чёрная пешка · c4 белый слон · e4 чёрный король · f4 белая пешка · g4 белый конь · b3 белая пешка · d3 чёрная пешка · c2 чёрный конь · e2 чёрная пешка · g2 белая пешка · f1 чёрная ладья | c8 чёрный слон · e8 белая ладья · h8 белый слон · b7 чёрная пешка · c7 белый король · d7 чёрный конь · e6 белый конь · h6 чёрная пешка · c5 чёрная пешка · f5 белая пешка · h5 белая ладья · b4 чёрная пешка · c4 белый слон · e4 чёрный король · f4 белая пешка · g4 белый конь · b3 белая пешка · d3 чёрная пешка · c2 чёрный конь · e2 чёрная пешка · g2 белая пешка · f1 чёрная ладья | c8 чёрный слон · e8 белая ладья · h8 белый слон · b7 чёрная пешка · c7 белый король · d7 чёрный конь · e6 белый конь · h6 чёрная пешка · c5 чёрная пешка · f5 белая пешка · h5 белая ладья · b4 чёрная пешка · c4 белый слон · e4 чёрный король · f4 белая пешка · g4 белый конь · b3 белая пешка · d3 чёрная пешка · c2 чёрный конь · e2 чёрная пешка · g2 белая пешка · f1 чёрная ладья | 5 |
| 4 | c8 чёрный слон · e8 белая ладья · h8 белый слон · b7 чёрная пешка · c7 белый король · d7 чёрный конь · e6 белый конь · h6 чёрная пешка · c5 чёрная пешка · f5 белая пешка · h5 белая ладья · b4 чёрная пешка · c4 белый слон · e4 чёрный король · f4 белая пешка · g4 белый конь · b3 белая пешка · d3 чёрная пешка · c2 чёрный конь · e2 чёрная пешка · g2 белая пешка · f1 чёрная ладья | c8 чёрный слон · e8 белая ладья · h8 белый слон · b7 чёрная пешка · c7 белый король · d7 чёрный конь · e6 белый конь · h6 чёрная пешка · c5 чёрная пешка · f5 белая пешка · h5 белая ладья · b4 чёрная пешка · c4 белый слон · e4 чёрный король · f4 белая пешка · g4 белый конь · b3 белая пешка · d3 чёрная пешка · c2 чёрный конь · e2 чёрная пешка · g2 белая пешка · f1 чёрная ладья | c8 чёрный слон · e8 белая ладья · h8 белый слон · b7 чёрная пешка · c7 белый король · d7 чёрный конь · e6 белый конь · h6 чёрная пешка · c5 чёрная пешка · f5 белая пешка · h5 белая ладья · b4 чёрная пешка · c4 белый слон · e4 чёрный король · f4 белая пешка · g4 белый конь · b3 белая пешка · d3 чёрная пешка · c2 чёрный конь · e2 чёрная пешка · g2 белая пешка · f1 чёрная ладья | c8 чёрный слон · e8 белая ладья · h8 белый слон · b7 чёрная пешка · c7 белый король · d7 чёрный конь · e6 белый конь · h6 чёрная пешка · c5 чёрная пешка · f5 белая пешка · h5 белая ладья · b4 чёрная пешка · c4 белый слон · e4 чёрный король · f4 белая пешка · g4 белый конь · b3 белая пешка · d3 чёрная пешка · c2 чёрный конь · e2 чёрная пешка · g2 белая пешка · f1 чёрная ладья | c8 чёрный слон · e8 белая ладья · h8 белый слон · b7 чёрная пешка · c7 белый король · d7 чёрный конь · e6 белый конь · h6 чёрная пешка · c5 чёрная пешка · f5 белая пешка · h5 белая ладья · b4 чёрная пешка · c4 белый слон · e4 чёрный король · f4 белая пешка · g4 белый конь · b3 белая пешка · d3 чёрная пешка · c2 чёрный конь · e2 чёрная пешка · g2 белая пешка · f1 чёрная ладья | c8 чёрный слон · e8 белая ладья · h8 белый слон · b7 чёрная пешка · c7 белый король · d7 чёрный конь · e6 белый конь · h6 чёрная пешка · c5 чёрная пешка · f5 белая пешка · h5 белая ладья · b4 чёрная пешка · c4 белый слон · e4 чёрный король · f4 белая пешка · g4 белый конь · b3 белая пешка · d3 чёрная пешка · c2 чёрный конь · e2 чёрная пешка · g2 белая пешка · f1 чёрная ладья | c8 чёрный слон · e8 белая ладья · h8 белый слон · b7 чёрная пешка · c7 белый король · d7 чёрный конь · e6 белый конь · h6 чёрная пешка · c5 чёрная пешка · f5 белая пешка · h5 белая ладья · b4 чёрная пешка · c4 белый слон · e4 чёрный король · f4 белая пешка · g4 белый конь · b3 белая пешка · d3 чёрная пешка · c2 чёрный конь · e2 чёрная пешка · g2 белая пешка · f1 чёрная ладья | c8 чёрный слон · e8 белая ладья · h8 белый слон · b7 чёрная пешка · c7 белый король · d7 чёрный конь · e6 белый конь · h6 чёрная пешка · c5 чёрная пешка · f5 белая пешка · h5 белая ладья · b4 чёрная пешка · c4 белый слон · e4 чёрный король · f4 белая пешка · g4 белый конь · b3 белая пешка · d3 чёрная пешка · c2 чёрный конь · e2 чёрная пешка · g2 белая пешка · f1 чёрная ладья | 4 |
| 3 | c8 чёрный слон · e8 белая ладья · h8 белый слон · b7 чёрная пешка · c7 белый король · d7 чёрный конь · e6 белый конь · h6 чёрная пешка · c5 чёрная пешка · f5 белая пешка · h5 белая ладья · b4 чёрная пешка · c4 белый слон · e4 чёрный король · f4 белая пешка · g4 белый конь · b3 белая пешка · d3 чёрная пешка · c2 чёрный конь · e2 чёрная пешка · g2 белая пешка · f1 чёрная ладья | c8 чёрный слон · e8 белая ладья · h8 белый слон · b7 чёрная пешка · c7 белый король · d7 чёрный конь · e6 белый конь · h6 чёрная пешка · c5 чёрная пешка · f5 белая пешка · h5 белая ладья · b4 чёрная пешка · c4 белый слон · e4 чёрный король · f4 белая пешка · g4 белый конь · b3 белая пешка · d3 чёрная пешка · c2 чёрный конь · e2 чёрная пешка · g2 белая пешка · f1 чёрная ладья | c8 чёрный слон · e8 белая ладья · h8 белый слон · b7 чёрная пешка · c7 белый король · d7 чёрный конь · e6 белый конь · h6 чёрная пешка · c5 чёрная пешка · f5 белая пешка · h5 белая ладья · b4 чёрная пешка · c4 белый слон · e4 чёрный король · f4 белая пешка · g4 белый конь · b3 белая пешка · d3 чёрная пешка · c2 чёрный конь · e2 чёрная пешка · g2 белая пешка · f1 чёрная ладья | c8 чёрный слон · e8 белая ладья · h8 белый слон · b7 чёрная пешка · c7 белый король · d7 чёрный конь · e6 белый конь · h6 чёрная пешка · c5 чёрная пешка · f5 белая пешка · h5 белая ладья · b4 чёрная пешка · c4 белый слон · e4 чёрный король · f4 белая пешка · g4 белый конь · b3 белая пешка · d3 чёрная пешка · c2 чёрный конь · e2 чёрная пешка · g2 белая пешка · f1 чёрная ладья | c8 чёрный слон · e8 белая ладья · h8 белый слон · b7 чёрная пешка · c7 белый король · d7 чёрный конь · e6 белый конь · h6 чёрная пешка · c5 чёрная пешка · f5 белая пешка · h5 белая ладья · b4 чёрная пешка · c4 белый слон · e4 чёрный король · f4 белая пешка · g4 белый конь · b3 белая пешка · d3 чёрная пешка · c2 чёрный конь · e2 чёрная пешка · g2 белая пешка · f1 чёрная ладья | c8 чёрный слон · e8 белая ладья · h8 белый слон · b7 чёрная пешка · c7 белый король · d7 чёрный конь · e6 белый конь · h6 чёрная пешка · c5 чёрная пешка · f5 белая пешка · h5 белая ладья · b4 чёрная пешка · c4 белый слон · e4 чёрный король · f4 белая пешка · g4 белый конь · b3 белая пешка · d3 чёрная пешка · c2 чёрный конь · e2 чёрная пешка · g2 белая пешка · f1 чёрная ладья | c8 чёрный слон · e8 белая ладья · h8 белый слон · b7 чёрная пешка · c7 белый король · d7 чёрный конь · e6 белый конь · h6 чёрная пешка · c5 чёрная пешка · f5 белая пешка · h5 белая ладья · b4 чёрная пешка · c4 белый слон · e4 чёрный король · f4 белая пешка · g4 белый конь · b3 белая пешка · d3 чёрная пешка · c2 чёрный конь · e2 чёрная пешка · g2 белая пешка · f1 чёрная ладья | c8 чёрный слон · e8 белая ладья · h8 белый слон · b7 чёрная пешка · c7 белый король · d7 чёрный конь · e6 белый конь · h6 чёрная пешка · c5 чёрная пешка · f5 белая пешка · h5 белая ладья · b4 чёрная пешка · c4 белый слон · e4 чёрный король · f4 белая пешка · g4 белый конь · b3 белая пешка · d3 чёрная пешка · c2 чёрный конь · e2 чёрная пешка · g2 белая пешка · f1 чёрная ладья | 3 |
| 2 | c8 чёрный слон · e8 белая ладья · h8 белый слон · b7 чёрная пешка · c7 белый король · d7 чёрный конь · e6 белый конь · h6 чёрная пешка · c5 чёрная пешка · f5 белая пешка · h5 белая ладья · b4 чёрная пешка · c4 белый слон · e4 чёрный король · f4 белая пешка · g4 белый конь · b3 белая пешка · d3 чёрная пешка · c2 чёрный конь · e2 чёрная пешка · g2 белая пешка · f1 чёрная ладья | c8 чёрный слон · e8 белая ладья · h8 белый слон · b7 чёрная пешка · c7 белый король · d7 чёрный конь · e6 белый конь · h6 чёрная пешка · c5 чёрная пешка · f5 белая пешка · h5 белая ладья · b4 чёрная пешка · c4 белый слон · e4 чёрный король · f4 белая пешка · g4 белый конь · b3 белая пешка · d3 чёрная пешка · c2 чёрный конь · e2 чёрная пешка · g2 белая пешка · f1 чёрная ладья | c8 чёрный слон · e8 белая ладья · h8 белый слон · b7 чёрная пешка · c7 белый король · d7 чёрный конь · e6 белый конь · h6 чёрная пешка · c5 чёрная пешка · f5 белая пешка · h5 белая ладья · b4 чёрная пешка · c4 белый слон · e4 чёрный король · f4 белая пешка · g4 белый конь · b3 белая пешка · d3 чёрная пешка · c2 чёрный конь · e2 чёрная пешка · g2 белая пешка · f1 чёрная ладья | c8 чёрный слон · e8 белая ладья · h8 белый слон · b7 чёрная пешка · c7 белый король · d7 чёрный конь · e6 белый конь · h6 чёрная пешка · c5 чёрная пешка · f5 белая пешка · h5 белая ладья · b4 чёрная пешка · c4 белый слон · e4 чёрный король · f4 белая пешка · g4 белый конь · b3 белая пешка · d3 чёрная пешка · c2 чёрный конь · e2 чёрная пешка · g2 белая пешка · f1 чёрная ладья | c8 чёрный слон · e8 белая ладья · h8 белый слон · b7 чёрная пешка · c7 белый король · d7 чёрный конь · e6 белый конь · h6 чёрная пешка · c5 чёрная пешка · f5 белая пешка · h5 белая ладья · b4 чёрная пешка · c4 белый слон · e4 чёрный король · f4 белая пешка · g4 белый конь · b3 белая пешка · d3 чёрная пешка · c2 чёрный конь · e2 чёрная пешка · g2 белая пешка · f1 чёрная ладья | c8 чёрный слон · e8 белая ладья · h8 белый слон · b7 чёрная пешка · c7 белый король · d7 чёрный конь · e6 белый конь · h6 чёрная пешка · c5 чёрная пешка · f5 белая пешка · h5 белая ладья · b4 чёрная пешка · c4 белый слон · e4 чёрный король · f4 белая пешка · g4 белый конь · b3 белая пешка · d3 чёрная пешка · c2 чёрный конь · e2 чёрная пешка · g2 белая пешка · f1 чёрная ладья | c8 чёрный слон · e8 белая ладья · h8 белый слон · b7 чёрная пешка · c7 белый король · d7 чёрный конь · e6 белый конь · h6 чёрная пешка · c5 чёрная пешка · f5 белая пешка · h5 белая ладья · b4 чёрная пешка · c4 белый слон · e4 чёрный король · f4 белая пешка · g4 белый конь · b3 белая пешка · d3 чёрная пешка · c2 чёрный конь · e2 чёрная пешка · g2 белая пешка · f1 чёрная ладья | c8 чёрный слон · e8 белая ладья · h8 белый слон · b7 чёрная пешка · c7 белый король · d7 чёрный конь · e6 белый конь · h6 чёрная пешка · c5 чёрная пешка · f5 белая пешка · h5 белая ладья · b4 чёрная пешка · c4 белый слон · e4 чёрный король · f4 белая пешка · g4 белый конь · b3 белая пешка · d3 чёрная пешка · c2 чёрный конь · e2 чёрная пешка · g2 белая пешка · f1 чёрная ладья | 2 |
| 1 | c8 чёрный слон · e8 белая ладья · h8 белый слон · b7 чёрная пешка · c7 белый король · d7 чёрный конь · e6 белый конь · h6 чёрная пешка · c5 чёрная пешка · f5 белая пешка · h5 белая ладья · b4 чёрная пешка · c4 белый слон · e4 чёрный король · f4 белая пешка · g4 белый конь · b3 белая пешка · d3 чёрная пешка · c2 чёрный конь · e2 чёрная пешка · g2 белая пешка · f1 чёрная ладья | c8 чёрный слон · e8 белая ладья · h8 белый слон · b7 чёрная пешка · c7 белый король · d7 чёрный конь · e6 белый конь · h6 чёрная пешка · c5 чёрная пешка · f5 белая пешка · h5 белая ладья · b4 чёрная пешка · c4 белый слон · e4 чёрный король · f4 белая пешка · g4 белый конь · b3 белая пешка · d3 чёрная пешка · c2 чёрный конь · e2 чёрная пешка · g2 белая пешка · f1 чёрная ладья | c8 чёрный слон · e8 белая ладья · h8 белый слон · b7 чёрная пешка · c7 белый король · d7 чёрный конь · e6 белый конь · h6 чёрная пешка · c5 чёрная пешка · f5 белая пешка · h5 белая ладья · b4 чёрная пешка · c4 белый слон · e4 чёрный король · f4 белая пешка · g4 белый конь · b3 белая пешка · d3 чёрная пешка · c2 чёрный конь · e2 чёрная пешка · g2 белая пешка · f1 чёрная ладья | c8 чёрный слон · e8 белая ладья · h8 белый слон · b7 чёрная пешка · c7 белый король · d7 чёрный конь · e6 белый конь · h6 чёрная пешка · c5 чёрная пешка · f5 белая пешка · h5 белая ладья · b4 чёрная пешка · c4 белый слон · e4 чёрный король · f4 белая пешка · g4 белый конь · b3 белая пешка · d3 чёрная пешка · c2 чёрный конь · e2 чёрная пешка · g2 белая пешка · f1 чёрная ладья | c8 чёрный слон · e8 белая ладья · h8 белый слон · b7 чёрная пешка · c7 белый король · d7 чёрный конь · e6 белый конь · h6 чёрная пешка · c5 чёрная пешка · f5 белая пешка · h5 белая ладья · b4 чёрная пешка · c4 белый слон · e4 чёрный король · f4 белая пешка · g4 белый конь · b3 белая пешка · d3 чёрная пешка · c2 чёрный конь · e2 чёрная пешка · g2 белая пешка · f1 чёрная ладья | c8 чёрный слон · e8 белая ладья · h8 белый слон · b7 чёрная пешка · c7 белый король · d7 чёрный конь · e6 белый конь · h6 чёрная пешка · c5 чёрная пешка · f5 белая пешка · h5 белая ладья · b4 чёрная пешка · c4 белый слон · e4 чёрный король · f4 белая пешка · g4 белый конь · b3 белая пешка · d3 чёрная пешка · c2 чёрный конь · e2 чёрная пешка · g2 белая пешка · f1 чёрная ладья | c8 чёрный слон · e8 белая ладья · h8 белый слон · b7 чёрная пешка · c7 белый король · d7 чёрный конь · e6 белый конь · h6 чёрная пешка · c5 чёрная пешка · f5 белая пешка · h5 белая ладья · b4 чёрная пешка · c4 белый слон · e4 чёрный король · f4 белая пешка · g4 белый конь · b3 белая пешка · d3 чёрная пешка · c2 чёрный конь · e2 чёрная пешка · g2 белая пешка · f1 чёрная ладья | c8 чёрный слон · e8 белая ладья · h8 белый слон · b7 чёрная пешка · c7 белый король · d7 чёрный конь · e6 белый конь · h6 чёрная пешка · c5 чёрная пешка · f5 белая пешка · h5 белая ладья · b4 чёрная пешка · c4 белый слон · e4 чёрный король · f4 белая пешка · g4 белый конь · b3 белая пешка · d3 чёрная пешка · c2 чёрный конь · e2 чёрная пешка · g2 белая пешка · f1 чёрная ладья | 1 |
|   | a | b | c | d | e | f | g | h |   |

|   | a | b | c | d | e | f | g | h |   |
| - | --- | --- | --- | --- | --- | --- | --- | --- | - |
| 8 | h8 чёрный ферзь · d7 белый ферзь · a5 чёрная ладья · h5 чёрная ладья · d4 белый конь · e4 чёрный король · h4 чёрный слон · b3 чёрная пешка · h3 чёрный конь · a2 чёрный слон · b2 белая пешка · c2 белая ладья · f2 белая ладья · b1 белый конь · d1 белый слон · f1 чёрная ладья · g1 чёрный конь | h8 чёрный ферзь · d7 белый ферзь · a5 чёрная ладья · h5 чёрная ладья · d4 белый конь · e4 чёрный король · h4 чёрный слон · b3 чёрная пешка · h3 чёрный конь · a2 чёрный слон · b2 белая пешка · c2 белая ладья · f2 белая ладья · b1 белый конь · d1 белый слон · f1 чёрная ладья · g1 чёрный конь | h8 чёрный ферзь · d7 белый ферзь · a5 чёрная ладья · h5 чёрная ладья · d4 белый конь · e4 чёрный король · h4 чёрный слон · b3 чёрная пешка · h3 чёрный конь · a2 чёрный слон · b2 белая пешка · c2 белая ладья · f2 белая ладья · b1 белый конь · d1 белый слон · f1 чёрная ладья · g1 чёрный конь | h8 чёрный ферзь · d7 белый ферзь · a5 чёрная ладья · h5 чёрная ладья · d4 белый конь · e4 чёрный король · h4 чёрный слон · b3 чёрная пешка · h3 чёрный конь · a2 чёрный слон · b2 белая пешка · c2 белая ладья · f2 белая ладья · b1 белый конь · d1 белый слон · f1 чёрная ладья · g1 чёрный конь | h8 чёрный ферзь · d7 белый ферзь · a5 чёрная ладья · h5 чёрная ладья · d4 белый конь · e4 чёрный король · h4 чёрный слон · b3 чёрная пешка · h3 чёрный конь · a2 чёрный слон · b2 белая пешка · c2 белая ладья · f2 белая ладья · b1 белый конь · d1 белый слон · f1 чёрная ладья · g1 чёрный конь | h8 чёрный ферзь · d7 белый ферзь · a5 чёрная ладья · h5 чёрная ладья · d4 белый конь · e4 чёрный король · h4 чёрный слон · b3 чёрная пешка · h3 чёрный конь · a2 чёрный слон · b2 белая пешка · c2 белая ладья · f2 белая ладья · b1 белый конь · d1 белый слон · f1 чёрная ладья · g1 чёрный конь | h8 чёрный ферзь · d7 белый ферзь · a5 чёрная ладья · h5 чёрная ладья · d4 белый конь · e4 чёрный король · h4 чёрный слон · b3 чёрная пешка · h3 чёрный конь · a2 чёрный слон · b2 белая пешка · c2 белая ладья · f2 белая ладья · b1 белый конь · d1 белый слон · f1 чёрная ладья · g1 чёрный конь | h8 чёрный ферзь · d7 белый ферзь · a5 чёрная ладья · h5 чёрная ладья · d4 белый конь · e4 чёрный король · h4 чёрный слон · b3 чёрная пешка · h3 чёрный конь · a2 чёрный слон · b2 белая пешка · c2 белая ладья · f2 белая ладья · b1 белый конь · d1 белый слон · f1 чёрная ладья · g1 чёрный конь | 8 |
| 7 | h8 чёрный ферзь · d7 белый ферзь · a5 чёрная ладья · h5 чёрная ладья · d4 белый конь · e4 чёрный король · h4 чёрный слон · b3 чёрная пешка · h3 чёрный конь · a2 чёрный слон · b2 белая пешка · c2 белая ладья · f2 белая ладья · b1 белый конь · d1 белый слон · f1 чёрная ладья · g1 чёрный конь | h8 чёрный ферзь · d7 белый ферзь · a5 чёрная ладья · h5 чёрная ладья · d4 белый конь · e4 чёрный король · h4 чёрный слон · b3 чёрная пешка · h3 чёрный конь · a2 чёрный слон · b2 белая пешка · c2 белая ладья · f2 белая ладья · b1 белый конь · d1 белый слон · f1 чёрная ладья · g1 чёрный конь | h8 чёрный ферзь · d7 белый ферзь · a5 чёрная ладья · h5 чёрная ладья · d4 белый конь · e4 чёрный король · h4 чёрный слон · b3 чёрная пешка · h3 чёрный конь · a2 чёрный слон · b2 белая пешка · c2 белая ладья · f2 белая ладья · b1 белый конь · d1 белый слон · f1 чёрная ладья · g1 чёрный конь | h8 чёрный ферзь · d7 белый ферзь · a5 чёрная ладья · h5 чёрная ладья · d4 белый конь · e4 чёрный король · h4 чёрный слон · b3 чёрная пешка · h3 чёрный конь · a2 чёрный слон · b2 белая пешка · c2 белая ладья · f2 белая ладья · b1 белый конь · d1 белый слон · f1 чёрная ладья · g1 чёрный конь | h8 чёрный ферзь · d7 белый ферзь · a5 чёрная ладья · h5 чёрная ладья · d4 белый конь · e4 чёрный король · h4 чёрный слон · b3 чёрная пешка · h3 чёрный конь · a2 чёрный слон · b2 белая пешка · c2 белая ладья · f2 белая ладья · b1 белый конь · d1 белый слон · f1 чёрная ладья · g1 чёрный конь | h8 чёрный ферзь · d7 белый ферзь · a5 чёрная ладья · h5 чёрная ладья · d4 белый конь · e4 чёрный король · h4 чёрный слон · b3 чёрная пешка · h3 чёрный конь · a2 чёрный слон · b2 белая пешка · c2 белая ладья · f2 белая ладья · b1 белый конь · d1 белый слон · f1 чёрная ладья · g1 чёрный конь | h8 чёрный ферзь · d7 белый ферзь · a5 чёрная ладья · h5 чёрная ладья · d4 белый конь · e4 чёрный король · h4 чёрный слон · b3 чёрная пешка · h3 чёрный конь · a2 чёрный слон · b2 белая пешка · c2 белая ладья · f2 белая ладья · b1 белый конь · d1 белый слон · f1 чёрная ладья · g1 чёрный конь | h8 чёрный ферзь · d7 белый ферзь · a5 чёрная ладья · h5 чёрная ладья · d4 белый конь · e4 чёрный король · h4 чёрный слон · b3 чёрная пешка · h3 чёрный конь · a2 чёрный слон · b2 белая пешка · c2 белая ладья · f2 белая ладья · b1 белый конь · d1 белый слон · f1 чёрная ладья · g1 чёрный конь | 7 |
| 6 | h8 чёрный ферзь · d7 белый ферзь · a5 чёрная ладья · h5 чёрная ладья · d4 белый конь · e4 чёрный король · h4 чёрный слон · b3 чёрная пешка · h3 чёрный конь · a2 чёрный слон · b2 белая пешка · c2 белая ладья · f2 белая ладья · b1 белый конь · d1 белый слон · f1 чёрная ладья · g1 чёрный конь | h8 чёрный ферзь · d7 белый ферзь · a5 чёрная ладья · h5 чёрная ладья · d4 белый конь · e4 чёрный король · h4 чёрный слон · b3 чёрная пешка · h3 чёрный конь · a2 чёрный слон · b2 белая пешка · c2 белая ладья · f2 белая ладья · b1 белый конь · d1 белый слон · f1 чёрная ладья · g1 чёрный конь | h8 чёрный ферзь · d7 белый ферзь · a5 чёрная ладья · h5 чёрная ладья · d4 белый конь · e4 чёрный король · h4 чёрный слон · b3 чёрная пешка · h3 чёрный конь · a2 чёрный слон · b2 белая пешка · c2 белая ладья · f2 белая ладья · b1 белый конь · d1 белый слон · f1 чёрная ладья · g1 чёрный конь | h8 чёрный ферзь · d7 белый ферзь · a5 чёрная ладья · h5 чёрная ладья · d4 белый конь · e4 чёрный король · h4 чёрный слон · b3 чёрная пешка · h3 чёрный конь · a2 чёрный слон · b2 белая пешка · c2 белая ладья · f2 белая ладья · b1 белый конь · d1 белый слон · f1 чёрная ладья · g1 чёрный конь | h8 чёрный ферзь · d7 белый ферзь · a5 чёрная ладья · h5 чёрная ладья · d4 белый конь · e4 чёрный король · h4 чёрный слон · b3 чёрная пешка · h3 чёрный конь · a2 чёрный слон · b2 белая пешка · c2 белая ладья · f2 белая ладья · b1 белый конь · d1 белый слон · f1 чёрная ладья · g1 чёрный конь | h8 чёрный ферзь · d7 белый ферзь · a5 чёрная ладья · h5 чёрная ладья · d4 белый конь · e4 чёрный король · h4 чёрный слон · b3 чёрная пешка · h3 чёрный конь · a2 чёрный слон · b2 белая пешка · c2 белая ладья · f2 белая ладья · b1 белый конь · d1 белый слон · f1 чёрная ладья · g1 чёрный конь | h8 чёрный ферзь · d7 белый ферзь · a5 чёрная ладья · h5 чёрная ладья · d4 белый конь · e4 чёрный король · h4 чёрный слон · b3 чёрная пешка · h3 чёрный конь · a2 чёрный слон · b2 белая пешка · c2 белая ладья · f2 белая ладья · b1 белый конь · d1 белый слон · f1 чёрная ладья · g1 чёрный конь | h8 чёрный ферзь · d7 белый ферзь · a5 чёрная ладья · h5 чёрная ладья · d4 белый конь · e4 чёрный король · h4 чёрный слон · b3 чёрная пешка · h3 чёрный конь · a2 чёрный слон · b2 белая пешка · c2 белая ладья · f2 белая ладья · b1 белый конь · d1 белый слон · f1 чёрная ладья · g1 чёрный конь | 6 |
| 5 | h8 чёрный ферзь · d7 белый ферзь · a5 чёрная ладья · h5 чёрная ладья · d4 белый конь · e4 чёрный король · h4 чёрный слон · b3 чёрная пешка · h3 чёрный конь · a2 чёрный слон · b2 белая пешка · c2 белая ладья · f2 белая ладья · b1 белый конь · d1 белый слон · f1 чёрная ладья · g1 чёрный конь | h8 чёрный ферзь · d7 белый ферзь · a5 чёрная ладья · h5 чёрная ладья · d4 белый конь · e4 чёрный король · h4 чёрный слон · b3 чёрная пешка · h3 чёрный конь · a2 чёрный слон · b2 белая пешка · c2 белая ладья · f2 белая ладья · b1 белый конь · d1 белый слон · f1 чёрная ладья · g1 чёрный конь | h8 чёрный ферзь · d7 белый ферзь · a5 чёрная ладья · h5 чёрная ладья · d4 белый конь · e4 чёрный король · h4 чёрный слон · b3 чёрная пешка · h3 чёрный конь · a2 чёрный слон · b2 белая пешка · c2 белая ладья · f2 белая ладья · b1 белый конь · d1 белый слон · f1 чёрная ладья · g1 чёрный конь | h8 чёрный ферзь · d7 белый ферзь · a5 чёрная ладья · h5 чёрная ладья · d4 белый конь · e4 чёрный король · h4 чёрный слон · b3 чёрная пешка · h3 чёрный конь · a2 чёрный слон · b2 белая пешка · c2 белая ладья · f2 белая ладья · b1 белый конь · d1 белый слон · f1 чёрная ладья · g1 чёрный конь | h8 чёрный ферзь · d7 белый ферзь · a5 чёрная ладья · h5 чёрная ладья · d4 белый конь · e4 чёрный король · h4 чёрный слон · b3 чёрная пешка · h3 чёрный конь · a2 чёрный слон · b2 белая пешка · c2 белая ладья · f2 белая ладья · b1 белый конь · d1 белый слон · f1 чёрная ладья · g1 чёрный конь | h8 чёрный ферзь · d7 белый ферзь · a5 чёрная ладья · h5 чёрная ладья · d4 белый конь · e4 чёрный король · h4 чёрный слон · b3 чёрная пешка · h3 чёрный конь · a2 чёрный слон · b2 белая пешка · c2 белая ладья · f2 белая ладья · b1 белый конь · d1 белый слон · f1 чёрная ладья · g1 чёрный конь | h8 чёрный ферзь · d7 белый ферзь · a5 чёрная ладья · h5 чёрная ладья · d4 белый конь · e4 чёрный король · h4 чёрный слон · b3 чёрная пешка · h3 чёрный конь · a2 чёрный слон · b2 белая пешка · c2 белая ладья · f2 белая ладья · b1 белый конь · d1 белый слон · f1 чёрная ладья · g1 чёрный конь | h8 чёрный ферзь · d7 белый ферзь · a5 чёрная ладья · h5 чёрная ладья · d4 белый конь · e4 чёрный король · h4 чёрный слон · b3 чёрная пешка · h3 чёрный конь · a2 чёрный слон · b2 белая пешка · c2 белая ладья · f2 белая ладья · b1 белый конь · d1 белый слон · f1 чёрная ладья · g1 чёрный конь | 5 |
| 4 | h8 чёрный ферзь · d7 белый ферзь · a5 чёрная ладья · h5 чёрная ладья · d4 белый конь · e4 чёрный король · h4 чёрный слон · b3 чёрная пешка · h3 чёрный конь · a2 чёрный слон · b2 белая пешка · c2 белая ладья · f2 белая ладья · b1 белый конь · d1 белый слон · f1 чёрная ладья · g1 чёрный конь | h8 чёрный ферзь · d7 белый ферзь · a5 чёрная ладья · h5 чёрная ладья · d4 белый конь · e4 чёрный король · h4 чёрный слон · b3 чёрная пешка · h3 чёрный конь · a2 чёрный слон · b2 белая пешка · c2 белая ладья · f2 белая ладья · b1 белый конь · d1 белый слон · f1 чёрная ладья · g1 чёрный конь | h8 чёрный ферзь · d7 белый ферзь · a5 чёрная ладья · h5 чёрная ладья · d4 белый конь · e4 чёрный король · h4 чёрный слон · b3 чёрная пешка · h3 чёрный конь · a2 чёрный слон · b2 белая пешка · c2 белая ладья · f2 белая ладья · b1 белый конь · d1 белый слон · f1 чёрная ладья · g1 чёрный конь | h8 чёрный ферзь · d7 белый ферзь · a5 чёрная ладья · h5 чёрная ладья · d4 белый конь · e4 чёрный король · h4 чёрный слон · b3 чёрная пешка · h3 чёрный конь · a2 чёрный слон · b2 белая пешка · c2 белая ладья · f2 белая ладья · b1 белый конь · d1 белый слон · f1 чёрная ладья · g1 чёрный конь | h8 чёрный ферзь · d7 белый ферзь · a5 чёрная ладья · h5 чёрная ладья · d4 белый конь · e4 чёрный король · h4 чёрный слон · b3 чёрная пешка · h3 чёрный конь · a2 чёрный слон · b2 белая пешка · c2 белая ладья · f2 белая ладья · b1 белый конь · d1 белый слон · f1 чёрная ладья · g1 чёрный конь | h8 чёрный ферзь · d7 белый ферзь · a5 чёрная ладья · h5 чёрная ладья · d4 белый конь · e4 чёрный король · h4 чёрный слон · b3 чёрная пешка · h3 чёрный конь · a2 чёрный слон · b2 белая пешка · c2 белая ладья · f2 белая ладья · b1 белый конь · d1 белый слон · f1 чёрная ладья · g1 чёрный конь | h8 чёрный ферзь · d7 белый ферзь · a5 чёрная ладья · h5 чёрная ладья · d4 белый конь · e4 чёрный король · h4 чёрный слон · b3 чёрная пешка · h3 чёрный конь · a2 чёрный слон · b2 белая пешка · c2 белая ладья · f2 белая ладья · b1 белый конь · d1 белый слон · f1 чёрная ладья · g1 чёрный конь | h8 чёрный ферзь · d7 белый ферзь · a5 чёрная ладья · h5 чёрная ладья · d4 белый конь · e4 чёрный король · h4 чёрный слон · b3 чёрная пешка · h3 чёрный конь · a2 чёрный слон · b2 белая пешка · c2 белая ладья · f2 белая ладья · b1 белый конь · d1 белый слон · f1 чёрная ладья · g1 чёрный конь | 4 |
| 3 | h8 чёрный ферзь · d7 белый ферзь · a5 чёрная ладья · h5 чёрная ладья · d4 белый конь · e4 чёрный король · h4 чёрный слон · b3 чёрная пешка · h3 чёрный конь · a2 чёрный слон · b2 белая пешка · c2 белая ладья · f2 белая ладья · b1 белый конь · d1 белый слон · f1 чёрная ладья · g1 чёрный конь | h8 чёрный ферзь · d7 белый ферзь · a5 чёрная ладья · h5 чёрная ладья · d4 белый конь · e4 чёрный король · h4 чёрный слон · b3 чёрная пешка · h3 чёрный конь · a2 чёрный слон · b2 белая пешка · c2 белая ладья · f2 белая ладья · b1 белый конь · d1 белый слон · f1 чёрная ладья · g1 чёрный конь | h8 чёрный ферзь · d7 белый ферзь · a5 чёрная ладья · h5 чёрная ладья · d4 белый конь · e4 чёрный король · h4 чёрный слон · b3 чёрная пешка · h3 чёрный конь · a2 чёрный слон · b2 белая пешка · c2 белая ладья · f2 белая ладья · b1 белый конь · d1 белый слон · f1 чёрная ладья · g1 чёрный конь | h8 чёрный ферзь · d7 белый ферзь · a5 чёрная ладья · h5 чёрная ладья · d4 белый конь · e4 чёрный король · h4 чёрный слон · b3 чёрная пешка · h3 чёрный конь · a2 чёрный слон · b2 белая пешка · c2 белая ладья · f2 белая ладья · b1 белый конь · d1 белый слон · f1 чёрная ладья · g1 чёрный конь | h8 чёрный ферзь · d7 белый ферзь · a5 чёрная ладья · h5 чёрная ладья · d4 белый конь · e4 чёрный король · h4 чёрный слон · b3 чёрная пешка · h3 чёрный конь · a2 чёрный слон · b2 белая пешка · c2 белая ладья · f2 белая ладья · b1 белый конь · d1 белый слон · f1 чёрная ладья · g1 чёрный конь | h8 чёрный ферзь · d7 белый ферзь · a5 чёрная ладья · h5 чёрная ладья · d4 белый конь · e4 чёрный король · h4 чёрный слон · b3 чёрная пешка · h3 чёрный конь · a2 чёрный слон · b2 белая пешка · c2 белая ладья · f2 белая ладья · b1 белый конь · d1 белый слон · f1 чёрная ладья · g1 чёрный конь | h8 чёрный ферзь · d7 белый ферзь · a5 чёрная ладья · h5 чёрная ладья · d4 белый конь · e4 чёрный король · h4 чёрный слон · b3 чёрная пешка · h3 чёрный конь · a2 чёрный слон · b2 белая пешка · c2 белая ладья · f2 белая ладья · b1 белый конь · d1 белый слон · f1 чёрная ладья · g1 чёрный конь | h8 чёрный ферзь · d7 белый ферзь · a5 чёрная ладья · h5 чёрная ладья · d4 белый конь · e4 чёрный король · h4 чёрный слон · b3 чёрная пешка · h3 чёрный конь · a2 чёрный слон · b2 белая пешка · c2 белая ладья · f2 белая ладья · b1 белый конь · d1 белый слон · f1 чёрная ладья · g1 чёрный конь | 3 |
| 2 | h8 чёрный ферзь · d7 белый ферзь · a5 чёрная ладья · h5 чёрная ладья · d4 белый конь · e4 чёрный король · h4 чёрный слон · b3 чёрная пешка · h3 чёрный конь · a2 чёрный слон · b2 белая пешка · c2 белая ладья · f2 белая ладья · b1 белый конь · d1 белый слон · f1 чёрная ладья · g1 чёрный конь | h8 чёрный ферзь · d7 белый ферзь · a5 чёрная ладья · h5 чёрная ладья · d4 белый конь · e4 чёрный король · h4 чёрный слон · b3 чёрная пешка · h3 чёрный конь · a2 чёрный слон · b2 белая пешка · c2 белая ладья · f2 белая ладья · b1 белый конь · d1 белый слон · f1 чёрная ладья · g1 чёрный конь | h8 чёрный ферзь · d7 белый ферзь · a5 чёрная ладья · h5 чёрная ладья · d4 белый конь · e4 чёрный король · h4 чёрный слон · b3 чёрная пешка · h3 чёрный конь · a2 чёрный слон · b2 белая пешка · c2 белая ладья · f2 белая ладья · b1 белый конь · d1 белый слон · f1 чёрная ладья · g1 чёрный конь | h8 чёрный ферзь · d7 белый ферзь · a5 чёрная ладья · h5 чёрная ладья · d4 белый конь · e4 чёрный король · h4 чёрный слон · b3 чёрная пешка · h3 чёрный конь · a2 чёрный слон · b2 белая пешка · c2 белая ладья · f2 белая ладья · b1 белый конь · d1 белый слон · f1 чёрная ладья · g1 чёрный конь | h8 чёрный ферзь · d7 белый ферзь · a5 чёрная ладья · h5 чёрная ладья · d4 белый конь · e4 чёрный король · h4 чёрный слон · b3 чёрная пешка · h3 чёрный конь · a2 чёрный слон · b2 белая пешка · c2 белая ладья · f2 белая ладья · b1 белый конь · d1 белый слон · f1 чёрная ладья · g1 чёрный конь | h8 чёрный ферзь · d7 белый ферзь · a5 чёрная ладья · h5 чёрная ладья · d4 белый конь · e4 чёрный король · h4 чёрный слон · b3 чёрная пешка · h3 чёрный конь · a2 чёрный слон · b2 белая пешка · c2 белая ладья · f2 белая ладья · b1 белый конь · d1 белый слон · f1 чёрная ладья · g1 чёрный конь | h8 чёрный ферзь · d7 белый ферзь · a5 чёрная ладья · h5 чёрная ладья · d4 белый конь · e4 чёрный король · h4 чёрный слон · b3 чёрная пешка · h3 чёрный конь · a2 чёрный слон · b2 белая пешка · c2 белая ладья · f2 белая ладья · b1 белый конь · d1 белый слон · f1 чёрная ладья · g1 чёрный конь | h8 чёрный ферзь · d7 белый ферзь · a5 чёрная ладья · h5 чёрная ладья · d4 белый конь · e4 чёрный король · h4 чёрный слон · b3 чёрная пешка · h3 чёрный конь · a2 чёрный слон · b2 белая пешка · c2 белая ладья · f2 белая ладья · b1 белый конь · d1 белый слон · f1 чёрная ладья · g1 чёрный конь | 2 |
| 1 | h8 чёрный ферзь · d7 белый ферзь · a5 чёрная ладья · h5 чёрная ладья · d4 белый конь · e4 чёрный король · h4 чёрный слон · b3 чёрная пешка · h3 чёрный конь · a2 чёрный слон · b2 белая пешка · c2 белая ладья · f2 белая ладья · b1 белый конь · d1 белый слон · f1 чёрная ладья · g1 чёрный конь | h8 чёрный ферзь · d7 белый ферзь · a5 чёрная ладья · h5 чёрная ладья · d4 белый конь · e4 чёрный король · h4 чёрный слон · b3 чёрная пешка · h3 чёрный конь · a2 чёрный слон · b2 белая пешка · c2 белая ладья · f2 белая ладья · b1 белый конь · d1 белый слон · f1 чёрная ладья · g1 чёрный конь | h8 чёрный ферзь · d7 белый ферзь · a5 чёрная ладья · h5 чёрная ладья · d4 белый конь · e4 чёрный король · h4 чёрный слон · b3 чёрная пешка · h3 чёрный конь · a2 чёрный слон · b2 белая пешка · c2 белая ладья · f2 белая ладья · b1 белый конь · d1 белый слон · f1 чёрная ладья · g1 чёрный конь | h8 чёрный ферзь · d7 белый ферзь · a5 чёрная ладья · h5 чёрная ладья · d4 белый конь · e4 чёрный король · h4 чёрный слон · b3 чёрная пешка · h3 чёрный конь · a2 чёрный слон · b2 белая пешка · c2 белая ладья · f2 белая ладья · b1 белый конь · d1 белый слон · f1 чёрная ладья · g1 чёрный конь | h8 чёрный ферзь · d7 белый ферзь · a5 чёрная ладья · h5 чёрная ладья · d4 белый конь · e4 чёрный король · h4 чёрный слон · b3 чёрная пешка · h3 чёрный конь · a2 чёрный слон · b2 белая пешка · c2 белая ладья · f2 белая ладья · b1 белый конь · d1 белый слон · f1 чёрная ладья · g1 чёрный конь | h8 чёрный ферзь · d7 белый ферзь · a5 чёрная ладья · h5 чёрная ладья · d4 белый конь · e4 чёрный король · h4 чёрный слон · b3 чёрная пешка · h3 чёрный конь · a2 чёрный слон · b2 белая пешка · c2 белая ладья · f2 белая ладья · b1 белый конь · d1 белый слон · f1 чёрная ладья · g1 чёрный конь | h8 чёрный ферзь · d7 белый ферзь · a5 чёрная ладья · h5 чёрная ладья · d4 белый конь · e4 чёрный король · h4 чёрный слон · b3 чёрная пешка · h3 чёрный конь · a2 чёрный слон · b2 белая пешка · c2 белая ладья · f2 белая ладья · b1 белый конь · d1 белый слон · f1 чёрная ладья · g1 чёрный конь | h8 чёрный ферзь · d7 белый ферзь · a5 чёрная ладья · h5 чёрная ладья · d4 белый конь · e4 чёрный король · h4 чёрный слон · b3 чёрная пешка · h3 чёрный конь · a2 чёрный слон · b2 белая пешка · c2 белая ладья · f2 белая ладья · b1 белый конь · d1 белый слон · f1 чёрная ладья · g1 чёрный конь | 1 |
|   | a | b | c | d | e | f | g | h |   |

### Многоходовые задачи
|   | a | b | c | d | e | f | g | h |   |
| - | --- | --- | --- | --- | --- | --- | --- | --- | - |
| 8 | e8 чёрный король · f8 белый слон · a7 чёрная пешка · e7 белая пешка · a6 чёрный ферзь · b5 белый конь · e5 белый конь · a4 белый слон · e2 белый король | e8 чёрный король · f8 белый слон · a7 чёрная пешка · e7 белая пешка · a6 чёрный ферзь · b5 белый конь · e5 белый конь · a4 белый слон · e2 белый король | e8 чёрный король · f8 белый слон · a7 чёрная пешка · e7 белая пешка · a6 чёрный ферзь · b5 белый конь · e5 белый конь · a4 белый слон · e2 белый король | e8 чёрный король · f8 белый слон · a7 чёрная пешка · e7 белая пешка · a6 чёрный ферзь · b5 белый конь · e5 белый конь · a4 белый слон · e2 белый король | e8 чёрный король · f8 белый слон · a7 чёрная пешка · e7 белая пешка · a6 чёрный ферзь · b5 белый конь · e5 белый конь · a4 белый слон · e2 белый король | e8 чёрный король · f8 белый слон · a7 чёрная пешка · e7 белая пешка · a6 чёрный ферзь · b5 белый конь · e5 белый конь · a4 белый слон · e2 белый король | e8 чёрный король · f8 белый слон · a7 чёрная пешка · e7 белая пешка · a6 чёрный ферзь · b5 белый конь · e5 белый конь · a4 белый слон · e2 белый король | e8 чёрный король · f8 белый слон · a7 чёрная пешка · e7 белая пешка · a6 чёрный ферзь · b5 белый конь · e5 белый конь · a4 белый слон · e2 белый король | 8 |
| 7 | e8 чёрный король · f8 белый слон · a7 чёрная пешка · e7 белая пешка · a6 чёрный ферзь · b5 белый конь · e5 белый конь · a4 белый слон · e2 белый король | e8 чёрный король · f8 белый слон · a7 чёрная пешка · e7 белая пешка · a6 чёрный ферзь · b5 белый конь · e5 белый конь · a4 белый слон · e2 белый король | e8 чёрный король · f8 белый слон · a7 чёрная пешка · e7 белая пешка · a6 чёрный ферзь · b5 белый конь · e5 белый конь · a4 белый слон · e2 белый король | e8 чёрный король · f8 белый слон · a7 чёрная пешка · e7 белая пешка · a6 чёрный ферзь · b5 белый конь · e5 белый конь · a4 белый слон · e2 белый король | e8 чёрный король · f8 белый слон · a7 чёрная пешка · e7 белая пешка · a6 чёрный ферзь · b5 белый конь · e5 белый конь · a4 белый слон · e2 белый король | e8 чёрный король · f8 белый слон · a7 чёрная пешка · e7 белая пешка · a6 чёрный ферзь · b5 белый конь · e5 белый конь · a4 белый слон · e2 белый король | e8 чёрный король · f8 белый слон · a7 чёрная пешка · e7 белая пешка · a6 чёрный ферзь · b5 белый конь · e5 белый конь · a4 белый слон · e2 белый король | e8 чёрный король · f8 белый слон · a7 чёрная пешка · e7 белая пешка · a6 чёрный ферзь · b5 белый конь · e5 белый конь · a4 белый слон · e2 белый король | 7 |
| 6 | e8 чёрный король · f8 белый слон · a7 чёрная пешка · e7 белая пешка · a6 чёрный ферзь · b5 белый конь · e5 белый конь · a4 белый слон · e2 белый король | e8 чёрный король · f8 белый слон · a7 чёрная пешка · e7 белая пешка · a6 чёрный ферзь · b5 белый конь · e5 белый конь · a4 белый слон · e2 белый король | e8 чёрный король · f8 белый слон · a7 чёрная пешка · e7 белая пешка · a6 чёрный ферзь · b5 белый конь · e5 белый конь · a4 белый слон · e2 белый король | e8 чёрный король · f8 белый слон · a7 чёрная пешка · e7 белая пешка · a6 чёрный ферзь · b5 белый конь · e5 белый конь · a4 белый слон · e2 белый король | e8 чёрный король · f8 белый слон · a7 чёрная пешка · e7 белая пешка · a6 чёрный ферзь · b5 белый конь · e5 белый конь · a4 белый слон · e2 белый король | e8 чёрный король · f8 белый слон · a7 чёрная пешка · e7 белая пешка · a6 чёрный ферзь · b5 белый конь · e5 белый конь · a4 белый слон · e2 белый король | e8 чёрный король · f8 белый слон · a7 чёрная пешка · e7 белая пешка · a6 чёрный ферзь · b5 белый конь · e5 белый конь · a4 белый слон · e2 белый король | e8 чёрный король · f8 белый слон · a7 чёрная пешка · e7 белая пешка · a6 чёрный ферзь · b5 белый конь · e5 белый конь · a4 белый слон · e2 белый король | 6 |
| 5 | e8 чёрный король · f8 белый слон · a7 чёрная пешка · e7 белая пешка · a6 чёрный ферзь · b5 белый конь · e5 белый конь · a4 белый слон · e2 белый король | e8 чёрный король · f8 белый слон · a7 чёрная пешка · e7 белая пешка · a6 чёрный ферзь · b5 белый конь · e5 белый конь · a4 белый слон · e2 белый король | e8 чёрный король · f8 белый слон · a7 чёрная пешка · e7 белая пешка · a6 чёрный ферзь · b5 белый конь · e5 белый конь · a4 белый слон · e2 белый король | e8 чёрный король · f8 белый слон · a7 чёрная пешка · e7 белая пешка · a6 чёрный ферзь · b5 белый конь · e5 белый конь · a4 белый слон · e2 белый король | e8 чёрный король · f8 белый слон · a7 чёрная пешка · e7 белая пешка · a6 чёрный ферзь · b5 белый конь · e5 белый конь · a4 белый слон · e2 белый король | e8 чёрный король · f8 белый слон · a7 чёрная пешка · e7 белая пешка · a6 чёрный ферзь · b5 белый конь · e5 белый конь · a4 белый слон · e2 белый король | e8 чёрный король · f8 белый слон · a7 чёрная пешка · e7 белая пешка · a6 чёрный ферзь · b5 белый конь · e5 белый конь · a4 белый слон · e2 белый король | e8 чёрный король · f8 белый слон · a7 чёрная пешка · e7 белая пешка · a6 чёрный ферзь · b5 белый конь · e5 белый конь · a4 белый слон · e2 белый король | 5 |
| 4 | e8 чёрный король · f8 белый слон · a7 чёрная пешка · e7 белая пешка · a6 чёрный ферзь · b5 белый конь · e5 белый конь · a4 белый слон · e2 белый король | e8 чёрный король · f8 белый слон · a7 чёрная пешка · e7 белая пешка · a6 чёрный ферзь · b5 белый конь · e5 белый конь · a4 белый слон · e2 белый король | e8 чёрный король · f8 белый слон · a7 чёрная пешка · e7 белая пешка · a6 чёрный ферзь · b5 белый конь · e5 белый конь · a4 белый слон · e2 белый король | e8 чёрный король · f8 белый слон · a7 чёрная пешка · e7 белая пешка · a6 чёрный ферзь · b5 белый конь · e5 белый конь · a4 белый слон · e2 белый король | e8 чёрный король · f8 белый слон · a7 чёрная пешка · e7 белая пешка · a6 чёрный ферзь · b5 белый конь · e5 белый конь · a4 белый слон · e2 белый король | e8 чёрный король · f8 белый слон · a7 чёрная пешка · e7 белая пешка · a6 чёрный ферзь · b5 белый конь · e5 белый конь · a4 белый слон · e2 белый король | e8 чёрный король · f8 белый слон · a7 чёрная пешка · e7 белая пешка · a6 чёрный ферзь · b5 белый конь · e5 белый конь · a4 белый слон · e2 белый король | e8 чёрный король · f8 белый слон · a7 чёрная пешка · e7 белая пешка · a6 чёрный ферзь · b5 белый конь · e5 белый конь · a4 белый слон · e2 белый король | 4 |
| 3 | e8 чёрный король · f8 белый слон · a7 чёрная пешка · e7 белая пешка · a6 чёрный ферзь · b5 белый конь · e5 белый конь · a4 белый слон · e2 белый король | e8 чёрный король · f8 белый слон · a7 чёрная пешка · e7 белая пешка · a6 чёрный ферзь · b5 белый конь · e5 белый конь · a4 белый слон · e2 белый король | e8 чёрный король · f8 белый слон · a7 чёрная пешка · e7 белая пешка · a6 чёрный ферзь · b5 белый конь · e5 белый конь · a4 белый слон · e2 белый король | e8 чёрный король · f8 белый слон · a7 чёрная пешка · e7 белая пешка · a6 чёрный ферзь · b5 белый конь · e5 белый конь · a4 белый слон · e2 белый король | e8 чёрный король · f8 белый слон · a7 чёрная пешка · e7 белая пешка · a6 чёрный ферзь · b5 белый конь · e5 белый конь · a4 белый слон · e2 белый король | e8 чёрный король · f8 белый слон · a7 чёрная пешка · e7 белая пешка · a6 чёрный ферзь · b5 белый конь · e5 белый конь · a4 белый слон · e2 белый король | e8 чёрный король · f8 белый слон · a7 чёрная пешка · e7 белая пешка · a6 чёрный ферзь · b5 белый конь · e5 белый конь · a4 белый слон · e2 белый король | e8 чёрный король · f8 белый слон · a7 чёрная пешка · e7 белая пешка · a6 чёрный ферзь · b5 белый конь · e5 белый конь · a4 белый слон · e2 белый король | 3 |
| 2 | e8 чёрный король · f8 белый слон · a7 чёрная пешка · e7 белая пешка · a6 чёрный ферзь · b5 белый конь · e5 белый конь · a4 белый слон · e2 белый король | e8 чёрный король · f8 белый слон · a7 чёрная пешка · e7 белая пешка · a6 чёрный ферзь · b5 белый конь · e5 белый конь · a4 белый слон · e2 белый король | e8 чёрный король · f8 белый слон · a7 чёрная пешка · e7 белая пешка · a6 чёрный ферзь · b5 белый конь · e5 белый конь · a4 белый слон · e2 белый король | e8 чёрный король · f8 белый слон · a7 чёрная пешка · e7 белая пешка · a6 чёрный ферзь · b5 белый конь · e5 белый конь · a4 белый слон · e2 белый король | e8 чёрный король · f8 белый слон · a7 чёрная пешка · e7 белая пешка · a6 чёрный ферзь · b5 белый конь · e5 белый конь · a4 белый слон · e2 белый король | e8 чёрный король · f8 белый слон · a7 чёрная пешка · e7 белая пешка · a6 чёрный ферзь · b5 белый конь · e5 белый конь · a4 белый слон · e2 белый король | e8 чёрный король · f8 белый слон · a7 чёрная пешка · e7 белая пешка · a6 чёрный ферзь · b5 белый конь · e5 белый конь · a4 белый слон · e2 белый король | e8 чёрный король · f8 белый слон · a7 чёрная пешка · e7 белая пешка · a6 чёрный ферзь · b5 белый конь · e5 белый конь · a4 белый слон · e2 белый король | 2 |
| 1 | e8 чёрный король · f8 белый слон · a7 чёрная пешка · e7 белая пешка · a6 чёрный ферзь · b5 белый конь · e5 белый конь · a4 белый слон · e2 белый король | e8 чёрный король · f8 белый слон · a7 чёрная пешка · e7 белая пешка · a6 чёрный ферзь · b5 белый конь · e5 белый конь · a4 белый слон · e2 белый король | e8 чёрный король · f8 белый слон · a7 чёрная пешка · e7 белая пешка · a6 чёрный ферзь · b5 белый конь · e5 белый конь · a4 белый слон · e2 белый король | e8 чёрный король · f8 белый слон · a7 чёрная пешка · e7 белая пешка · a6 чёрный ферзь · b5 белый конь · e5 белый конь · a4 белый слон · e2 белый король | e8 чёрный король · f8 белый слон · a7 чёрная пешка · e7 белая пешка · a6 чёрный ферзь · b5 белый конь · e5 белый конь · a4 белый слон · e2 белый король | e8 чёрный король · f8 белый слон · a7 чёрная пешка · e7 белая пешка · a6 чёрный ферзь · b5 белый конь · e5 белый конь · a4 белый слон · e2 белый король | e8 чёрный король · f8 белый слон · a7 чёрная пешка · e7 белая пешка · a6 чёрный ферзь · b5 белый конь · e5 белый конь · a4 белый слон · e2 белый король | e8 чёрный король · f8 белый слон · a7 чёрная пешка · e7 белая пешка · a6 чёрный ферзь · b5 белый конь · e5 белый конь · a4 белый слон · e2 белый король | 1 |
|   | a | b | c | d | e | f | g | h |   |

|   | a | b | c | d | e | f | g | h |   |
| - | --- | --- | --- | --- | --- | --- | --- | --- | - |
| 8 | a8 белый слон · b8 чёрный ферзь · d8 белый слон · f8 белый король · d7 белая пешка · e7 чёрная пешка · f7 белый конь · a6 белая пешка · e6 белая пешка · f6 чёрная пешка · a5 белая пешка · c5 чёрная пешка · f5 белая пешка · c4 белая пешка · d4 чёрный король · f4 чёрный слон · h4 белая ладья · b3 чёрная пешка · a2 чёрная пешка · b2 белый конь · d2 белая пешка · f2 белая пешка · a1 белый ферзь · b1 белая ладья | a8 белый слон · b8 чёрный ферзь · d8 белый слон · f8 белый король · d7 белая пешка · e7 чёрная пешка · f7 белый конь · a6 белая пешка · e6 белая пешка · f6 чёрная пешка · a5 белая пешка · c5 чёрная пешка · f5 белая пешка · c4 белая пешка · d4 чёрный король · f4 чёрный слон · h4 белая ладья · b3 чёрная пешка · a2 чёрная пешка · b2 белый конь · d2 белая пешка · f2 белая пешка · a1 белый ферзь · b1 белая ладья | a8 белый слон · b8 чёрный ферзь · d8 белый слон · f8 белый король · d7 белая пешка · e7 чёрная пешка · f7 белый конь · a6 белая пешка · e6 белая пешка · f6 чёрная пешка · a5 белая пешка · c5 чёрная пешка · f5 белая пешка · c4 белая пешка · d4 чёрный король · f4 чёрный слон · h4 белая ладья · b3 чёрная пешка · a2 чёрная пешка · b2 белый конь · d2 белая пешка · f2 белая пешка · a1 белый ферзь · b1 белая ладья | a8 белый слон · b8 чёрный ферзь · d8 белый слон · f8 белый король · d7 белая пешка · e7 чёрная пешка · f7 белый конь · a6 белая пешка · e6 белая пешка · f6 чёрная пешка · a5 белая пешка · c5 чёрная пешка · f5 белая пешка · c4 белая пешка · d4 чёрный король · f4 чёрный слон · h4 белая ладья · b3 чёрная пешка · a2 чёрная пешка · b2 белый конь · d2 белая пешка · f2 белая пешка · a1 белый ферзь · b1 белая ладья | a8 белый слон · b8 чёрный ферзь · d8 белый слон · f8 белый король · d7 белая пешка · e7 чёрная пешка · f7 белый конь · a6 белая пешка · e6 белая пешка · f6 чёрная пешка · a5 белая пешка · c5 чёрная пешка · f5 белая пешка · c4 белая пешка · d4 чёрный король · f4 чёрный слон · h4 белая ладья · b3 чёрная пешка · a2 чёрная пешка · b2 белый конь · d2 белая пешка · f2 белая пешка · a1 белый ферзь · b1 белая ладья | a8 белый слон · b8 чёрный ферзь · d8 белый слон · f8 белый король · d7 белая пешка · e7 чёрная пешка · f7 белый конь · a6 белая пешка · e6 белая пешка · f6 чёрная пешка · a5 белая пешка · c5 чёрная пешка · f5 белая пешка · c4 белая пешка · d4 чёрный король · f4 чёрный слон · h4 белая ладья · b3 чёрная пешка · a2 чёрная пешка · b2 белый конь · d2 белая пешка · f2 белая пешка · a1 белый ферзь · b1 белая ладья | a8 белый слон · b8 чёрный ферзь · d8 белый слон · f8 белый король · d7 белая пешка · e7 чёрная пешка · f7 белый конь · a6 белая пешка · e6 белая пешка · f6 чёрная пешка · a5 белая пешка · c5 чёрная пешка · f5 белая пешка · c4 белая пешка · d4 чёрный король · f4 чёрный слон · h4 белая ладья · b3 чёрная пешка · a2 чёрная пешка · b2 белый конь · d2 белая пешка · f2 белая пешка · a1 белый ферзь · b1 белая ладья | a8 белый слон · b8 чёрный ферзь · d8 белый слон · f8 белый король · d7 белая пешка · e7 чёрная пешка · f7 белый конь · a6 белая пешка · e6 белая пешка · f6 чёрная пешка · a5 белая пешка · c5 чёрная пешка · f5 белая пешка · c4 белая пешка · d4 чёрный король · f4 чёрный слон · h4 белая ладья · b3 чёрная пешка · a2 чёрная пешка · b2 белый конь · d2 белая пешка · f2 белая пешка · a1 белый ферзь · b1 белая ладья | 8 |
| 7 | a8 белый слон · b8 чёрный ферзь · d8 белый слон · f8 белый король · d7 белая пешка · e7 чёрная пешка · f7 белый конь · a6 белая пешка · e6 белая пешка · f6 чёрная пешка · a5 белая пешка · c5 чёрная пешка · f5 белая пешка · c4 белая пешка · d4 чёрный король · f4 чёрный слон · h4 белая ладья · b3 чёрная пешка · a2 чёрная пешка · b2 белый конь · d2 белая пешка · f2 белая пешка · a1 белый ферзь · b1 белая ладья | a8 белый слон · b8 чёрный ферзь · d8 белый слон · f8 белый король · d7 белая пешка · e7 чёрная пешка · f7 белый конь · a6 белая пешка · e6 белая пешка · f6 чёрная пешка · a5 белая пешка · c5 чёрная пешка · f5 белая пешка · c4 белая пешка · d4 чёрный король · f4 чёрный слон · h4 белая ладья · b3 чёрная пешка · a2 чёрная пешка · b2 белый конь · d2 белая пешка · f2 белая пешка · a1 белый ферзь · b1 белая ладья | a8 белый слон · b8 чёрный ферзь · d8 белый слон · f8 белый король · d7 белая пешка · e7 чёрная пешка · f7 белый конь · a6 белая пешка · e6 белая пешка · f6 чёрная пешка · a5 белая пешка · c5 чёрная пешка · f5 белая пешка · c4 белая пешка · d4 чёрный король · f4 чёрный слон · h4 белая ладья · b3 чёрная пешка · a2 чёрная пешка · b2 белый конь · d2 белая пешка · f2 белая пешка · a1 белый ферзь · b1 белая ладья | a8 белый слон · b8 чёрный ферзь · d8 белый слон · f8 белый король · d7 белая пешка · e7 чёрная пешка · f7 белый конь · a6 белая пешка · e6 белая пешка · f6 чёрная пешка · a5 белая пешка · c5 чёрная пешка · f5 белая пешка · c4 белая пешка · d4 чёрный король · f4 чёрный слон · h4 белая ладья · b3 чёрная пешка · a2 чёрная пешка · b2 белый конь · d2 белая пешка · f2 белая пешка · a1 белый ферзь · b1 белая ладья | a8 белый слон · b8 чёрный ферзь · d8 белый слон · f8 белый король · d7 белая пешка · e7 чёрная пешка · f7 белый конь · a6 белая пешка · e6 белая пешка · f6 чёрная пешка · a5 белая пешка · c5 чёрная пешка · f5 белая пешка · c4 белая пешка · d4 чёрный король · f4 чёрный слон · h4 белая ладья · b3 чёрная пешка · a2 чёрная пешка · b2 белый конь · d2 белая пешка · f2 белая пешка · a1 белый ферзь · b1 белая ладья | a8 белый слон · b8 чёрный ферзь · d8 белый слон · f8 белый король · d7 белая пешка · e7 чёрная пешка · f7 белый конь · a6 белая пешка · e6 белая пешка · f6 чёрная пешка · a5 белая пешка · c5 чёрная пешка · f5 белая пешка · c4 белая пешка · d4 чёрный король · f4 чёрный слон · h4 белая ладья · b3 чёрная пешка · a2 чёрная пешка · b2 белый конь · d2 белая пешка · f2 белая пешка · a1 белый ферзь · b1 белая ладья | a8 белый слон · b8 чёрный ферзь · d8 белый слон · f8 белый король · d7 белая пешка · e7 чёрная пешка · f7 белый конь · a6 белая пешка · e6 белая пешка · f6 чёрная пешка · a5 белая пешка · c5 чёрная пешка · f5 белая пешка · c4 белая пешка · d4 чёрный король · f4 чёрный слон · h4 белая ладья · b3 чёрная пешка · a2 чёрная пешка · b2 белый конь · d2 белая пешка · f2 белая пешка · a1 белый ферзь · b1 белая ладья | a8 белый слон · b8 чёрный ферзь · d8 белый слон · f8 белый король · d7 белая пешка · e7 чёрная пешка · f7 белый конь · a6 белая пешка · e6 белая пешка · f6 чёрная пешка · a5 белая пешка · c5 чёрная пешка · f5 белая пешка · c4 белая пешка · d4 чёрный король · f4 чёрный слон · h4 белая ладья · b3 чёрная пешка · a2 чёрная пешка · b2 белый конь · d2 белая пешка · f2 белая пешка · a1 белый ферзь · b1 белая ладья | 7 |
| 6 | a8 белый слон · b8 чёрный ферзь · d8 белый слон · f8 белый король · d7 белая пешка · e7 чёрная пешка · f7 белый конь · a6 белая пешка · e6 белая пешка · f6 чёрная пешка · a5 белая пешка · c5 чёрная пешка · f5 белая пешка · c4 белая пешка · d4 чёрный король · f4 чёрный слон · h4 белая ладья · b3 чёрная пешка · a2 чёрная пешка · b2 белый конь · d2 белая пешка · f2 белая пешка · a1 белый ферзь · b1 белая ладья | a8 белый слон · b8 чёрный ферзь · d8 белый слон · f8 белый король · d7 белая пешка · e7 чёрная пешка · f7 белый конь · a6 белая пешка · e6 белая пешка · f6 чёрная пешка · a5 белая пешка · c5 чёрная пешка · f5 белая пешка · c4 белая пешка · d4 чёрный король · f4 чёрный слон · h4 белая ладья · b3 чёрная пешка · a2 чёрная пешка · b2 белый конь · d2 белая пешка · f2 белая пешка · a1 белый ферзь · b1 белая ладья | a8 белый слон · b8 чёрный ферзь · d8 белый слон · f8 белый король · d7 белая пешка · e7 чёрная пешка · f7 белый конь · a6 белая пешка · e6 белая пешка · f6 чёрная пешка · a5 белая пешка · c5 чёрная пешка · f5 белая пешка · c4 белая пешка · d4 чёрный король · f4 чёрный слон · h4 белая ладья · b3 чёрная пешка · a2 чёрная пешка · b2 белый конь · d2 белая пешка · f2 белая пешка · a1 белый ферзь · b1 белая ладья | a8 белый слон · b8 чёрный ферзь · d8 белый слон · f8 белый король · d7 белая пешка · e7 чёрная пешка · f7 белый конь · a6 белая пешка · e6 белая пешка · f6 чёрная пешка · a5 белая пешка · c5 чёрная пешка · f5 белая пешка · c4 белая пешка · d4 чёрный король · f4 чёрный слон · h4 белая ладья · b3 чёрная пешка · a2 чёрная пешка · b2 белый конь · d2 белая пешка · f2 белая пешка · a1 белый ферзь · b1 белая ладья | a8 белый слон · b8 чёрный ферзь · d8 белый слон · f8 белый король · d7 белая пешка · e7 чёрная пешка · f7 белый конь · a6 белая пешка · e6 белая пешка · f6 чёрная пешка · a5 белая пешка · c5 чёрная пешка · f5 белая пешка · c4 белая пешка · d4 чёрный король · f4 чёрный слон · h4 белая ладья · b3 чёрная пешка · a2 чёрная пешка · b2 белый конь · d2 белая пешка · f2 белая пешка · a1 белый ферзь · b1 белая ладья | a8 белый слон · b8 чёрный ферзь · d8 белый слон · f8 белый король · d7 белая пешка · e7 чёрная пешка · f7 белый конь · a6 белая пешка · e6 белая пешка · f6 чёрная пешка · a5 белая пешка · c5 чёрная пешка · f5 белая пешка · c4 белая пешка · d4 чёрный король · f4 чёрный слон · h4 белая ладья · b3 чёрная пешка · a2 чёрная пешка · b2 белый конь · d2 белая пешка · f2 белая пешка · a1 белый ферзь · b1 белая ладья | a8 белый слон · b8 чёрный ферзь · d8 белый слон · f8 белый король · d7 белая пешка · e7 чёрная пешка · f7 белый конь · a6 белая пешка · e6 белая пешка · f6 чёрная пешка · a5 белая пешка · c5 чёрная пешка · f5 белая пешка · c4 белая пешка · d4 чёрный король · f4 чёрный слон · h4 белая ладья · b3 чёрная пешка · a2 чёрная пешка · b2 белый конь · d2 белая пешка · f2 белая пешка · a1 белый ферзь · b1 белая ладья | a8 белый слон · b8 чёрный ферзь · d8 белый слон · f8 белый король · d7 белая пешка · e7 чёрная пешка · f7 белый конь · a6 белая пешка · e6 белая пешка · f6 чёрная пешка · a5 белая пешка · c5 чёрная пешка · f5 белая пешка · c4 белая пешка · d4 чёрный король · f4 чёрный слон · h4 белая ладья · b3 чёрная пешка · a2 чёрная пешка · b2 белый конь · d2 белая пешка · f2 белая пешка · a1 белый ферзь · b1 белая ладья | 6 |
| 5 | a8 белый слон · b8 чёрный ферзь · d8 белый слон · f8 белый король · d7 белая пешка · e7 чёрная пешка · f7 белый конь · a6 белая пешка · e6 белая пешка · f6 чёрная пешка · a5 белая пешка · c5 чёрная пешка · f5 белая пешка · c4 белая пешка · d4 чёрный король · f4 чёрный слон · h4 белая ладья · b3 чёрная пешка · a2 чёрная пешка · b2 белый конь · d2 белая пешка · f2 белая пешка · a1 белый ферзь · b1 белая ладья | a8 белый слон · b8 чёрный ферзь · d8 белый слон · f8 белый король · d7 белая пешка · e7 чёрная пешка · f7 белый конь · a6 белая пешка · e6 белая пешка · f6 чёрная пешка · a5 белая пешка · c5 чёрная пешка · f5 белая пешка · c4 белая пешка · d4 чёрный король · f4 чёрный слон · h4 белая ладья · b3 чёрная пешка · a2 чёрная пешка · b2 белый конь · d2 белая пешка · f2 белая пешка · a1 белый ферзь · b1 белая ладья | a8 белый слон · b8 чёрный ферзь · d8 белый слон · f8 белый король · d7 белая пешка · e7 чёрная пешка · f7 белый конь · a6 белая пешка · e6 белая пешка · f6 чёрная пешка · a5 белая пешка · c5 чёрная пешка · f5 белая пешка · c4 белая пешка · d4 чёрный король · f4 чёрный слон · h4 белая ладья · b3 чёрная пешка · a2 чёрная пешка · b2 белый конь · d2 белая пешка · f2 белая пешка · a1 белый ферзь · b1 белая ладья | a8 белый слон · b8 чёрный ферзь · d8 белый слон · f8 белый король · d7 белая пешка · e7 чёрная пешка · f7 белый конь · a6 белая пешка · e6 белая пешка · f6 чёрная пешка · a5 белая пешка · c5 чёрная пешка · f5 белая пешка · c4 белая пешка · d4 чёрный король · f4 чёрный слон · h4 белая ладья · b3 чёрная пешка · a2 чёрная пешка · b2 белый конь · d2 белая пешка · f2 белая пешка · a1 белый ферзь · b1 белая ладья | a8 белый слон · b8 чёрный ферзь · d8 белый слон · f8 белый король · d7 белая пешка · e7 чёрная пешка · f7 белый конь · a6 белая пешка · e6 белая пешка · f6 чёрная пешка · a5 белая пешка · c5 чёрная пешка · f5 белая пешка · c4 белая пешка · d4 чёрный король · f4 чёрный слон · h4 белая ладья · b3 чёрная пешка · a2 чёрная пешка · b2 белый конь · d2 белая пешка · f2 белая пешка · a1 белый ферзь · b1 белая ладья | a8 белый слон · b8 чёрный ферзь · d8 белый слон · f8 белый король · d7 белая пешка · e7 чёрная пешка · f7 белый конь · a6 белая пешка · e6 белая пешка · f6 чёрная пешка · a5 белая пешка · c5 чёрная пешка · f5 белая пешка · c4 белая пешка · d4 чёрный король · f4 чёрный слон · h4 белая ладья · b3 чёрная пешка · a2 чёрная пешка · b2 белый конь · d2 белая пешка · f2 белая пешка · a1 белый ферзь · b1 белая ладья | a8 белый слон · b8 чёрный ферзь · d8 белый слон · f8 белый король · d7 белая пешка · e7 чёрная пешка · f7 белый конь · a6 белая пешка · e6 белая пешка · f6 чёрная пешка · a5 белая пешка · c5 чёрная пешка · f5 белая пешка · c4 белая пешка · d4 чёрный король · f4 чёрный слон · h4 белая ладья · b3 чёрная пешка · a2 чёрная пешка · b2 белый конь · d2 белая пешка · f2 белая пешка · a1 белый ферзь · b1 белая ладья | a8 белый слон · b8 чёрный ферзь · d8 белый слон · f8 белый король · d7 белая пешка · e7 чёрная пешка · f7 белый конь · a6 белая пешка · e6 белая пешка · f6 чёрная пешка · a5 белая пешка · c5 чёрная пешка · f5 белая пешка · c4 белая пешка · d4 чёрный король · f4 чёрный слон · h4 белая ладья · b3 чёрная пешка · a2 чёрная пешка · b2 белый конь · d2 белая пешка · f2 белая пешка · a1 белый ферзь · b1 белая ладья | 5 |
| 4 | a8 белый слон · b8 чёрный ферзь · d8 белый слон · f8 белый король · d7 белая пешка · e7 чёрная пешка · f7 белый конь · a6 белая пешка · e6 белая пешка · f6 чёрная пешка · a5 белая пешка · c5 чёрная пешка · f5 белая пешка · c4 белая пешка · d4 чёрный король · f4 чёрный слон · h4 белая ладья · b3 чёрная пешка · a2 чёрная пешка · b2 белый конь · d2 белая пешка · f2 белая пешка · a1 белый ферзь · b1 белая ладья | a8 белый слон · b8 чёрный ферзь · d8 белый слон · f8 белый король · d7 белая пешка · e7 чёрная пешка · f7 белый конь · a6 белая пешка · e6 белая пешка · f6 чёрная пешка · a5 белая пешка · c5 чёрная пешка · f5 белая пешка · c4 белая пешка · d4 чёрный король · f4 чёрный слон · h4 белая ладья · b3 чёрная пешка · a2 чёрная пешка · b2 белый конь · d2 белая пешка · f2 белая пешка · a1 белый ферзь · b1 белая ладья | a8 белый слон · b8 чёрный ферзь · d8 белый слон · f8 белый король · d7 белая пешка · e7 чёрная пешка · f7 белый конь · a6 белая пешка · e6 белая пешка · f6 чёрная пешка · a5 белая пешка · c5 чёрная пешка · f5 белая пешка · c4 белая пешка · d4 чёрный король · f4 чёрный слон · h4 белая ладья · b3 чёрная пешка · a2 чёрная пешка · b2 белый конь · d2 белая пешка · f2 белая пешка · a1 белый ферзь · b1 белая ладья | a8 белый слон · b8 чёрный ферзь · d8 белый слон · f8 белый король · d7 белая пешка · e7 чёрная пешка · f7 белый конь · a6 белая пешка · e6 белая пешка · f6 чёрная пешка · a5 белая пешка · c5 чёрная пешка · f5 белая пешка · c4 белая пешка · d4 чёрный король · f4 чёрный слон · h4 белая ладья · b3 чёрная пешка · a2 чёрная пешка · b2 белый конь · d2 белая пешка · f2 белая пешка · a1 белый ферзь · b1 белая ладья | a8 белый слон · b8 чёрный ферзь · d8 белый слон · f8 белый король · d7 белая пешка · e7 чёрная пешка · f7 белый конь · a6 белая пешка · e6 белая пешка · f6 чёрная пешка · a5 белая пешка · c5 чёрная пешка · f5 белая пешка · c4 белая пешка · d4 чёрный король · f4 чёрный слон · h4 белая ладья · b3 чёрная пешка · a2 чёрная пешка · b2 белый конь · d2 белая пешка · f2 белая пешка · a1 белый ферзь · b1 белая ладья | a8 белый слон · b8 чёрный ферзь · d8 белый слон · f8 белый король · d7 белая пешка · e7 чёрная пешка · f7 белый конь · a6 белая пешка · e6 белая пешка · f6 чёрная пешка · a5 белая пешка · c5 чёрная пешка · f5 белая пешка · c4 белая пешка · d4 чёрный король · f4 чёрный слон · h4 белая ладья · b3 чёрная пешка · a2 чёрная пешка · b2 белый конь · d2 белая пешка · f2 белая пешка · a1 белый ферзь · b1 белая ладья | a8 белый слон · b8 чёрный ферзь · d8 белый слон · f8 белый король · d7 белая пешка · e7 чёрная пешка · f7 белый конь · a6 белая пешка · e6 белая пешка · f6 чёрная пешка · a5 белая пешка · c5 чёрная пешка · f5 белая пешка · c4 белая пешка · d4 чёрный король · f4 чёрный слон · h4 белая ладья · b3 чёрная пешка · a2 чёрная пешка · b2 белый конь · d2 белая пешка · f2 белая пешка · a1 белый ферзь · b1 белая ладья | a8 белый слон · b8 чёрный ферзь · d8 белый слон · f8 белый король · d7 белая пешка · e7 чёрная пешка · f7 белый конь · a6 белая пешка · e6 белая пешка · f6 чёрная пешка · a5 белая пешка · c5 чёрная пешка · f5 белая пешка · c4 белая пешка · d4 чёрный король · f4 чёрный слон · h4 белая ладья · b3 чёрная пешка · a2 чёрная пешка · b2 белый конь · d2 белая пешка · f2 белая пешка · a1 белый ферзь · b1 белая ладья | 4 |
| 3 | a8 белый слон · b8 чёрный ферзь · d8 белый слон · f8 белый король · d7 белая пешка · e7 чёрная пешка · f7 белый конь · a6 белая пешка · e6 белая пешка · f6 чёрная пешка · a5 белая пешка · c5 чёрная пешка · f5 белая пешка · c4 белая пешка · d4 чёрный король · f4 чёрный слон · h4 белая ладья · b3 чёрная пешка · a2 чёрная пешка · b2 белый конь · d2 белая пешка · f2 белая пешка · a1 белый ферзь · b1 белая ладья | a8 белый слон · b8 чёрный ферзь · d8 белый слон · f8 белый король · d7 белая пешка · e7 чёрная пешка · f7 белый конь · a6 белая пешка · e6 белая пешка · f6 чёрная пешка · a5 белая пешка · c5 чёрная пешка · f5 белая пешка · c4 белая пешка · d4 чёрный король · f4 чёрный слон · h4 белая ладья · b3 чёрная пешка · a2 чёрная пешка · b2 белый конь · d2 белая пешка · f2 белая пешка · a1 белый ферзь · b1 белая ладья | a8 белый слон · b8 чёрный ферзь · d8 белый слон · f8 белый король · d7 белая пешка · e7 чёрная пешка · f7 белый конь · a6 белая пешка · e6 белая пешка · f6 чёрная пешка · a5 белая пешка · c5 чёрная пешка · f5 белая пешка · c4 белая пешка · d4 чёрный король · f4 чёрный слон · h4 белая ладья · b3 чёрная пешка · a2 чёрная пешка · b2 белый конь · d2 белая пешка · f2 белая пешка · a1 белый ферзь · b1 белая ладья | a8 белый слон · b8 чёрный ферзь · d8 белый слон · f8 белый король · d7 белая пешка · e7 чёрная пешка · f7 белый конь · a6 белая пешка · e6 белая пешка · f6 чёрная пешка · a5 белая пешка · c5 чёрная пешка · f5 белая пешка · c4 белая пешка · d4 чёрный король · f4 чёрный слон · h4 белая ладья · b3 чёрная пешка · a2 чёрная пешка · b2 белый конь · d2 белая пешка · f2 белая пешка · a1 белый ферзь · b1 белая ладья | a8 белый слон · b8 чёрный ферзь · d8 белый слон · f8 белый король · d7 белая пешка · e7 чёрная пешка · f7 белый конь · a6 белая пешка · e6 белая пешка · f6 чёрная пешка · a5 белая пешка · c5 чёрная пешка · f5 белая пешка · c4 белая пешка · d4 чёрный король · f4 чёрный слон · h4 белая ладья · b3 чёрная пешка · a2 чёрная пешка · b2 белый конь · d2 белая пешка · f2 белая пешка · a1 белый ферзь · b1 белая ладья | a8 белый слон · b8 чёрный ферзь · d8 белый слон · f8 белый король · d7 белая пешка · e7 чёрная пешка · f7 белый конь · a6 белая пешка · e6 белая пешка · f6 чёрная пешка · a5 белая пешка · c5 чёрная пешка · f5 белая пешка · c4 белая пешка · d4 чёрный король · f4 чёрный слон · h4 белая ладья · b3 чёрная пешка · a2 чёрная пешка · b2 белый конь · d2 белая пешка · f2 белая пешка · a1 белый ферзь · b1 белая ладья | a8 белый слон · b8 чёрный ферзь · d8 белый слон · f8 белый король · d7 белая пешка · e7 чёрная пешка · f7 белый конь · a6 белая пешка · e6 белая пешка · f6 чёрная пешка · a5 белая пешка · c5 чёрная пешка · f5 белая пешка · c4 белая пешка · d4 чёрный король · f4 чёрный слон · h4 белая ладья · b3 чёрная пешка · a2 чёрная пешка · b2 белый конь · d2 белая пешка · f2 белая пешка · a1 белый ферзь · b1 белая ладья | a8 белый слон · b8 чёрный ферзь · d8 белый слон · f8 белый король · d7 белая пешка · e7 чёрная пешка · f7 белый конь · a6 белая пешка · e6 белая пешка · f6 чёрная пешка · a5 белая пешка · c5 чёрная пешка · f5 белая пешка · c4 белая пешка · d4 чёрный король · f4 чёрный слон · h4 белая ладья · b3 чёрная пешка · a2 чёрная пешка · b2 белый конь · d2 белая пешка · f2 белая пешка · a1 белый ферзь · b1 белая ладья | 3 |
| 2 | a8 белый слон · b8 чёрный ферзь · d8 белый слон · f8 белый король · d7 белая пешка · e7 чёрная пешка · f7 белый конь · a6 белая пешка · e6 белая пешка · f6 чёрная пешка · a5 белая пешка · c5 чёрная пешка · f5 белая пешка · c4 белая пешка · d4 чёрный король · f4 чёрный слон · h4 белая ладья · b3 чёрная пешка · a2 чёрная пешка · b2 белый конь · d2 белая пешка · f2 белая пешка · a1 белый ферзь · b1 белая ладья | a8 белый слон · b8 чёрный ферзь · d8 белый слон · f8 белый король · d7 белая пешка · e7 чёрная пешка · f7 белый конь · a6 белая пешка · e6 белая пешка · f6 чёрная пешка · a5 белая пешка · c5 чёрная пешка · f5 белая пешка · c4 белая пешка · d4 чёрный король · f4 чёрный слон · h4 белая ладья · b3 чёрная пешка · a2 чёрная пешка · b2 белый конь · d2 белая пешка · f2 белая пешка · a1 белый ферзь · b1 белая ладья | a8 белый слон · b8 чёрный ферзь · d8 белый слон · f8 белый король · d7 белая пешка · e7 чёрная пешка · f7 белый конь · a6 белая пешка · e6 белая пешка · f6 чёрная пешка · a5 белая пешка · c5 чёрная пешка · f5 белая пешка · c4 белая пешка · d4 чёрный король · f4 чёрный слон · h4 белая ладья · b3 чёрная пешка · a2 чёрная пешка · b2 белый конь · d2 белая пешка · f2 белая пешка · a1 белый ферзь · b1 белая ладья | a8 белый слон · b8 чёрный ферзь · d8 белый слон · f8 белый король · d7 белая пешка · e7 чёрная пешка · f7 белый конь · a6 белая пешка · e6 белая пешка · f6 чёрная пешка · a5 белая пешка · c5 чёрная пешка · f5 белая пешка · c4 белая пешка · d4 чёрный король · f4 чёрный слон · h4 белая ладья · b3 чёрная пешка · a2 чёрная пешка · b2 белый конь · d2 белая пешка · f2 белая пешка · a1 белый ферзь · b1 белая ладья | a8 белый слон · b8 чёрный ферзь · d8 белый слон · f8 белый король · d7 белая пешка · e7 чёрная пешка · f7 белый конь · a6 белая пешка · e6 белая пешка · f6 чёрная пешка · a5 белая пешка · c5 чёрная пешка · f5 белая пешка · c4 белая пешка · d4 чёрный король · f4 чёрный слон · h4 белая ладья · b3 чёрная пешка · a2 чёрная пешка · b2 белый конь · d2 белая пешка · f2 белая пешка · a1 белый ферзь · b1 белая ладья | a8 белый слон · b8 чёрный ферзь · d8 белый слон · f8 белый король · d7 белая пешка · e7 чёрная пешка · f7 белый конь · a6 белая пешка · e6 белая пешка · f6 чёрная пешка · a5 белая пешка · c5 чёрная пешка · f5 белая пешка · c4 белая пешка · d4 чёрный король · f4 чёрный слон · h4 белая ладья · b3 чёрная пешка · a2 чёрная пешка · b2 белый конь · d2 белая пешка · f2 белая пешка · a1 белый ферзь · b1 белая ладья | a8 белый слон · b8 чёрный ферзь · d8 белый слон · f8 белый король · d7 белая пешка · e7 чёрная пешка · f7 белый конь · a6 белая пешка · e6 белая пешка · f6 чёрная пешка · a5 белая пешка · c5 чёрная пешка · f5 белая пешка · c4 белая пешка · d4 чёрный король · f4 чёрный слон · h4 белая ладья · b3 чёрная пешка · a2 чёрная пешка · b2 белый конь · d2 белая пешка · f2 белая пешка · a1 белый ферзь · b1 белая ладья | a8 белый слон · b8 чёрный ферзь · d8 белый слон · f8 белый король · d7 белая пешка · e7 чёрная пешка · f7 белый конь · a6 белая пешка · e6 белая пешка · f6 чёрная пешка · a5 белая пешка · c5 чёрная пешка · f5 белая пешка · c4 белая пешка · d4 чёрный король · f4 чёрный слон · h4 белая ладья · b3 чёрная пешка · a2 чёрная пешка · b2 белый конь · d2 белая пешка · f2 белая пешка · a1 белый ферзь · b1 белая ладья | 2 |
| 1 | a8 белый слон · b8 чёрный ферзь · d8 белый слон · f8 белый король · d7 белая пешка · e7 чёрная пешка · f7 белый конь · a6 белая пешка · e6 белая пешка · f6 чёрная пешка · a5 белая пешка · c5 чёрная пешка · f5 белая пешка · c4 белая пешка · d4 чёрный король · f4 чёрный слон · h4 белая ладья · b3 чёрная пешка · a2 чёрная пешка · b2 белый конь · d2 белая пешка · f2 белая пешка · a1 белый ферзь · b1 белая ладья | a8 белый слон · b8 чёрный ферзь · d8 белый слон · f8 белый король · d7 белая пешка · e7 чёрная пешка · f7 белый конь · a6 белая пешка · e6 белая пешка · f6 чёрная пешка · a5 белая пешка · c5 чёрная пешка · f5 белая пешка · c4 белая пешка · d4 чёрный король · f4 чёрный слон · h4 белая ладья · b3 чёрная пешка · a2 чёрная пешка · b2 белый конь · d2 белая пешка · f2 белая пешка · a1 белый ферзь · b1 белая ладья | a8 белый слон · b8 чёрный ферзь · d8 белый слон · f8 белый король · d7 белая пешка · e7 чёрная пешка · f7 белый конь · a6 белая пешка · e6 белая пешка · f6 чёрная пешка · a5 белая пешка · c5 чёрная пешка · f5 белая пешка · c4 белая пешка · d4 чёрный король · f4 чёрный слон · h4 белая ладья · b3 чёрная пешка · a2 чёрная пешка · b2 белый конь · d2 белая пешка · f2 белая пешка · a1 белый ферзь · b1 белая ладья | a8 белый слон · b8 чёрный ферзь · d8 белый слон · f8 белый король · d7 белая пешка · e7 чёрная пешка · f7 белый конь · a6 белая пешка · e6 белая пешка · f6 чёрная пешка · a5 белая пешка · c5 чёрная пешка · f5 белая пешка · c4 белая пешка · d4 чёрный король · f4 чёрный слон · h4 белая ладья · b3 чёрная пешка · a2 чёрная пешка · b2 белый конь · d2 белая пешка · f2 белая пешка · a1 белый ферзь · b1 белая ладья | a8 белый слон · b8 чёрный ферзь · d8 белый слон · f8 белый король · d7 белая пешка · e7 чёрная пешка · f7 белый конь · a6 белая пешка · e6 белая пешка · f6 чёрная пешка · a5 белая пешка · c5 чёрная пешка · f5 белая пешка · c4 белая пешка · d4 чёрный король · f4 чёрный слон · h4 белая ладья · b3 чёрная пешка · a2 чёрная пешка · b2 белый конь · d2 белая пешка · f2 белая пешка · a1 белый ферзь · b1 белая ладья | a8 белый слон · b8 чёрный ферзь · d8 белый слон · f8 белый король · d7 белая пешка · e7 чёрная пешка · f7 белый конь · a6 белая пешка · e6 белая пешка · f6 чёрная пешка · a5 белая пешка · c5 чёрная пешка · f5 белая пешка · c4 белая пешка · d4 чёрный король · f4 чёрный слон · h4 белая ладья · b3 чёрная пешка · a2 чёрная пешка · b2 белый конь · d2 белая пешка · f2 белая пешка · a1 белый ферзь · b1 белая ладья | a8 белый слон · b8 чёрный ферзь · d8 белый слон · f8 белый король · d7 белая пешка · e7 чёрная пешка · f7 белый конь · a6 белая пешка · e6 белая пешка · f6 чёрная пешка · a5 белая пешка · c5 чёрная пешка · f5 белая пешка · c4 белая пешка · d4 чёрный король · f4 чёрный слон · h4 белая ладья · b3 чёрная пешка · a2 чёрная пешка · b2 белый конь · d2 белая пешка · f2 белая пешка · a1 белый ферзь · b1 белая ладья | a8 белый слон · b8 чёрный ферзь · d8 белый слон · f8 белый король · d7 белая пешка · e7 чёрная пешка · f7 белый конь · a6 белая пешка · e6 белая пешка · f6 чёрная пешка · a5 белая пешка · c5 чёрная пешка · f5 белая пешка · c4 белая пешка · d4 чёрный король · f4 чёрный слон · h4 белая ладья · b3 чёрная пешка · a2 чёрная пешка · b2 белый конь · d2 белая пешка · f2 белая пешка · a1 белый ферзь · b1 белая ладья | 1 |
|   | a | b | c | d | e | f | g | h |   |

|   | a | b | c | d | e | f | g | h |   |
| - | --- | --- | --- | --- | --- | --- | --- | --- | - |
| 8 | a8 чёрный король · d8 белый конь · f8 чёрный конь · a7 белая пешка · h7 чёрная пешка · b6 белый слон · e5 белая пешка · h5 чёрная ладья · a4 чёрная пешка · c4 чёрная пешка · d4 белая пешка · e4 белый король · f4 белая пешка · a3 чёрный ферзь · b3 чёрная пешка · d3 чёрная пешка · e3 белая пешка · a2 чёрная ладья · b2 белая пешка · c2 чёрная пешка · e2 белый конь · h2 чёрная пешка · e1 чёрный слон · h1 белый слон | a8 чёрный король · d8 белый конь · f8 чёрный конь · a7 белая пешка · h7 чёрная пешка · b6 белый слон · e5 белая пешка · h5 чёрная ладья · a4 чёрная пешка · c4 чёрная пешка · d4 белая пешка · e4 белый король · f4 белая пешка · a3 чёрный ферзь · b3 чёрная пешка · d3 чёрная пешка · e3 белая пешка · a2 чёрная ладья · b2 белая пешка · c2 чёрная пешка · e2 белый конь · h2 чёрная пешка · e1 чёрный слон · h1 белый слон | a8 чёрный король · d8 белый конь · f8 чёрный конь · a7 белая пешка · h7 чёрная пешка · b6 белый слон · e5 белая пешка · h5 чёрная ладья · a4 чёрная пешка · c4 чёрная пешка · d4 белая пешка · e4 белый король · f4 белая пешка · a3 чёрный ферзь · b3 чёрная пешка · d3 чёрная пешка · e3 белая пешка · a2 чёрная ладья · b2 белая пешка · c2 чёрная пешка · e2 белый конь · h2 чёрная пешка · e1 чёрный слон · h1 белый слон | a8 чёрный король · d8 белый конь · f8 чёрный конь · a7 белая пешка · h7 чёрная пешка · b6 белый слон · e5 белая пешка · h5 чёрная ладья · a4 чёрная пешка · c4 чёрная пешка · d4 белая пешка · e4 белый король · f4 белая пешка · a3 чёрный ферзь · b3 чёрная пешка · d3 чёрная пешка · e3 белая пешка · a2 чёрная ладья · b2 белая пешка · c2 чёрная пешка · e2 белый конь · h2 чёрная пешка · e1 чёрный слон · h1 белый слон | a8 чёрный король · d8 белый конь · f8 чёрный конь · a7 белая пешка · h7 чёрная пешка · b6 белый слон · e5 белая пешка · h5 чёрная ладья · a4 чёрная пешка · c4 чёрная пешка · d4 белая пешка · e4 белый король · f4 белая пешка · a3 чёрный ферзь · b3 чёрная пешка · d3 чёрная пешка · e3 белая пешка · a2 чёрная ладья · b2 белая пешка · c2 чёрная пешка · e2 белый конь · h2 чёрная пешка · e1 чёрный слон · h1 белый слон | a8 чёрный король · d8 белый конь · f8 чёрный конь · a7 белая пешка · h7 чёрная пешка · b6 белый слон · e5 белая пешка · h5 чёрная ладья · a4 чёрная пешка · c4 чёрная пешка · d4 белая пешка · e4 белый король · f4 белая пешка · a3 чёрный ферзь · b3 чёрная пешка · d3 чёрная пешка · e3 белая пешка · a2 чёрная ладья · b2 белая пешка · c2 чёрная пешка · e2 белый конь · h2 чёрная пешка · e1 чёрный слон · h1 белый слон | a8 чёрный король · d8 белый конь · f8 чёрный конь · a7 белая пешка · h7 чёрная пешка · b6 белый слон · e5 белая пешка · h5 чёрная ладья · a4 чёрная пешка · c4 чёрная пешка · d4 белая пешка · e4 белый король · f4 белая пешка · a3 чёрный ферзь · b3 чёрная пешка · d3 чёрная пешка · e3 белая пешка · a2 чёрная ладья · b2 белая пешка · c2 чёрная пешка · e2 белый конь · h2 чёрная пешка · e1 чёрный слон · h1 белый слон | a8 чёрный король · d8 белый конь · f8 чёрный конь · a7 белая пешка · h7 чёрная пешка · b6 белый слон · e5 белая пешка · h5 чёрная ладья · a4 чёрная пешка · c4 чёрная пешка · d4 белая пешка · e4 белый король · f4 белая пешка · a3 чёрный ферзь · b3 чёрная пешка · d3 чёрная пешка · e3 белая пешка · a2 чёрная ладья · b2 белая пешка · c2 чёрная пешка · e2 белый конь · h2 чёрная пешка · e1 чёрный слон · h1 белый слон | 8 |
| 7 | a8 чёрный король · d8 белый конь · f8 чёрный конь · a7 белая пешка · h7 чёрная пешка · b6 белый слон · e5 белая пешка · h5 чёрная ладья · a4 чёрная пешка · c4 чёрная пешка · d4 белая пешка · e4 белый король · f4 белая пешка · a3 чёрный ферзь · b3 чёрная пешка · d3 чёрная пешка · e3 белая пешка · a2 чёрная ладья · b2 белая пешка · c2 чёрная пешка · e2 белый конь · h2 чёрная пешка · e1 чёрный слон · h1 белый слон | a8 чёрный король · d8 белый конь · f8 чёрный конь · a7 белая пешка · h7 чёрная пешка · b6 белый слон · e5 белая пешка · h5 чёрная ладья · a4 чёрная пешка · c4 чёрная пешка · d4 белая пешка · e4 белый король · f4 белая пешка · a3 чёрный ферзь · b3 чёрная пешка · d3 чёрная пешка · e3 белая пешка · a2 чёрная ладья · b2 белая пешка · c2 чёрная пешка · e2 белый конь · h2 чёрная пешка · e1 чёрный слон · h1 белый слон | a8 чёрный король · d8 белый конь · f8 чёрный конь · a7 белая пешка · h7 чёрная пешка · b6 белый слон · e5 белая пешка · h5 чёрная ладья · a4 чёрная пешка · c4 чёрная пешка · d4 белая пешка · e4 белый король · f4 белая пешка · a3 чёрный ферзь · b3 чёрная пешка · d3 чёрная пешка · e3 белая пешка · a2 чёрная ладья · b2 белая пешка · c2 чёрная пешка · e2 белый конь · h2 чёрная пешка · e1 чёрный слон · h1 белый слон | a8 чёрный король · d8 белый конь · f8 чёрный конь · a7 белая пешка · h7 чёрная пешка · b6 белый слон · e5 белая пешка · h5 чёрная ладья · a4 чёрная пешка · c4 чёрная пешка · d4 белая пешка · e4 белый король · f4 белая пешка · a3 чёрный ферзь · b3 чёрная пешка · d3 чёрная пешка · e3 белая пешка · a2 чёрная ладья · b2 белая пешка · c2 чёрная пешка · e2 белый конь · h2 чёрная пешка · e1 чёрный слон · h1 белый слон | a8 чёрный король · d8 белый конь · f8 чёрный конь · a7 белая пешка · h7 чёрная пешка · b6 белый слон · e5 белая пешка · h5 чёрная ладья · a4 чёрная пешка · c4 чёрная пешка · d4 белая пешка · e4 белый король · f4 белая пешка · a3 чёрный ферзь · b3 чёрная пешка · d3 чёрная пешка · e3 белая пешка · a2 чёрная ладья · b2 белая пешка · c2 чёрная пешка · e2 белый конь · h2 чёрная пешка · e1 чёрный слон · h1 белый слон | a8 чёрный король · d8 белый конь · f8 чёрный конь · a7 белая пешка · h7 чёрная пешка · b6 белый слон · e5 белая пешка · h5 чёрная ладья · a4 чёрная пешка · c4 чёрная пешка · d4 белая пешка · e4 белый король · f4 белая пешка · a3 чёрный ферзь · b3 чёрная пешка · d3 чёрная пешка · e3 белая пешка · a2 чёрная ладья · b2 белая пешка · c2 чёрная пешка · e2 белый конь · h2 чёрная пешка · e1 чёрный слон · h1 белый слон | a8 чёрный король · d8 белый конь · f8 чёрный конь · a7 белая пешка · h7 чёрная пешка · b6 белый слон · e5 белая пешка · h5 чёрная ладья · a4 чёрная пешка · c4 чёрная пешка · d4 белая пешка · e4 белый король · f4 белая пешка · a3 чёрный ферзь · b3 чёрная пешка · d3 чёрная пешка · e3 белая пешка · a2 чёрная ладья · b2 белая пешка · c2 чёрная пешка · e2 белый конь · h2 чёрная пешка · e1 чёрный слон · h1 белый слон | a8 чёрный король · d8 белый конь · f8 чёрный конь · a7 белая пешка · h7 чёрная пешка · b6 белый слон · e5 белая пешка · h5 чёрная ладья · a4 чёрная пешка · c4 чёрная пешка · d4 белая пешка · e4 белый король · f4 белая пешка · a3 чёрный ферзь · b3 чёрная пешка · d3 чёрная пешка · e3 белая пешка · a2 чёрная ладья · b2 белая пешка · c2 чёрная пешка · e2 белый конь · h2 чёрная пешка · e1 чёрный слон · h1 белый слон | 7 |
| 6 | a8 чёрный король · d8 белый конь · f8 чёрный конь · a7 белая пешка · h7 чёрная пешка · b6 белый слон · e5 белая пешка · h5 чёрная ладья · a4 чёрная пешка · c4 чёрная пешка · d4 белая пешка · e4 белый король · f4 белая пешка · a3 чёрный ферзь · b3 чёрная пешка · d3 чёрная пешка · e3 белая пешка · a2 чёрная ладья · b2 белая пешка · c2 чёрная пешка · e2 белый конь · h2 чёрная пешка · e1 чёрный слон · h1 белый слон | a8 чёрный король · d8 белый конь · f8 чёрный конь · a7 белая пешка · h7 чёрная пешка · b6 белый слон · e5 белая пешка · h5 чёрная ладья · a4 чёрная пешка · c4 чёрная пешка · d4 белая пешка · e4 белый король · f4 белая пешка · a3 чёрный ферзь · b3 чёрная пешка · d3 чёрная пешка · e3 белая пешка · a2 чёрная ладья · b2 белая пешка · c2 чёрная пешка · e2 белый конь · h2 чёрная пешка · e1 чёрный слон · h1 белый слон | a8 чёрный король · d8 белый конь · f8 чёрный конь · a7 белая пешка · h7 чёрная пешка · b6 белый слон · e5 белая пешка · h5 чёрная ладья · a4 чёрная пешка · c4 чёрная пешка · d4 белая пешка · e4 белый король · f4 белая пешка · a3 чёрный ферзь · b3 чёрная пешка · d3 чёрная пешка · e3 белая пешка · a2 чёрная ладья · b2 белая пешка · c2 чёрная пешка · e2 белый конь · h2 чёрная пешка · e1 чёрный слон · h1 белый слон | a8 чёрный король · d8 белый конь · f8 чёрный конь · a7 белая пешка · h7 чёрная пешка · b6 белый слон · e5 белая пешка · h5 чёрная ладья · a4 чёрная пешка · c4 чёрная пешка · d4 белая пешка · e4 белый король · f4 белая пешка · a3 чёрный ферзь · b3 чёрная пешка · d3 чёрная пешка · e3 белая пешка · a2 чёрная ладья · b2 белая пешка · c2 чёрная пешка · e2 белый конь · h2 чёрная пешка · e1 чёрный слон · h1 белый слон | a8 чёрный король · d8 белый конь · f8 чёрный конь · a7 белая пешка · h7 чёрная пешка · b6 белый слон · e5 белая пешка · h5 чёрная ладья · a4 чёрная пешка · c4 чёрная пешка · d4 белая пешка · e4 белый король · f4 белая пешка · a3 чёрный ферзь · b3 чёрная пешка · d3 чёрная пешка · e3 белая пешка · a2 чёрная ладья · b2 белая пешка · c2 чёрная пешка · e2 белый конь · h2 чёрная пешка · e1 чёрный слон · h1 белый слон | a8 чёрный король · d8 белый конь · f8 чёрный конь · a7 белая пешка · h7 чёрная пешка · b6 белый слон · e5 белая пешка · h5 чёрная ладья · a4 чёрная пешка · c4 чёрная пешка · d4 белая пешка · e4 белый король · f4 белая пешка · a3 чёрный ферзь · b3 чёрная пешка · d3 чёрная пешка · e3 белая пешка · a2 чёрная ладья · b2 белая пешка · c2 чёрная пешка · e2 белый конь · h2 чёрная пешка · e1 чёрный слон · h1 белый слон | a8 чёрный король · d8 белый конь · f8 чёрный конь · a7 белая пешка · h7 чёрная пешка · b6 белый слон · e5 белая пешка · h5 чёрная ладья · a4 чёрная пешка · c4 чёрная пешка · d4 белая пешка · e4 белый король · f4 белая пешка · a3 чёрный ферзь · b3 чёрная пешка · d3 чёрная пешка · e3 белая пешка · a2 чёрная ладья · b2 белая пешка · c2 чёрная пешка · e2 белый конь · h2 чёрная пешка · e1 чёрный слон · h1 белый слон | a8 чёрный король · d8 белый конь · f8 чёрный конь · a7 белая пешка · h7 чёрная пешка · b6 белый слон · e5 белая пешка · h5 чёрная ладья · a4 чёрная пешка · c4 чёрная пешка · d4 белая пешка · e4 белый король · f4 белая пешка · a3 чёрный ферзь · b3 чёрная пешка · d3 чёрная пешка · e3 белая пешка · a2 чёрная ладья · b2 белая пешка · c2 чёрная пешка · e2 белый конь · h2 чёрная пешка · e1 чёрный слон · h1 белый слон | 6 |
| 5 | a8 чёрный король · d8 белый конь · f8 чёрный конь · a7 белая пешка · h7 чёрная пешка · b6 белый слон · e5 белая пешка · h5 чёрная ладья · a4 чёрная пешка · c4 чёрная пешка · d4 белая пешка · e4 белый король · f4 белая пешка · a3 чёрный ферзь · b3 чёрная пешка · d3 чёрная пешка · e3 белая пешка · a2 чёрная ладья · b2 белая пешка · c2 чёрная пешка · e2 белый конь · h2 чёрная пешка · e1 чёрный слон · h1 белый слон | a8 чёрный король · d8 белый конь · f8 чёрный конь · a7 белая пешка · h7 чёрная пешка · b6 белый слон · e5 белая пешка · h5 чёрная ладья · a4 чёрная пешка · c4 чёрная пешка · d4 белая пешка · e4 белый король · f4 белая пешка · a3 чёрный ферзь · b3 чёрная пешка · d3 чёрная пешка · e3 белая пешка · a2 чёрная ладья · b2 белая пешка · c2 чёрная пешка · e2 белый конь · h2 чёрная пешка · e1 чёрный слон · h1 белый слон | a8 чёрный король · d8 белый конь · f8 чёрный конь · a7 белая пешка · h7 чёрная пешка · b6 белый слон · e5 белая пешка · h5 чёрная ладья · a4 чёрная пешка · c4 чёрная пешка · d4 белая пешка · e4 белый король · f4 белая пешка · a3 чёрный ферзь · b3 чёрная пешка · d3 чёрная пешка · e3 белая пешка · a2 чёрная ладья · b2 белая пешка · c2 чёрная пешка · e2 белый конь · h2 чёрная пешка · e1 чёрный слон · h1 белый слон | a8 чёрный король · d8 белый конь · f8 чёрный конь · a7 белая пешка · h7 чёрная пешка · b6 белый слон · e5 белая пешка · h5 чёрная ладья · a4 чёрная пешка · c4 чёрная пешка · d4 белая пешка · e4 белый король · f4 белая пешка · a3 чёрный ферзь · b3 чёрная пешка · d3 чёрная пешка · e3 белая пешка · a2 чёрная ладья · b2 белая пешка · c2 чёрная пешка · e2 белый конь · h2 чёрная пешка · e1 чёрный слон · h1 белый слон | a8 чёрный король · d8 белый конь · f8 чёрный конь · a7 белая пешка · h7 чёрная пешка · b6 белый слон · e5 белая пешка · h5 чёрная ладья · a4 чёрная пешка · c4 чёрная пешка · d4 белая пешка · e4 белый король · f4 белая пешка · a3 чёрный ферзь · b3 чёрная пешка · d3 чёрная пешка · e3 белая пешка · a2 чёрная ладья · b2 белая пешка · c2 чёрная пешка · e2 белый конь · h2 чёрная пешка · e1 чёрный слон · h1 белый слон | a8 чёрный король · d8 белый конь · f8 чёрный конь · a7 белая пешка · h7 чёрная пешка · b6 белый слон · e5 белая пешка · h5 чёрная ладья · a4 чёрная пешка · c4 чёрная пешка · d4 белая пешка · e4 белый король · f4 белая пешка · a3 чёрный ферзь · b3 чёрная пешка · d3 чёрная пешка · e3 белая пешка · a2 чёрная ладья · b2 белая пешка · c2 чёрная пешка · e2 белый конь · h2 чёрная пешка · e1 чёрный слон · h1 белый слон | a8 чёрный король · d8 белый конь · f8 чёрный конь · a7 белая пешка · h7 чёрная пешка · b6 белый слон · e5 белая пешка · h5 чёрная ладья · a4 чёрная пешка · c4 чёрная пешка · d4 белая пешка · e4 белый король · f4 белая пешка · a3 чёрный ферзь · b3 чёрная пешка · d3 чёрная пешка · e3 белая пешка · a2 чёрная ладья · b2 белая пешка · c2 чёрная пешка · e2 белый конь · h2 чёрная пешка · e1 чёрный слон · h1 белый слон | a8 чёрный король · d8 белый конь · f8 чёрный конь · a7 белая пешка · h7 чёрная пешка · b6 белый слон · e5 белая пешка · h5 чёрная ладья · a4 чёрная пешка · c4 чёрная пешка · d4 белая пешка · e4 белый король · f4 белая пешка · a3 чёрный ферзь · b3 чёрная пешка · d3 чёрная пешка · e3 белая пешка · a2 чёрная ладья · b2 белая пешка · c2 чёрная пешка · e2 белый конь · h2 чёрная пешка · e1 чёрный слон · h1 белый слон | 5 |
| 4 | a8 чёрный король · d8 белый конь · f8 чёрный конь · a7 белая пешка · h7 чёрная пешка · b6 белый слон · e5 белая пешка · h5 чёрная ладья · a4 чёрная пешка · c4 чёрная пешка · d4 белая пешка · e4 белый король · f4 белая пешка · a3 чёрный ферзь · b3 чёрная пешка · d3 чёрная пешка · e3 белая пешка · a2 чёрная ладья · b2 белая пешка · c2 чёрная пешка · e2 белый конь · h2 чёрная пешка · e1 чёрный слон · h1 белый слон | a8 чёрный король · d8 белый конь · f8 чёрный конь · a7 белая пешка · h7 чёрная пешка · b6 белый слон · e5 белая пешка · h5 чёрная ладья · a4 чёрная пешка · c4 чёрная пешка · d4 белая пешка · e4 белый король · f4 белая пешка · a3 чёрный ферзь · b3 чёрная пешка · d3 чёрная пешка · e3 белая пешка · a2 чёрная ладья · b2 белая пешка · c2 чёрная пешка · e2 белый конь · h2 чёрная пешка · e1 чёрный слон · h1 белый слон | a8 чёрный король · d8 белый конь · f8 чёрный конь · a7 белая пешка · h7 чёрная пешка · b6 белый слон · e5 белая пешка · h5 чёрная ладья · a4 чёрная пешка · c4 чёрная пешка · d4 белая пешка · e4 белый король · f4 белая пешка · a3 чёрный ферзь · b3 чёрная пешка · d3 чёрная пешка · e3 белая пешка · a2 чёрная ладья · b2 белая пешка · c2 чёрная пешка · e2 белый конь · h2 чёрная пешка · e1 чёрный слон · h1 белый слон | a8 чёрный король · d8 белый конь · f8 чёрный конь · a7 белая пешка · h7 чёрная пешка · b6 белый слон · e5 белая пешка · h5 чёрная ладья · a4 чёрная пешка · c4 чёрная пешка · d4 белая пешка · e4 белый король · f4 белая пешка · a3 чёрный ферзь · b3 чёрная пешка · d3 чёрная пешка · e3 белая пешка · a2 чёрная ладья · b2 белая пешка · c2 чёрная пешка · e2 белый конь · h2 чёрная пешка · e1 чёрный слон · h1 белый слон | a8 чёрный король · d8 белый конь · f8 чёрный конь · a7 белая пешка · h7 чёрная пешка · b6 белый слон · e5 белая пешка · h5 чёрная ладья · a4 чёрная пешка · c4 чёрная пешка · d4 белая пешка · e4 белый король · f4 белая пешка · a3 чёрный ферзь · b3 чёрная пешка · d3 чёрная пешка · e3 белая пешка · a2 чёрная ладья · b2 белая пешка · c2 чёрная пешка · e2 белый конь · h2 чёрная пешка · e1 чёрный слон · h1 белый слон | a8 чёрный король · d8 белый конь · f8 чёрный конь · a7 белая пешка · h7 чёрная пешка · b6 белый слон · e5 белая пешка · h5 чёрная ладья · a4 чёрная пешка · c4 чёрная пешка · d4 белая пешка · e4 белый король · f4 белая пешка · a3 чёрный ферзь · b3 чёрная пешка · d3 чёрная пешка · e3 белая пешка · a2 чёрная ладья · b2 белая пешка · c2 чёрная пешка · e2 белый конь · h2 чёрная пешка · e1 чёрный слон · h1 белый слон | a8 чёрный король · d8 белый конь · f8 чёрный конь · a7 белая пешка · h7 чёрная пешка · b6 белый слон · e5 белая пешка · h5 чёрная ладья · a4 чёрная пешка · c4 чёрная пешка · d4 белая пешка · e4 белый король · f4 белая пешка · a3 чёрный ферзь · b3 чёрная пешка · d3 чёрная пешка · e3 белая пешка · a2 чёрная ладья · b2 белая пешка · c2 чёрная пешка · e2 белый конь · h2 чёрная пешка · e1 чёрный слон · h1 белый слон | a8 чёрный король · d8 белый конь · f8 чёрный конь · a7 белая пешка · h7 чёрная пешка · b6 белый слон · e5 белая пешка · h5 чёрная ладья · a4 чёрная пешка · c4 чёрная пешка · d4 белая пешка · e4 белый король · f4 белая пешка · a3 чёрный ферзь · b3 чёрная пешка · d3 чёрная пешка · e3 белая пешка · a2 чёрная ладья · b2 белая пешка · c2 чёрная пешка · e2 белый конь · h2 чёрная пешка · e1 чёрный слон · h1 белый слон | 4 |
| 3 | a8 чёрный король · d8 белый конь · f8 чёрный конь · a7 белая пешка · h7 чёрная пешка · b6 белый слон · e5 белая пешка · h5 чёрная ладья · a4 чёрная пешка · c4 чёрная пешка · d4 белая пешка · e4 белый король · f4 белая пешка · a3 чёрный ферзь · b3 чёрная пешка · d3 чёрная пешка · e3 белая пешка · a2 чёрная ладья · b2 белая пешка · c2 чёрная пешка · e2 белый конь · h2 чёрная пешка · e1 чёрный слон · h1 белый слон | a8 чёрный король · d8 белый конь · f8 чёрный конь · a7 белая пешка · h7 чёрная пешка · b6 белый слон · e5 белая пешка · h5 чёрная ладья · a4 чёрная пешка · c4 чёрная пешка · d4 белая пешка · e4 белый король · f4 белая пешка · a3 чёрный ферзь · b3 чёрная пешка · d3 чёрная пешка · e3 белая пешка · a2 чёрная ладья · b2 белая пешка · c2 чёрная пешка · e2 белый конь · h2 чёрная пешка · e1 чёрный слон · h1 белый слон | a8 чёрный король · d8 белый конь · f8 чёрный конь · a7 белая пешка · h7 чёрная пешка · b6 белый слон · e5 белая пешка · h5 чёрная ладья · a4 чёрная пешка · c4 чёрная пешка · d4 белая пешка · e4 белый король · f4 белая пешка · a3 чёрный ферзь · b3 чёрная пешка · d3 чёрная пешка · e3 белая пешка · a2 чёрная ладья · b2 белая пешка · c2 чёрная пешка · e2 белый конь · h2 чёрная пешка · e1 чёрный слон · h1 белый слон | a8 чёрный король · d8 белый конь · f8 чёрный конь · a7 белая пешка · h7 чёрная пешка · b6 белый слон · e5 белая пешка · h5 чёрная ладья · a4 чёрная пешка · c4 чёрная пешка · d4 белая пешка · e4 белый король · f4 белая пешка · a3 чёрный ферзь · b3 чёрная пешка · d3 чёрная пешка · e3 белая пешка · a2 чёрная ладья · b2 белая пешка · c2 чёрная пешка · e2 белый конь · h2 чёрная пешка · e1 чёрный слон · h1 белый слон | a8 чёрный король · d8 белый конь · f8 чёрный конь · a7 белая пешка · h7 чёрная пешка · b6 белый слон · e5 белая пешка · h5 чёрная ладья · a4 чёрная пешка · c4 чёрная пешка · d4 белая пешка · e4 белый король · f4 белая пешка · a3 чёрный ферзь · b3 чёрная пешка · d3 чёрная пешка · e3 белая пешка · a2 чёрная ладья · b2 белая пешка · c2 чёрная пешка · e2 белый конь · h2 чёрная пешка · e1 чёрный слон · h1 белый слон | a8 чёрный король · d8 белый конь · f8 чёрный конь · a7 белая пешка · h7 чёрная пешка · b6 белый слон · e5 белая пешка · h5 чёрная ладья · a4 чёрная пешка · c4 чёрная пешка · d4 белая пешка · e4 белый король · f4 белая пешка · a3 чёрный ферзь · b3 чёрная пешка · d3 чёрная пешка · e3 белая пешка · a2 чёрная ладья · b2 белая пешка · c2 чёрная пешка · e2 белый конь · h2 чёрная пешка · e1 чёрный слон · h1 белый слон | a8 чёрный король · d8 белый конь · f8 чёрный конь · a7 белая пешка · h7 чёрная пешка · b6 белый слон · e5 белая пешка · h5 чёрная ладья · a4 чёрная пешка · c4 чёрная пешка · d4 белая пешка · e4 белый король · f4 белая пешка · a3 чёрный ферзь · b3 чёрная пешка · d3 чёрная пешка · e3 белая пешка · a2 чёрная ладья · b2 белая пешка · c2 чёрная пешка · e2 белый конь · h2 чёрная пешка · e1 чёрный слон · h1 белый слон | a8 чёрный король · d8 белый конь · f8 чёрный конь · a7 белая пешка · h7 чёрная пешка · b6 белый слон · e5 белая пешка · h5 чёрная ладья · a4 чёрная пешка · c4 чёрная пешка · d4 белая пешка · e4 белый король · f4 белая пешка · a3 чёрный ферзь · b3 чёрная пешка · d3 чёрная пешка · e3 белая пешка · a2 чёрная ладья · b2 белая пешка · c2 чёрная пешка · e2 белый конь · h2 чёрная пешка · e1 чёрный слон · h1 белый слон | 3 |
| 2 | a8 чёрный король · d8 белый конь · f8 чёрный конь · a7 белая пешка · h7 чёрная пешка · b6 белый слон · e5 белая пешка · h5 чёрная ладья · a4 чёрная пешка · c4 чёрная пешка · d4 белая пешка · e4 белый король · f4 белая пешка · a3 чёрный ферзь · b3 чёрная пешка · d3 чёрная пешка · e3 белая пешка · a2 чёрная ладья · b2 белая пешка · c2 чёрная пешка · e2 белый конь · h2 чёрная пешка · e1 чёрный слон · h1 белый слон | a8 чёрный король · d8 белый конь · f8 чёрный конь · a7 белая пешка · h7 чёрная пешка · b6 белый слон · e5 белая пешка · h5 чёрная ладья · a4 чёрная пешка · c4 чёрная пешка · d4 белая пешка · e4 белый король · f4 белая пешка · a3 чёрный ферзь · b3 чёрная пешка · d3 чёрная пешка · e3 белая пешка · a2 чёрная ладья · b2 белая пешка · c2 чёрная пешка · e2 белый конь · h2 чёрная пешка · e1 чёрный слон · h1 белый слон | a8 чёрный король · d8 белый конь · f8 чёрный конь · a7 белая пешка · h7 чёрная пешка · b6 белый слон · e5 белая пешка · h5 чёрная ладья · a4 чёрная пешка · c4 чёрная пешка · d4 белая пешка · e4 белый король · f4 белая пешка · a3 чёрный ферзь · b3 чёрная пешка · d3 чёрная пешка · e3 белая пешка · a2 чёрная ладья · b2 белая пешка · c2 чёрная пешка · e2 белый конь · h2 чёрная пешка · e1 чёрный слон · h1 белый слон | a8 чёрный король · d8 белый конь · f8 чёрный конь · a7 белая пешка · h7 чёрная пешка · b6 белый слон · e5 белая пешка · h5 чёрная ладья · a4 чёрная пешка · c4 чёрная пешка · d4 белая пешка · e4 белый король · f4 белая пешка · a3 чёрный ферзь · b3 чёрная пешка · d3 чёрная пешка · e3 белая пешка · a2 чёрная ладья · b2 белая пешка · c2 чёрная пешка · e2 белый конь · h2 чёрная пешка · e1 чёрный слон · h1 белый слон | a8 чёрный король · d8 белый конь · f8 чёрный конь · a7 белая пешка · h7 чёрная пешка · b6 белый слон · e5 белая пешка · h5 чёрная ладья · a4 чёрная пешка · c4 чёрная пешка · d4 белая пешка · e4 белый король · f4 белая пешка · a3 чёрный ферзь · b3 чёрная пешка · d3 чёрная пешка · e3 белая пешка · a2 чёрная ладья · b2 белая пешка · c2 чёрная пешка · e2 белый конь · h2 чёрная пешка · e1 чёрный слон · h1 белый слон | a8 чёрный король · d8 белый конь · f8 чёрный конь · a7 белая пешка · h7 чёрная пешка · b6 белый слон · e5 белая пешка · h5 чёрная ладья · a4 чёрная пешка · c4 чёрная пешка · d4 белая пешка · e4 белый король · f4 белая пешка · a3 чёрный ферзь · b3 чёрная пешка · d3 чёрная пешка · e3 белая пешка · a2 чёрная ладья · b2 белая пешка · c2 чёрная пешка · e2 белый конь · h2 чёрная пешка · e1 чёрный слон · h1 белый слон | a8 чёрный король · d8 белый конь · f8 чёрный конь · a7 белая пешка · h7 чёрная пешка · b6 белый слон · e5 белая пешка · h5 чёрная ладья · a4 чёрная пешка · c4 чёрная пешка · d4 белая пешка · e4 белый король · f4 белая пешка · a3 чёрный ферзь · b3 чёрная пешка · d3 чёрная пешка · e3 белая пешка · a2 чёрная ладья · b2 белая пешка · c2 чёрная пешка · e2 белый конь · h2 чёрная пешка · e1 чёрный слон · h1 белый слон | a8 чёрный король · d8 белый конь · f8 чёрный конь · a7 белая пешка · h7 чёрная пешка · b6 белый слон · e5 белая пешка · h5 чёрная ладья · a4 чёрная пешка · c4 чёрная пешка · d4 белая пешка · e4 белый король · f4 белая пешка · a3 чёрный ферзь · b3 чёрная пешка · d3 чёрная пешка · e3 белая пешка · a2 чёрная ладья · b2 белая пешка · c2 чёрная пешка · e2 белый конь · h2 чёрная пешка · e1 чёрный слон · h1 белый слон | 2 |
| 1 | a8 чёрный король · d8 белый конь · f8 чёрный конь · a7 белая пешка · h7 чёрная пешка · b6 белый слон · e5 белая пешка · h5 чёрная ладья · a4 чёрная пешка · c4 чёрная пешка · d4 белая пешка · e4 белый король · f4 белая пешка · a3 чёрный ферзь · b3 чёрная пешка · d3 чёрная пешка · e3 белая пешка · a2 чёрная ладья · b2 белая пешка · c2 чёрная пешка · e2 белый конь · h2 чёрная пешка · e1 чёрный слон · h1 белый слон | a8 чёрный король · d8 белый конь · f8 чёрный конь · a7 белая пешка · h7 чёрная пешка · b6 белый слон · e5 белая пешка · h5 чёрная ладья · a4 чёрная пешка · c4 чёрная пешка · d4 белая пешка · e4 белый король · f4 белая пешка · a3 чёрный ферзь · b3 чёрная пешка · d3 чёрная пешка · e3 белая пешка · a2 чёрная ладья · b2 белая пешка · c2 чёрная пешка · e2 белый конь · h2 чёрная пешка · e1 чёрный слон · h1 белый слон | a8 чёрный король · d8 белый конь · f8 чёрный конь · a7 белая пешка · h7 чёрная пешка · b6 белый слон · e5 белая пешка · h5 чёрная ладья · a4 чёрная пешка · c4 чёрная пешка · d4 белая пешка · e4 белый король · f4 белая пешка · a3 чёрный ферзь · b3 чёрная пешка · d3 чёрная пешка · e3 белая пешка · a2 чёрная ладья · b2 белая пешка · c2 чёрная пешка · e2 белый конь · h2 чёрная пешка · e1 чёрный слон · h1 белый слон | a8 чёрный король · d8 белый конь · f8 чёрный конь · a7 белая пешка · h7 чёрная пешка · b6 белый слон · e5 белая пешка · h5 чёрная ладья · a4 чёрная пешка · c4 чёрная пешка · d4 белая пешка · e4 белый король · f4 белая пешка · a3 чёрный ферзь · b3 чёрная пешка · d3 чёрная пешка · e3 белая пешка · a2 чёрная ладья · b2 белая пешка · c2 чёрная пешка · e2 белый конь · h2 чёрная пешка · e1 чёрный слон · h1 белый слон | a8 чёрный король · d8 белый конь · f8 чёрный конь · a7 белая пешка · h7 чёрная пешка · b6 белый слон · e5 белая пешка · h5 чёрная ладья · a4 чёрная пешка · c4 чёрная пешка · d4 белая пешка · e4 белый король · f4 белая пешка · a3 чёрный ферзь · b3 чёрная пешка · d3 чёрная пешка · e3 белая пешка · a2 чёрная ладья · b2 белая пешка · c2 чёрная пешка · e2 белый конь · h2 чёрная пешка · e1 чёрный слон · h1 белый слон | a8 чёрный король · d8 белый конь · f8 чёрный конь · a7 белая пешка · h7 чёрная пешка · b6 белый слон · e5 белая пешка · h5 чёрная ладья · a4 чёрная пешка · c4 чёрная пешка · d4 белая пешка · e4 белый король · f4 белая пешка · a3 чёрный ферзь · b3 чёрная пешка · d3 чёрная пешка · e3 белая пешка · a2 чёрная ладья · b2 белая пешка · c2 чёрная пешка · e2 белый конь · h2 чёрная пешка · e1 чёрный слон · h1 белый слон | a8 чёрный король · d8 белый конь · f8 чёрный конь · a7 белая пешка · h7 чёрная пешка · b6 белый слон · e5 белая пешка · h5 чёрная ладья · a4 чёрная пешка · c4 чёрная пешка · d4 белая пешка · e4 белый король · f4 белая пешка · a3 чёрный ферзь · b3 чёрная пешка · d3 чёрная пешка · e3 белая пешка · a2 чёрная ладья · b2 белая пешка · c2 чёрная пешка · e2 белый конь · h2 чёрная пешка · e1 чёрный слон · h1 белый слон | a8 чёрный король · d8 белый конь · f8 чёрный конь · a7 белая пешка · h7 чёрная пешка · b6 белый слон · e5 белая пешка · h5 чёрная ладья · a4 чёрная пешка · c4 чёрная пешка · d4 белая пешка · e4 белый король · f4 белая пешка · a3 чёрный ферзь · b3 чёрная пешка · d3 чёрная пешка · e3 белая пешка · a2 чёрная ладья · b2 белая пешка · c2 чёрная пешка · e2 белый конь · h2 чёрная пешка · e1 чёрный слон · h1 белый слон | 1 |
|   | a | b | c | d | e | f | g | h |   |